# Музейный комплекс УГМК
Музейный комплекс УГМК — частный музей военной и гражданской техники, расположенный в Верхней Пышме. По состоянию на 2024 год комплекс состоит из четырёх выставочных корпусов, дополненных обширной экспозицией под открытым небом. Коллекция музея насчитывает 15 тысяч экспонатов, в том числе 1500 образцов военной и гражданской техники. Общая площадь территории комплекса составляет около 13 гектаров.
В коллекцию музея входят бронетехника СССР и иностранных государств от БТ-7 до Т-80, стрелковое оружие, форма, советская и иностранная военная и гражданская авиация от У-2 и Avro 504 до Ту-134, железнодорожная техника СССР, зарубежные автомобили от Benz Patent Motorwagen и Rolls-Royce Silver Ghost до Delorean DMC-12 и Trabant-P601, космическая техника, а также практически все выпускавшиеся в СССР легковые и грузовые автомобили и спецтранспорт.

## История

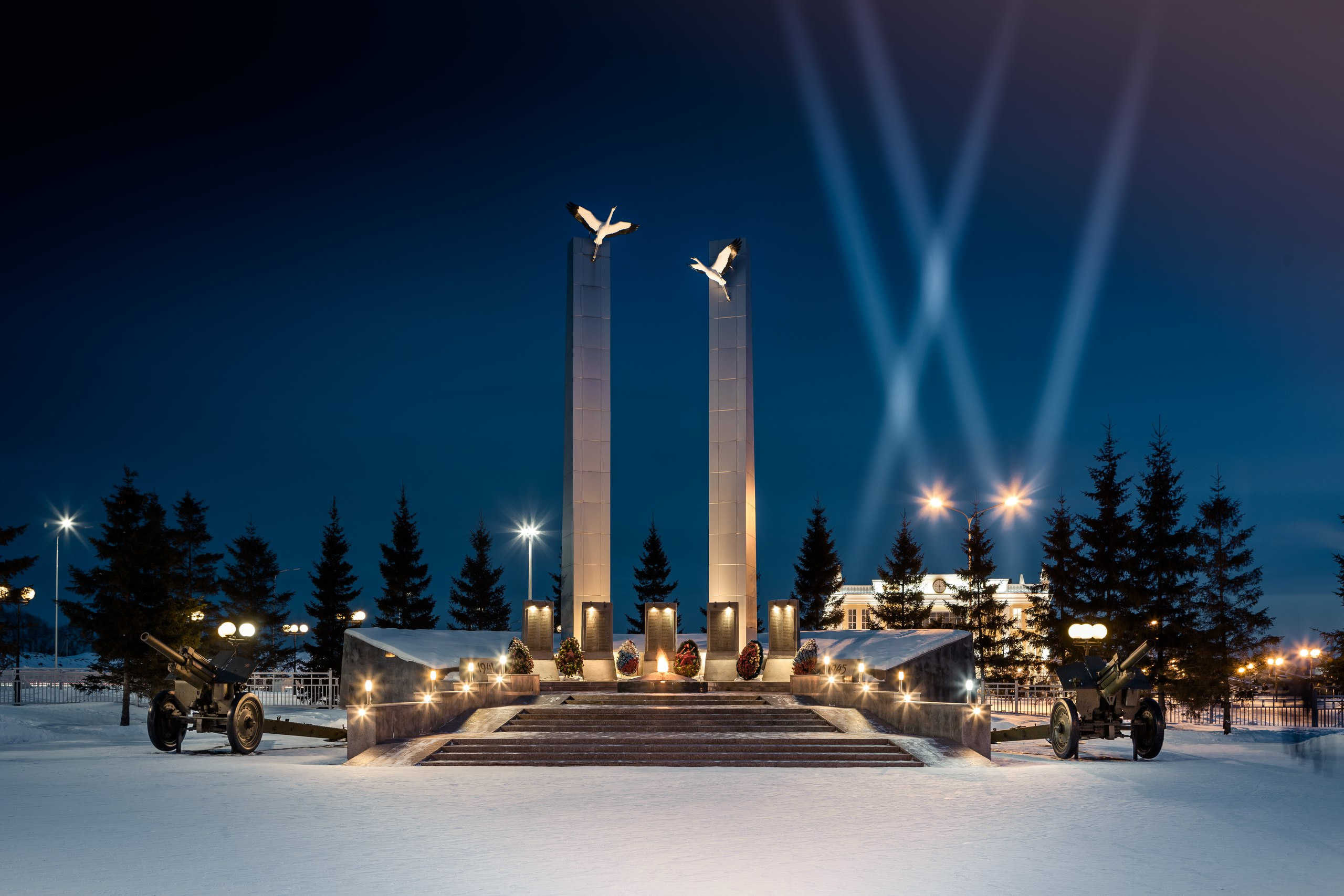
Мемориальная стела «Журавли»

В 2005 году в Верхней Пышме была открыта стела «Журавли» в память о не вернувшихся с Великой Отечественной войны рабочих Пышминского медеэлектролитного завода. Возле памятника были установлены два орудия ЗиС-2, затем экспозиция постепенно разрасталась. Работы по созданию музея начал Александр Козицын, директор ОАО «Уралэлектромедь». Основным спонсором и идейным вдохновителем всего музейного комплекса является его брат, директор УГМК Андрей Козицын.
Музей был учреждён 9 мая 2005 года. 9 мая 2010 года состоялось открытие обновлённой экспозиции.
9 мая 2013 года был открыт трёхэтажный выставочный центр Музея военной техники. 9 мая 2015 года состоялось открытие железнодорожной экспозиции.
27 апреля 2016 года был открыт временный выставочный центр Музея автомобильной техники. 8 мая 2018 года открылось четырёхэтажное здание выставочного центра.
В мае 2021 года в Музейном комплексе открылся новый, уже четвёртый, выставочный центр «Крылья Победы» — один из самых крупных в России музеев авиации.
В мае 2022 открылись планетарий и выставка, целиком посвящённая космической тематике. В июне того же года открылась вторая очередь Музея автомобильной техники.
5 августа 2024 года был привезён третий лётный экземпляр орбитального корабля «Буран» («Байкал» изделие 2.01) для масштабной реставрации, в будущем планируется построить для него специальный павильон и открыть экспозицию, посвящённую советской космической программе «Энергия — Буран».

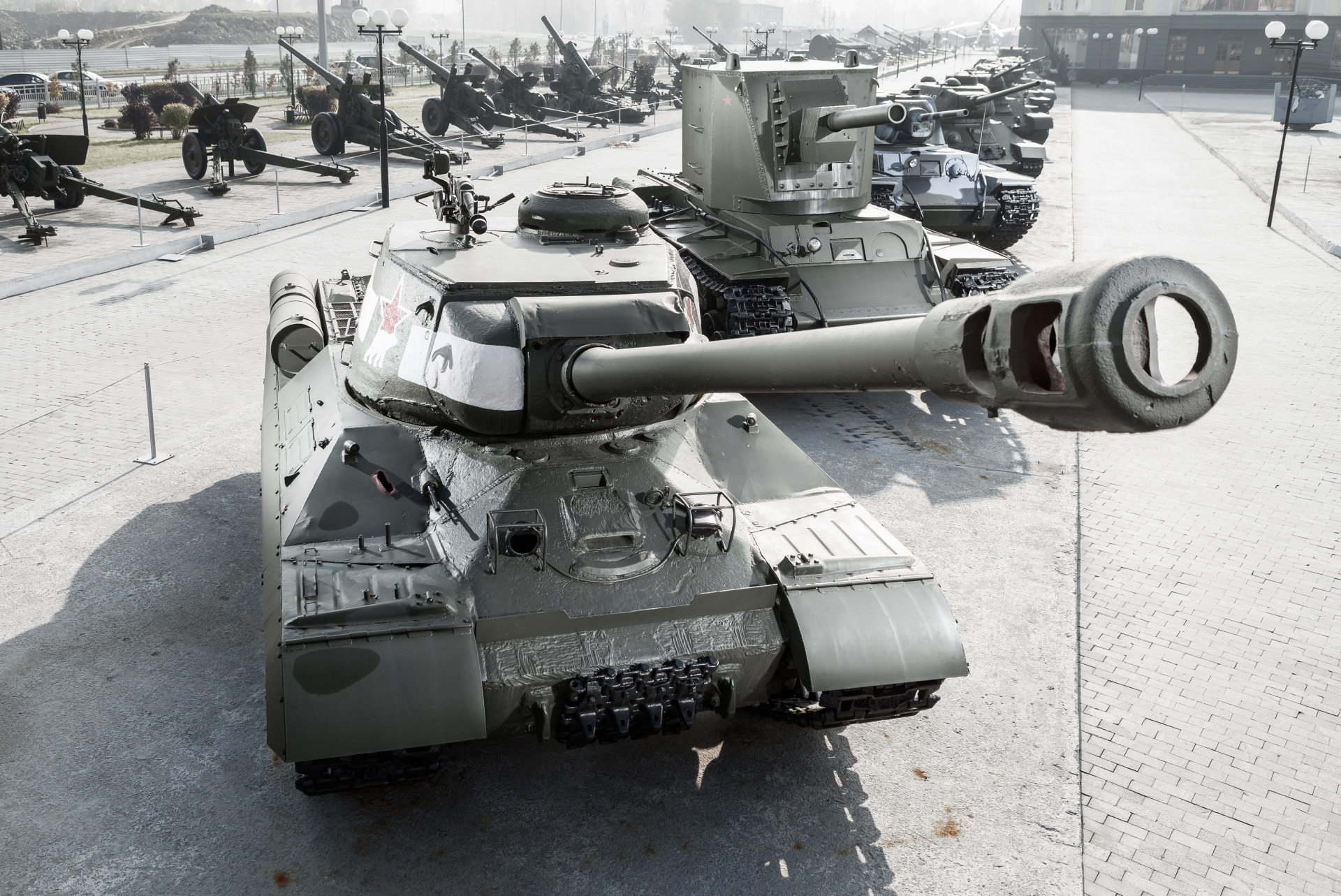
Тяжёлые танки
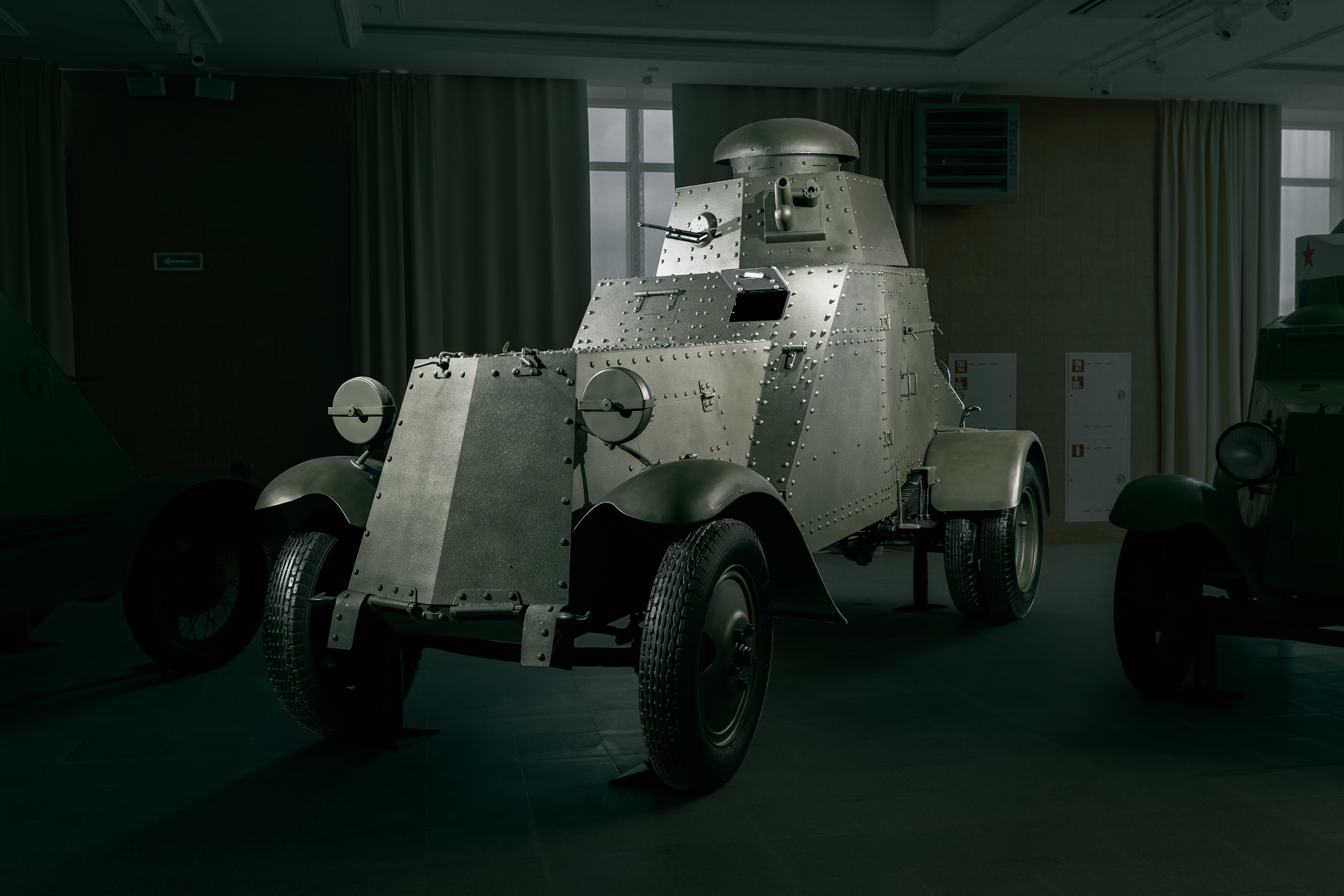
Бронеавтомобили
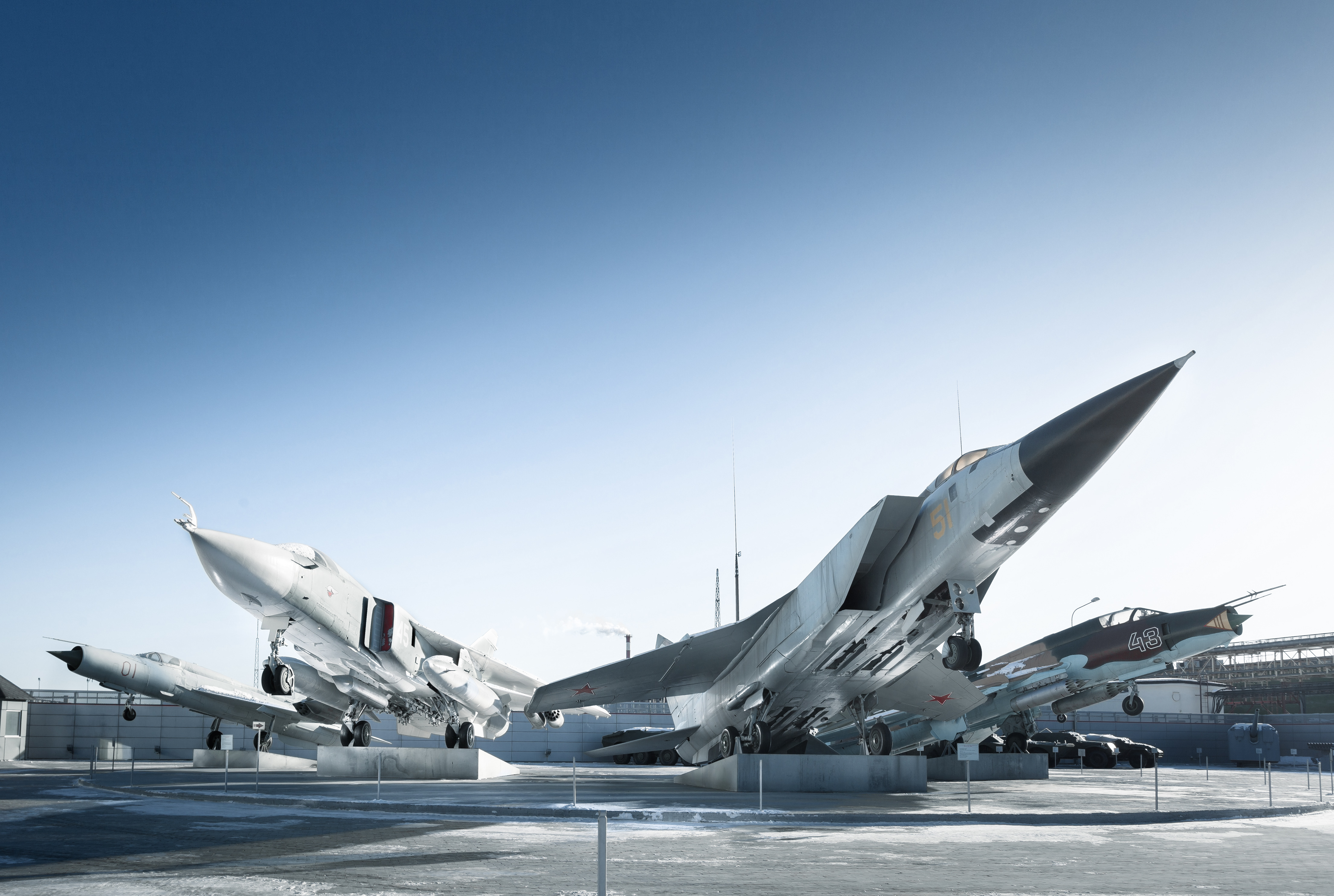
Реактивные самолёты
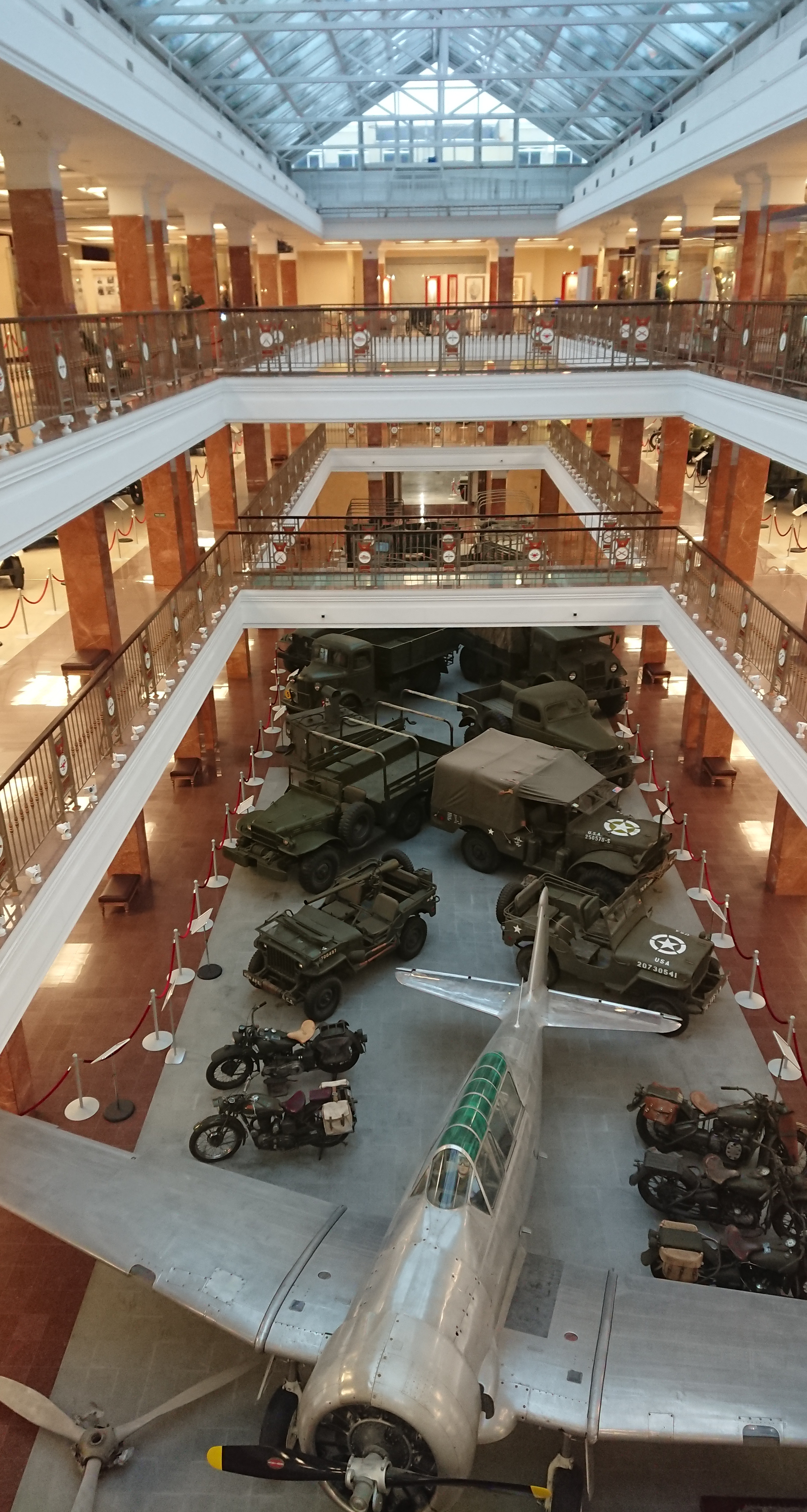
Военная техника
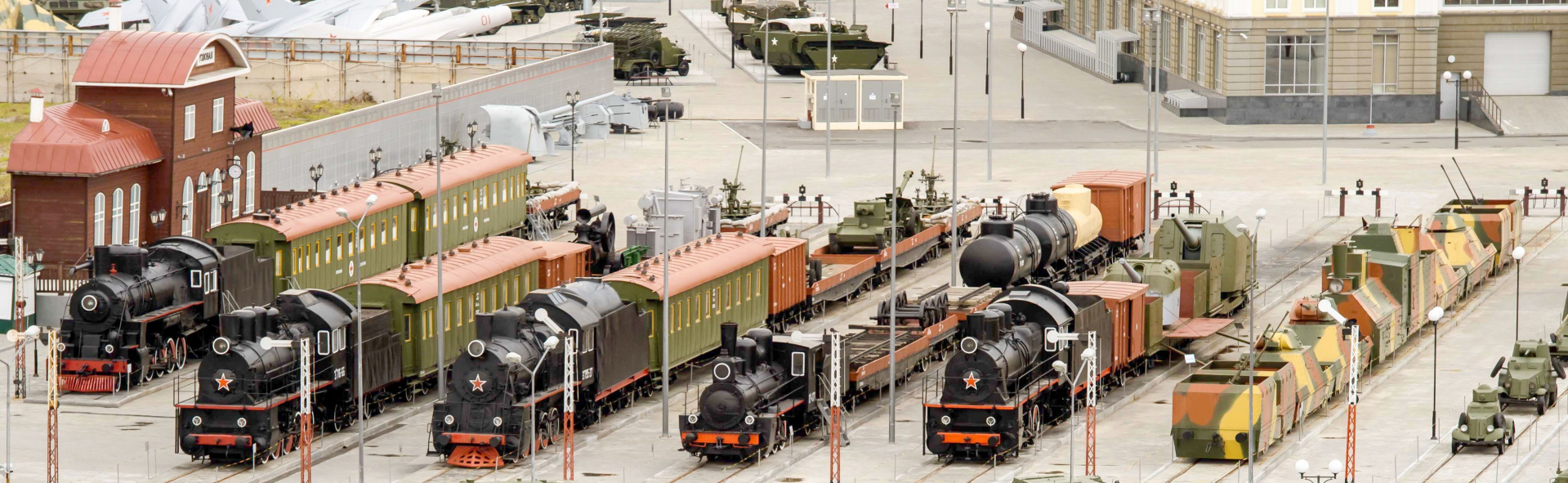
Железная дорога
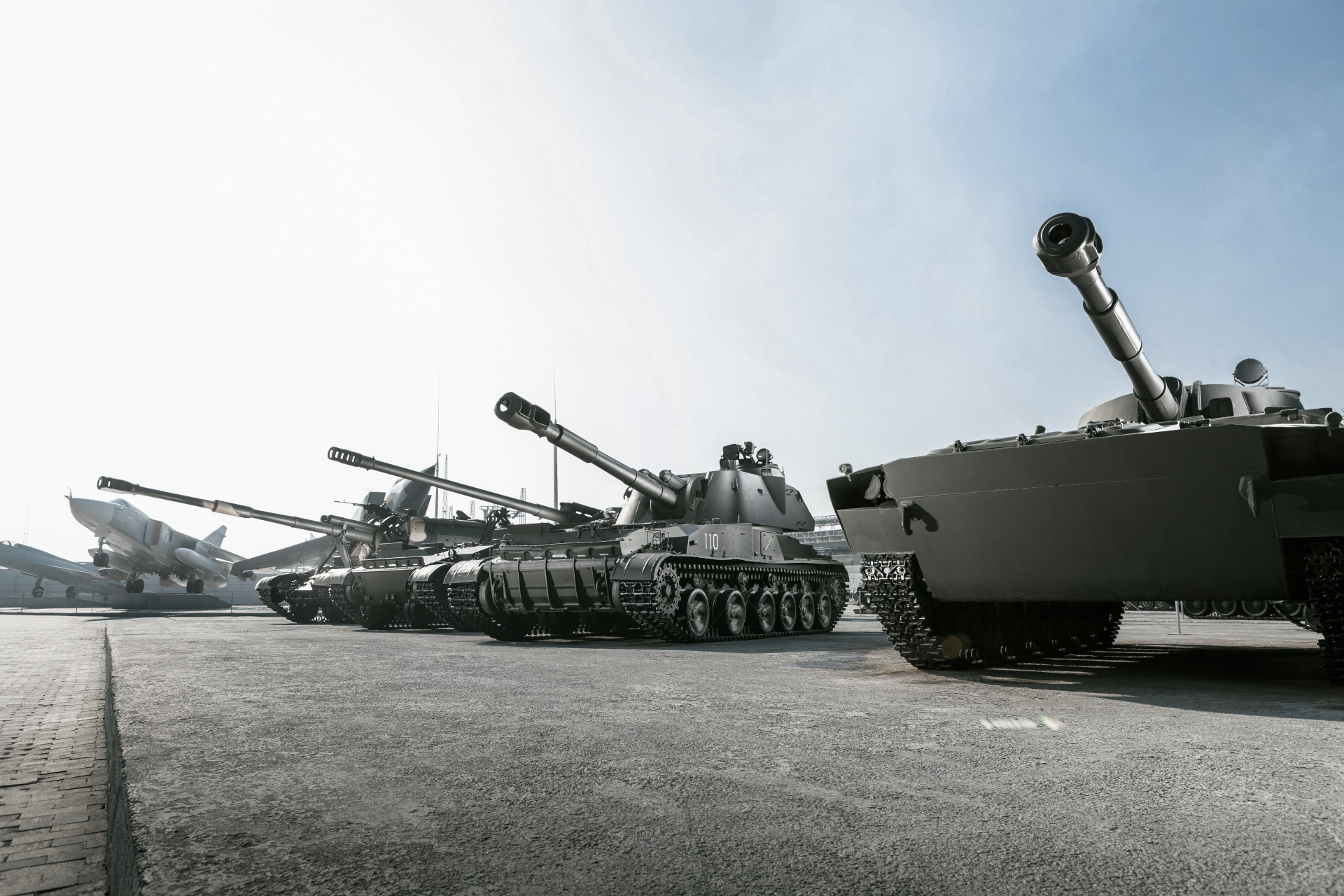
Самоходные артиллерийские установки
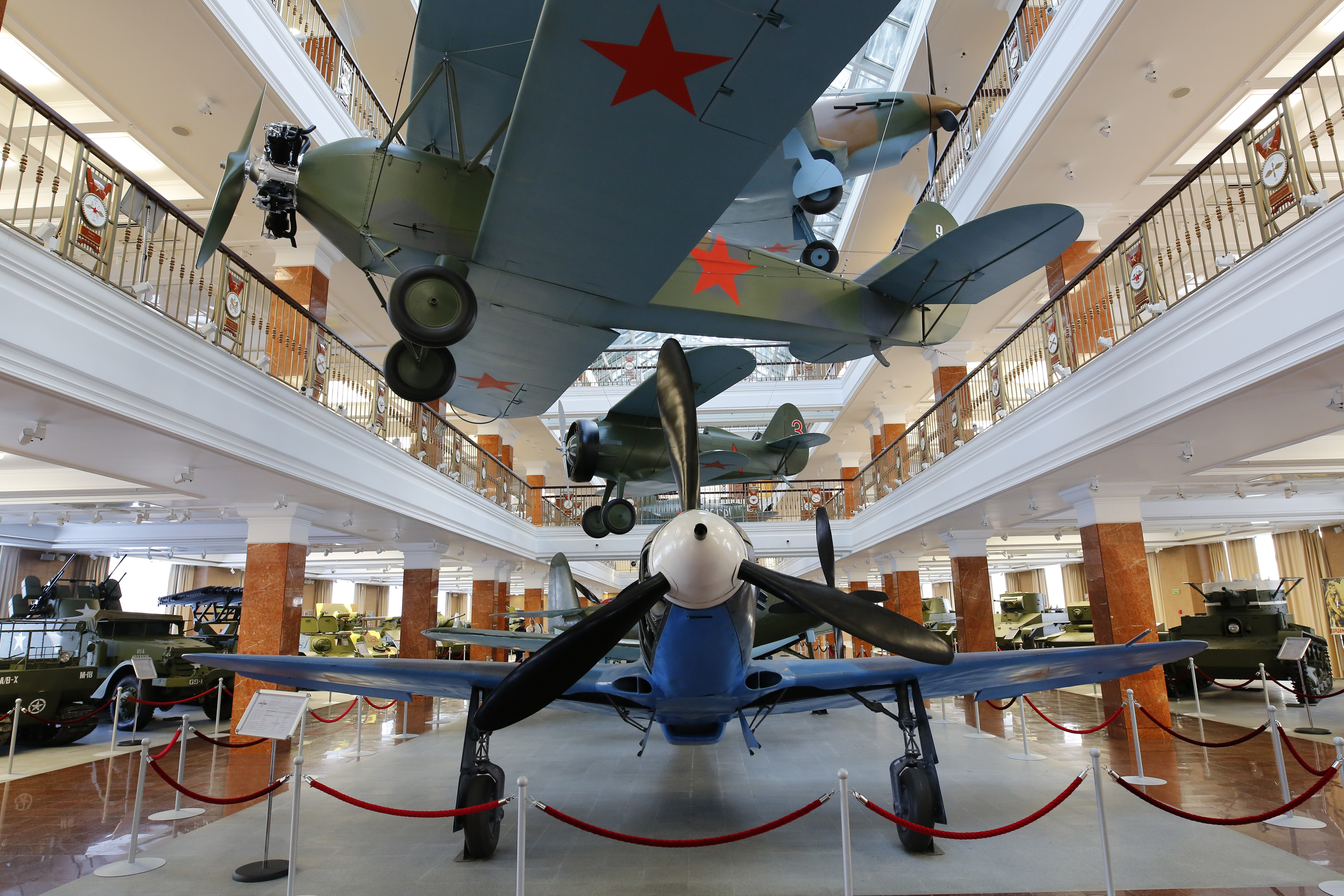
Выставочный центр
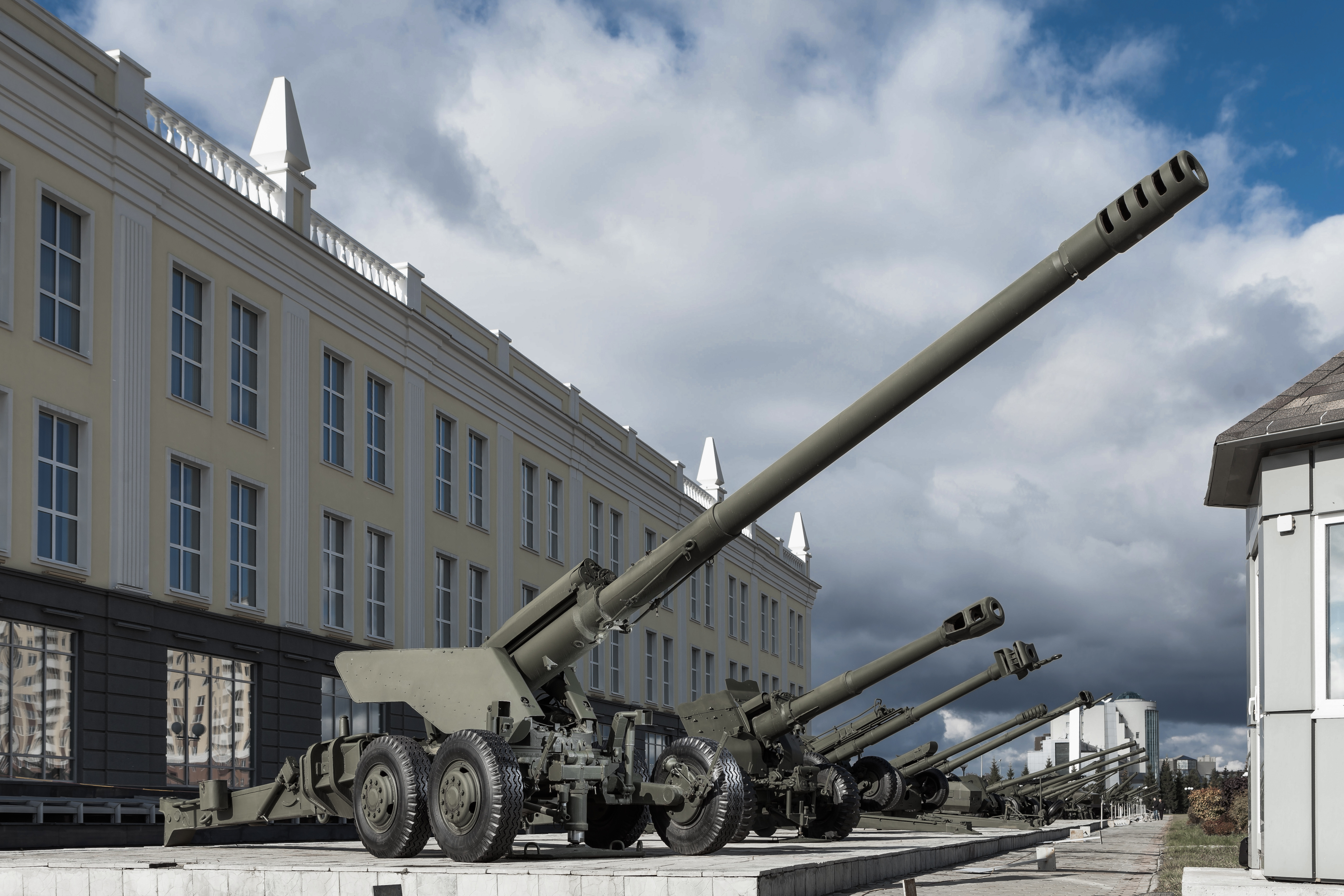
Артиллерия
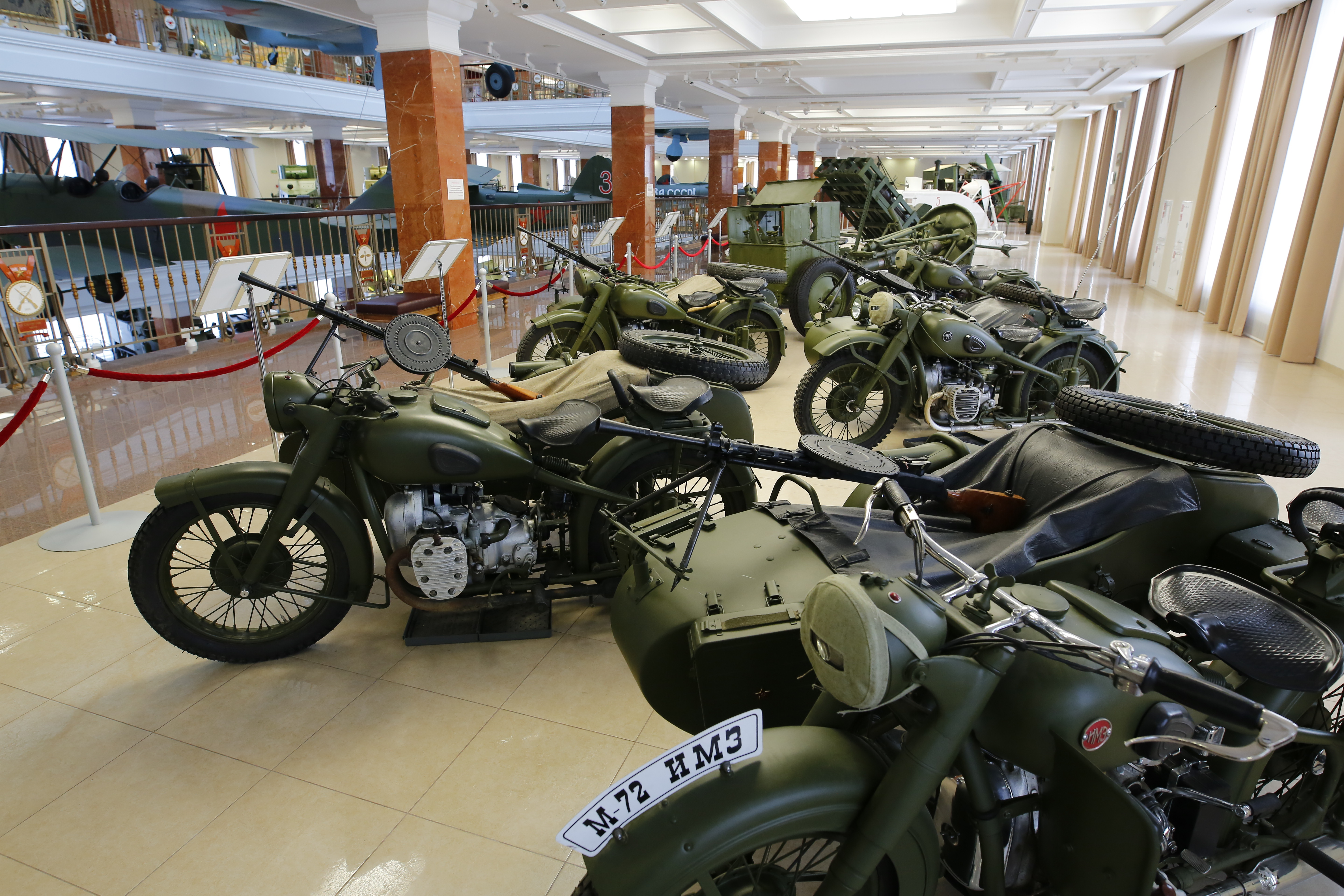
Военные мотоциклы
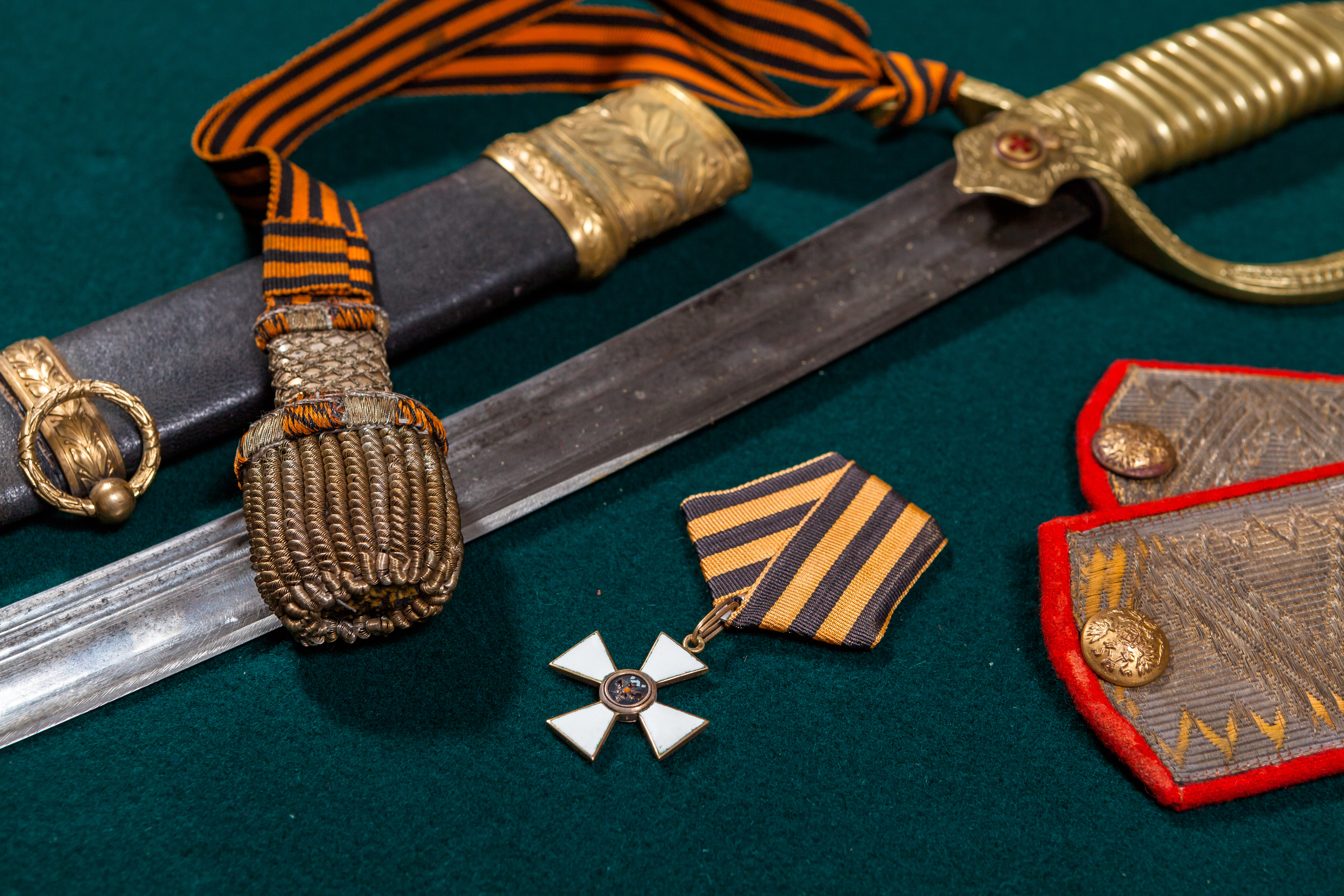
Оружие, награды, униформа
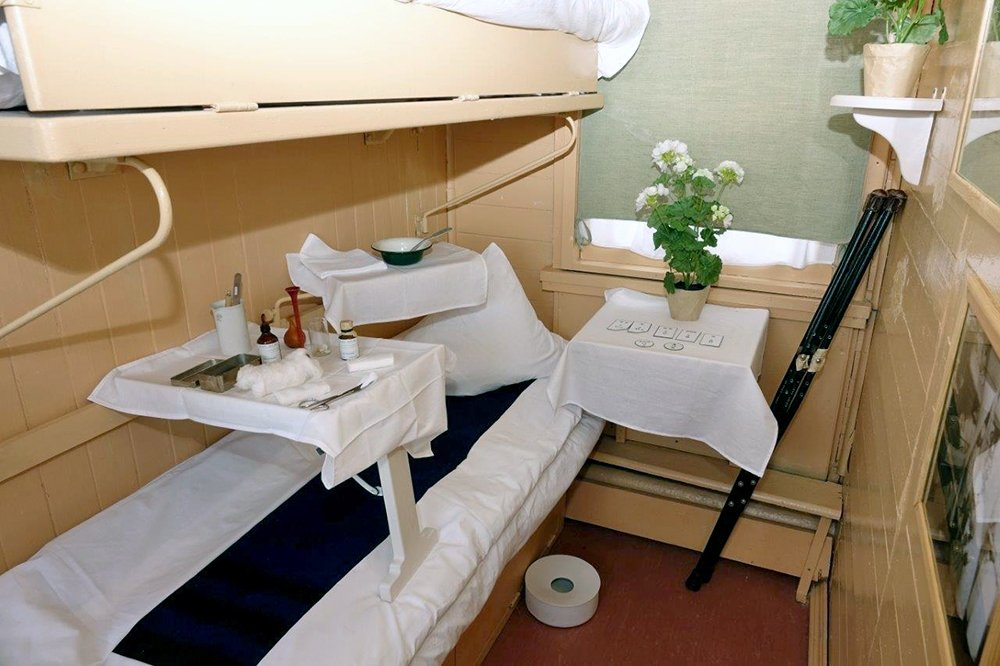
Санитарные вагоны

## Музей военной техники
В трёхэтажном здании находятся редкие образцы бронетехники советского и иностранного производства, стрелковое оружие, форма и награды, на открытой площадке экспозиция дополнена множеством крупногабаритных экспонатов. В составе комплекса работает интерактивная площадка (интерактивный кинотеатр, электронный тир, игровые симуляторы). В музее также работает кружок «Стендовый моделизм».

### Под открытым небом

#### Артиллерия
В экспозиции военной техники представлены противотанковые пушки, гаубицы, миномёты, безоткатные орудия, зенитные пушки, а также реактивные системы залпового огня. Настоящим украшением коллекции являются 152-мм гаубица образца 1909 года, 210-мм пушка Бр-17 образца 1939 года и 203-мм гаубица Б-4 образца 1931 года, сохранившиеся в единичных экземплярах. Среди раритетных экспонатов также можно увидеть 125-мм противотанковую пушку «Спрут-Б» и 152-мм гаубицу «Пат-Б», которые были выпущены очень небольшими партиями. Кроме того, музей располагает коллекцией реактивной артиллерии, в том числе различными модификациями установок БМ-13 «Катюша», БМ-21 «Град» и др.

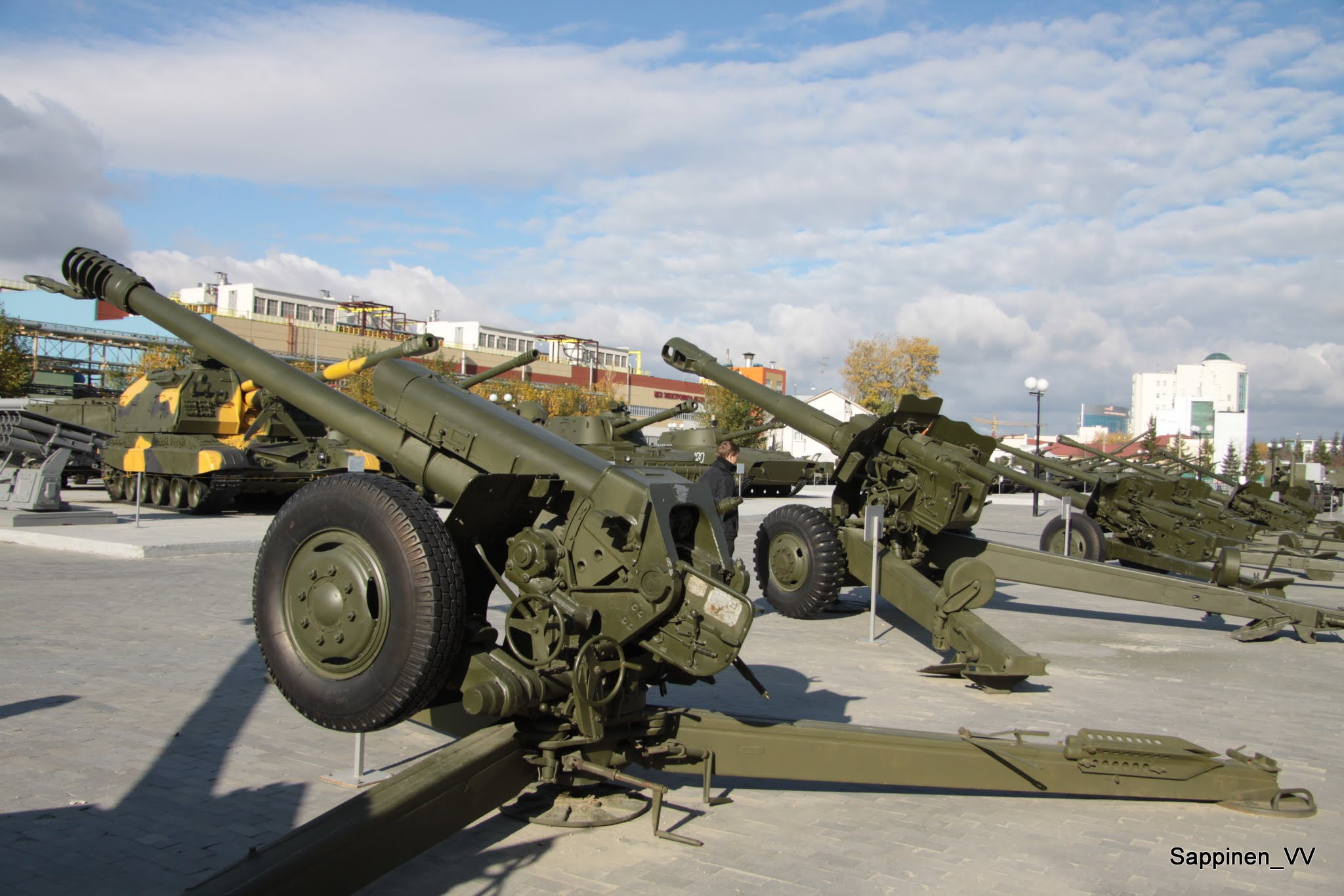
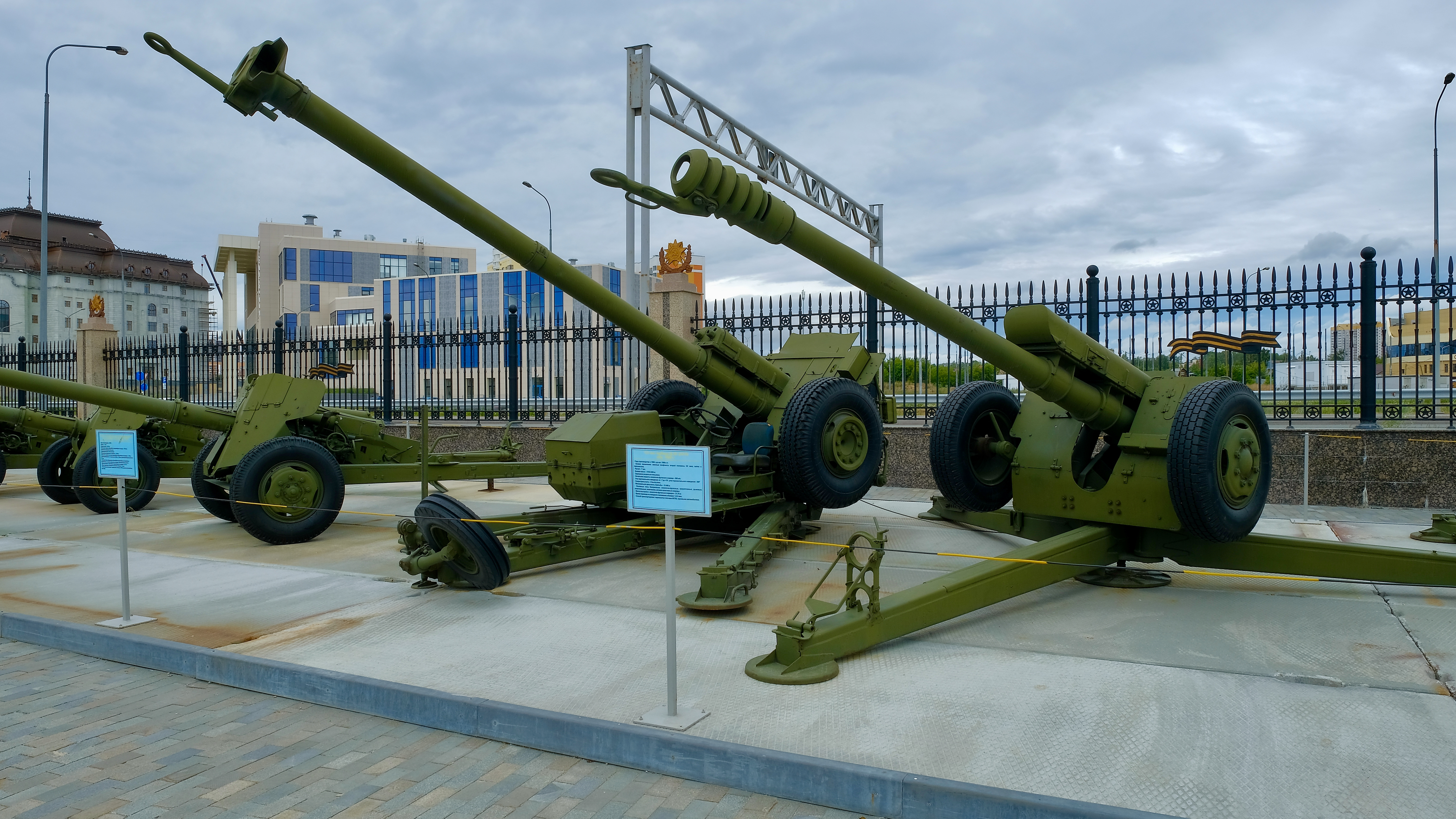
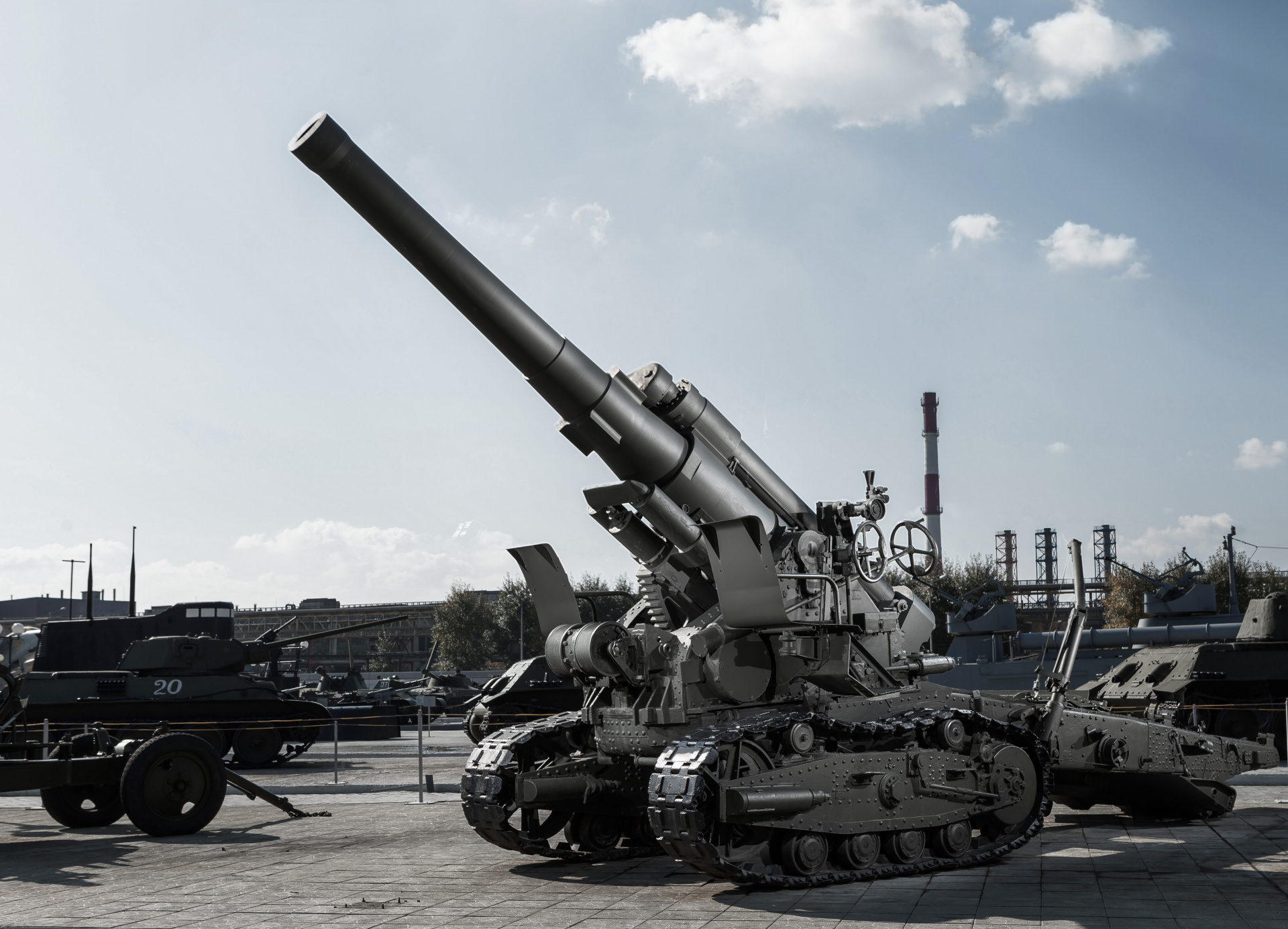

#### Танки
В музейной экспозиции насчитывается несколько десятков танков, как советского, так и зарубежного производства. Особый интерес представляют коллекция лёгких советских танков 1930-х гг., линейка легендарных танков Т-34 разных модификаций, полномасштабная модель первого советского тяжёлого танка Т-35, а также британские и американские танки, поставлявшиеся в СССР по программе ленд-лиза в годы Второй мировой войны, например «Шерман», «Кромвель». Советские танки второй половины XX века представлены такими образцами как Т-62, Т-72, Т-80 и др.

#### Бронетранспортёры и прочая техника
На открытой площадке музейного комплекса присутствует большое количество различной военной техники, в том числе: БТР-40, БТР-60, БРДМ-2, ДТ-10, а также различные вспомогательные установки на шасси ГАЗ-66, ЗИЛ-131 и пр.

#### Самоходные артиллерийские установки
Музей военной техники располагает коллекцией советских самоходных артиллерийских установок, начиная от установки СУ-122 образца 1942 года до современной 152-мм самоходной гаубицы 2С19 «Мста-С» образца 1989 года. Кроме того, в экспозиции представлены несколько самоходных артиллерийских установок США времён Второй мировой войны, в том числе «истребитель танков» M18 Hellcat.

#### Железнодорожная техника
Экспозиция включает в себя также семь железнодорожных путей, собирательный образ здания железнодорожной станции, паровозы серий Ов (до перемещения в музей локомотивы находились в тайге на трансполярной магистрали), Еа, ТЭ, сохранившиеся в единичных экземплярах и широко распространённые паровозы серий Эм, Эу, Эр, а также бронепоезд БП-43 и макет мотоброневагона Кировского завода, различные вагоны (теплушки, цистерны, платформы, пассажирский вагон завода им. И. Е. Егорова), бронеавтомобили на железнодорожном ходу и снегоочиститель ЦУМЗ. Интерьеры санитарных вагонов были воссозданы с использованием оригинальных медицинских инструментов и аппаратов. На платформах размещается бронетехника, оборудование предприятий, локомобиль.

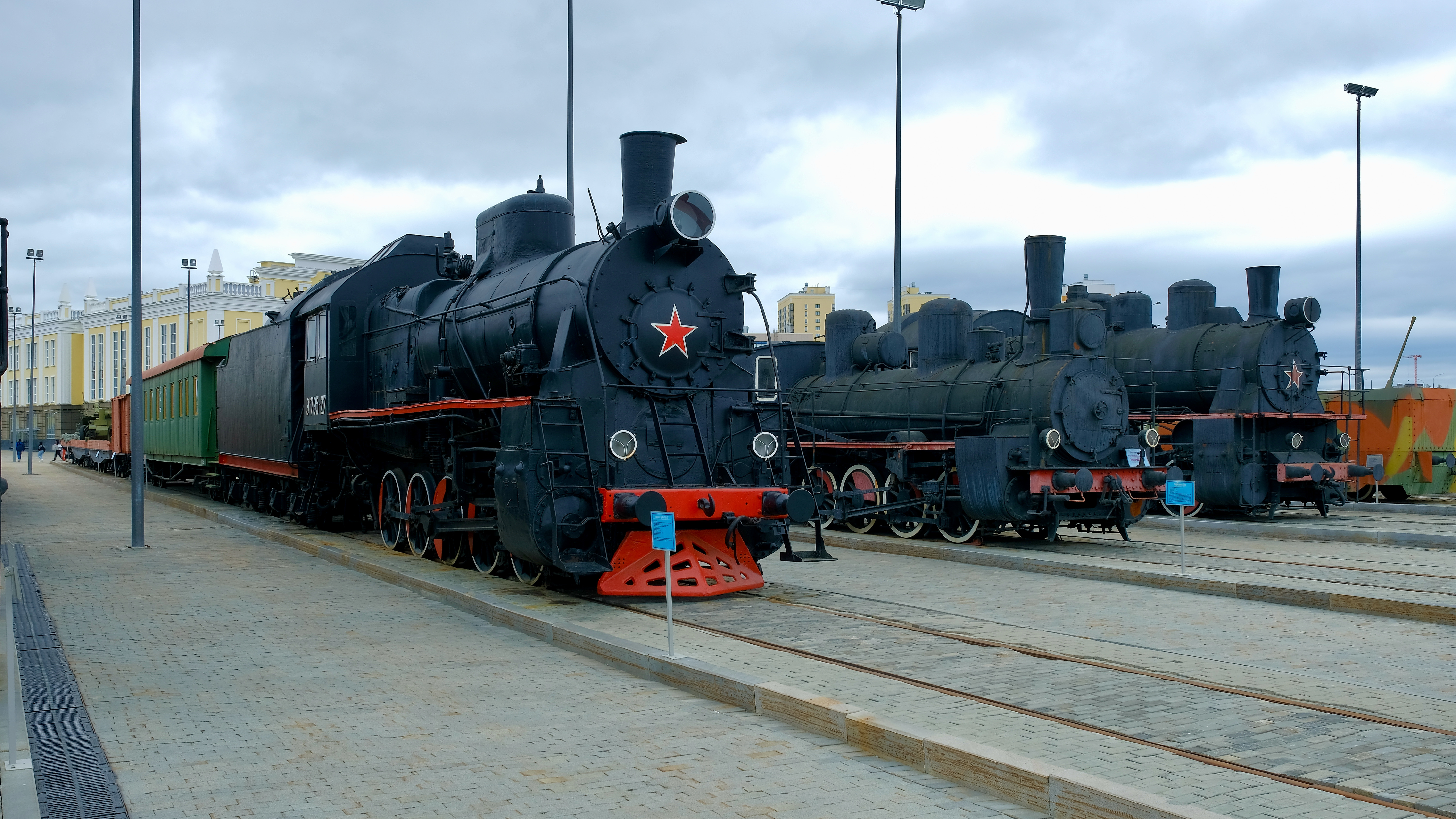
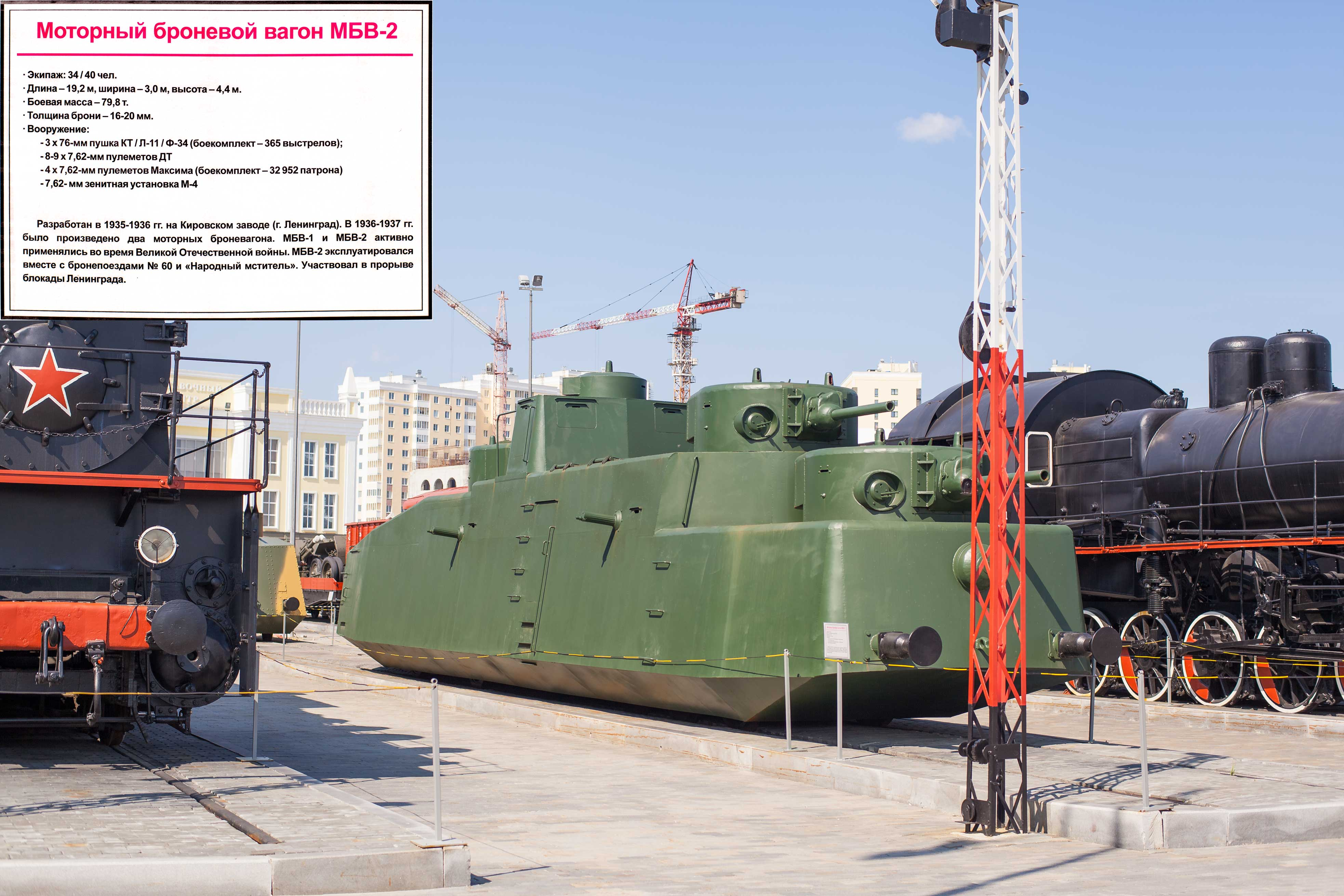
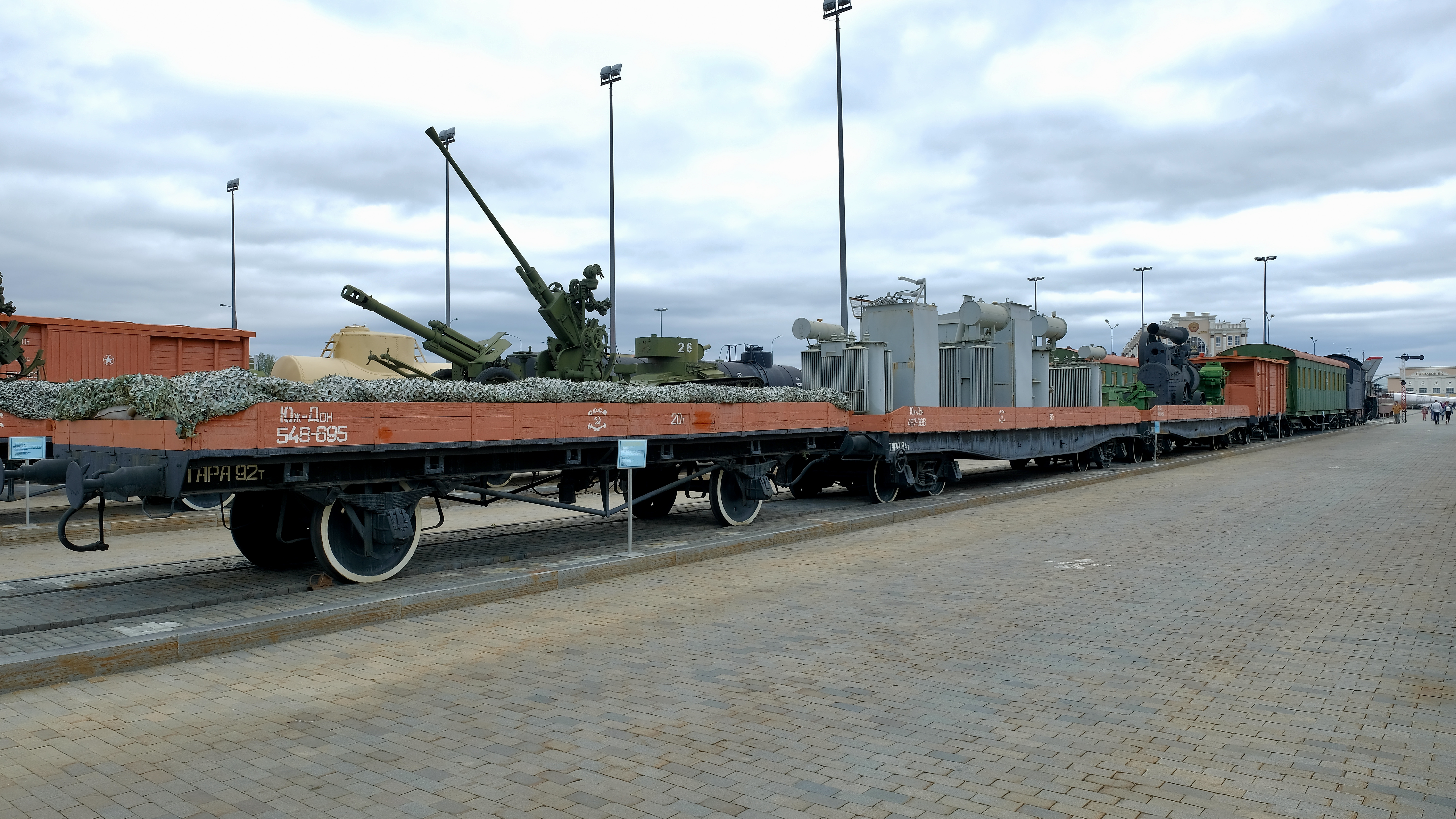

#### Военно-морской флот
В экспозиции военной техники под открытым небом представлены полномасштабные макеты подводной лодки типа М — «Малютка» с обозначением М-32, рубки подводной лодки типа Щ — «Щука» с обозначением Щ-203, торпедных катеров типа «Г-5» и типа «Комсомолец», бронированных катеров пр. 161 (типа МБК) и пр. 194 (типа БМО). Среди экспонатов есть воссозданный речной бронекатер пр. 1125, который участвовал в Сталинградской битве.

## Музей автомобильной техники
В коллекции музея более 500 советских и зарубежных ретроавтомобилей, мотоциклов, велосипедов и других транспортных средств . В 4-этажном здании на площади 12 тыс. м². представлена 130-летняя история автомобильного транспорта в России и мире. Основой для создания музея послужила коллекция гражданского транспорта Музея военной техники. До 2018 года музей функционировал на временной площадке — в одном из цехов АО «Уралэлектромедь», а 8 мая 2018 года переехал в специально построенное здание. Большинство экспонатов автомобильного музея на ходу и задействуется в различных мероприятиях.
Среди экспонатов есть уникальные, сохранившиеся в одном или нескольких экземплярах в мире, например Heine-Velox V12, персональный автомобиль Н. С. Хрущёва ЗИС-110П, кабриолет ЗИЛ-111Д.
Экспонируются и автомобили с необычной конструкцией, например фирмы Brewster с бесклапанным двигателем Найта под капотом.
В музее присутствует множество интерактивных площадок, среди которых фотозоны, справочные автоматы копирующие аналогичные устройства советских времён, инсталляция с автомобилем ГАЗ-24 «Волга», который желающие могут окрасить в любой цвет и др.

### Экспозиции

#### Автомобили конца XIX — начала XX века
Первый зал выполнен в стилистике павильонов международной автомобильной выставки, экспозиция начинается с реплики самого первого автомобиля, созданного Карлом Бенцем. Во втором зале перед посетителями предстают такие шедевры автомобилестроения, как Rolls-Royce Silver Ghost и Delaunay-Belleville. Широко представлены американские автомобили — Cadillac, Packard, Pierce-Arrow, Buick, и в том числе знаменитый Ford Model T. Европейский автопром представлен такими производителями как Mercedes-Benz, BMW, Maybach, Hispano Suiza, De-Dion Bouton, Renault, Daimler и др.
Уделено внимание и технике, оказавшей влияние на развитие отечественного автомобилестроения. Так, представленный в коллекции Ford-A 1928 года выпуска стал прототипом для первого советского серийного легкового автомобиля ГАЗ-А, а Buick 32-90 1932 года выпуска послужил образцом для первого советского представительского автомобиля Л-1 завода «Красный Путиловец».

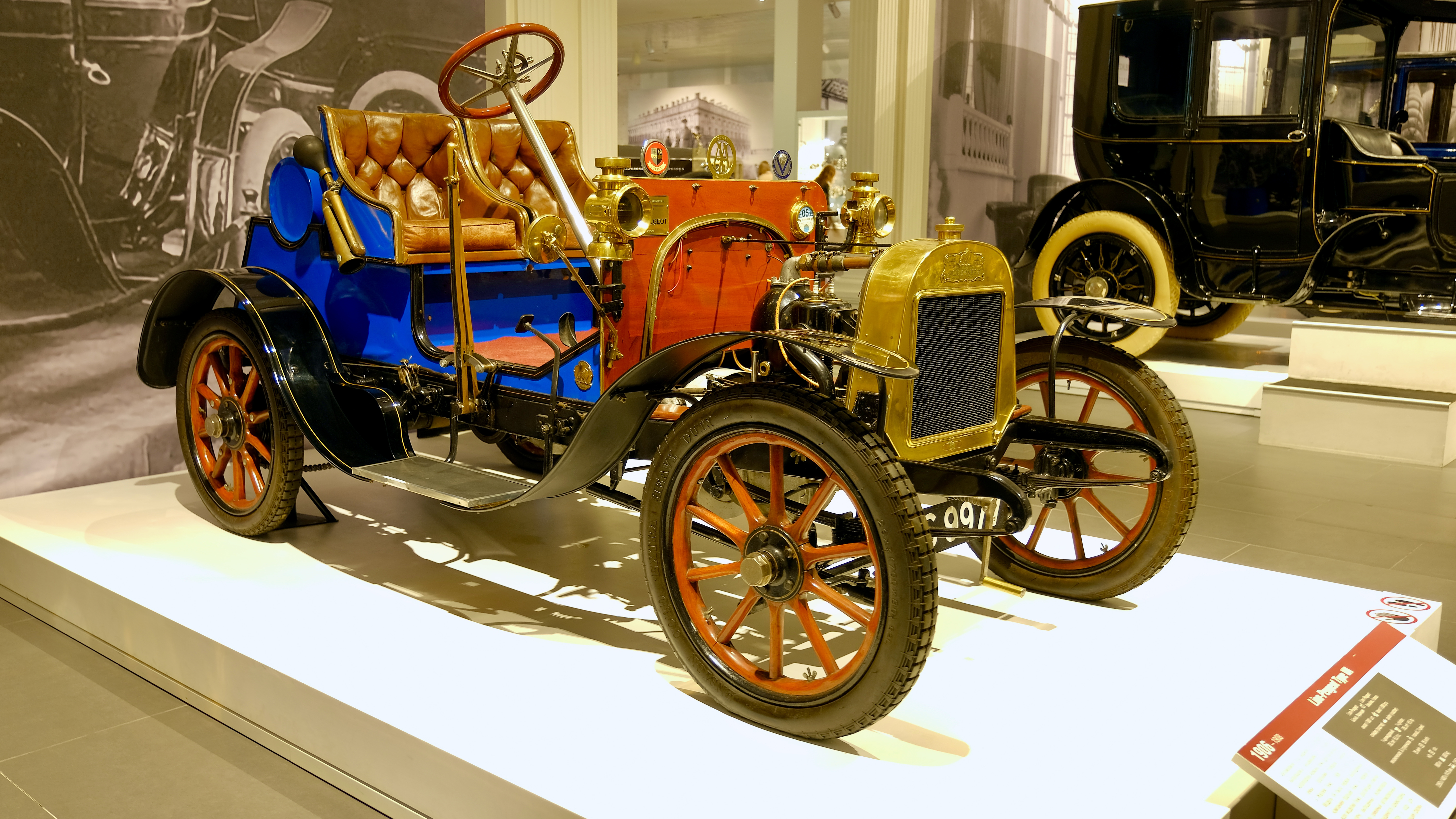
Lion-Peugeot Type VA
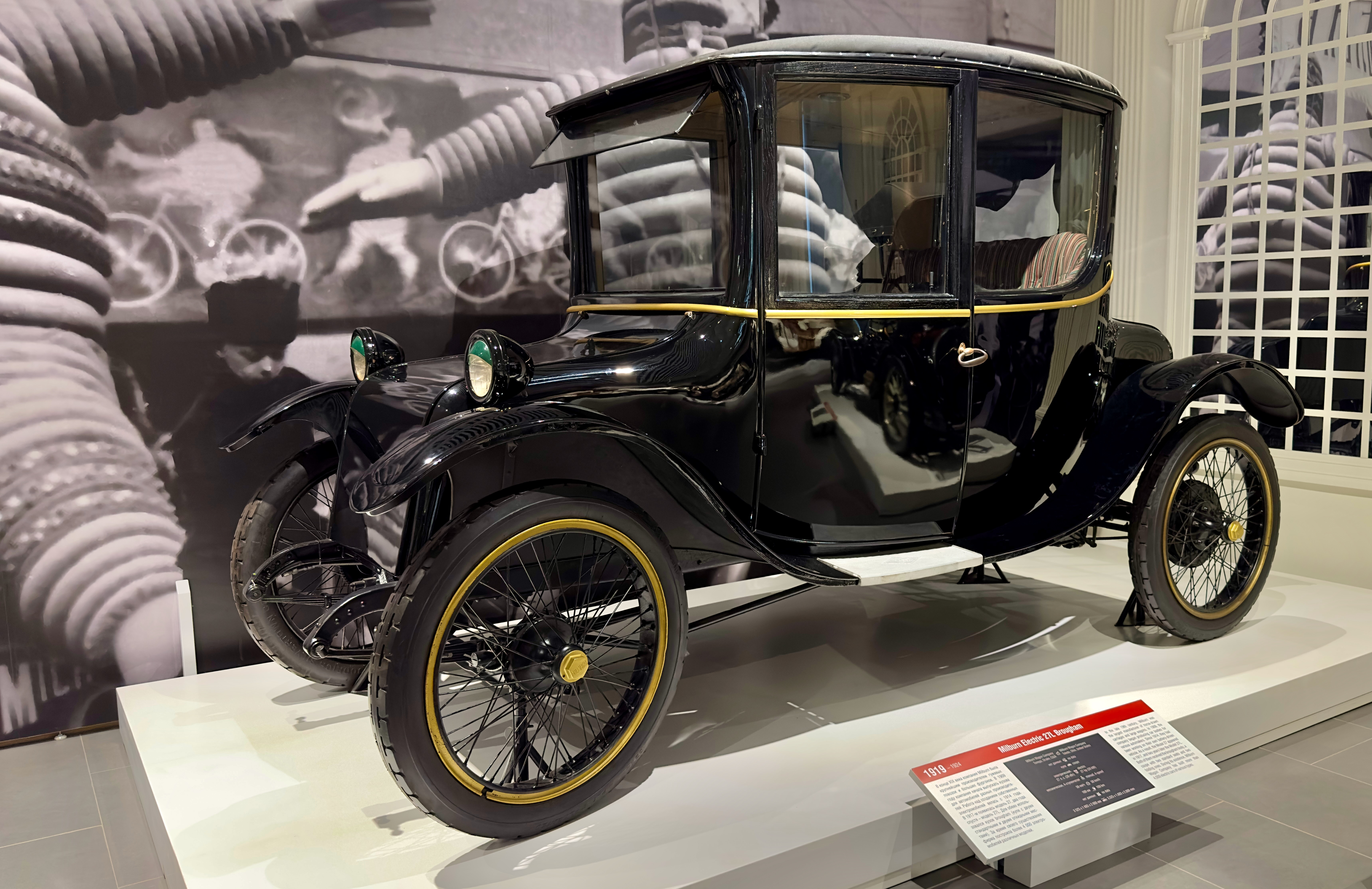
Электромобиль Milburn Electric 27L Brougham
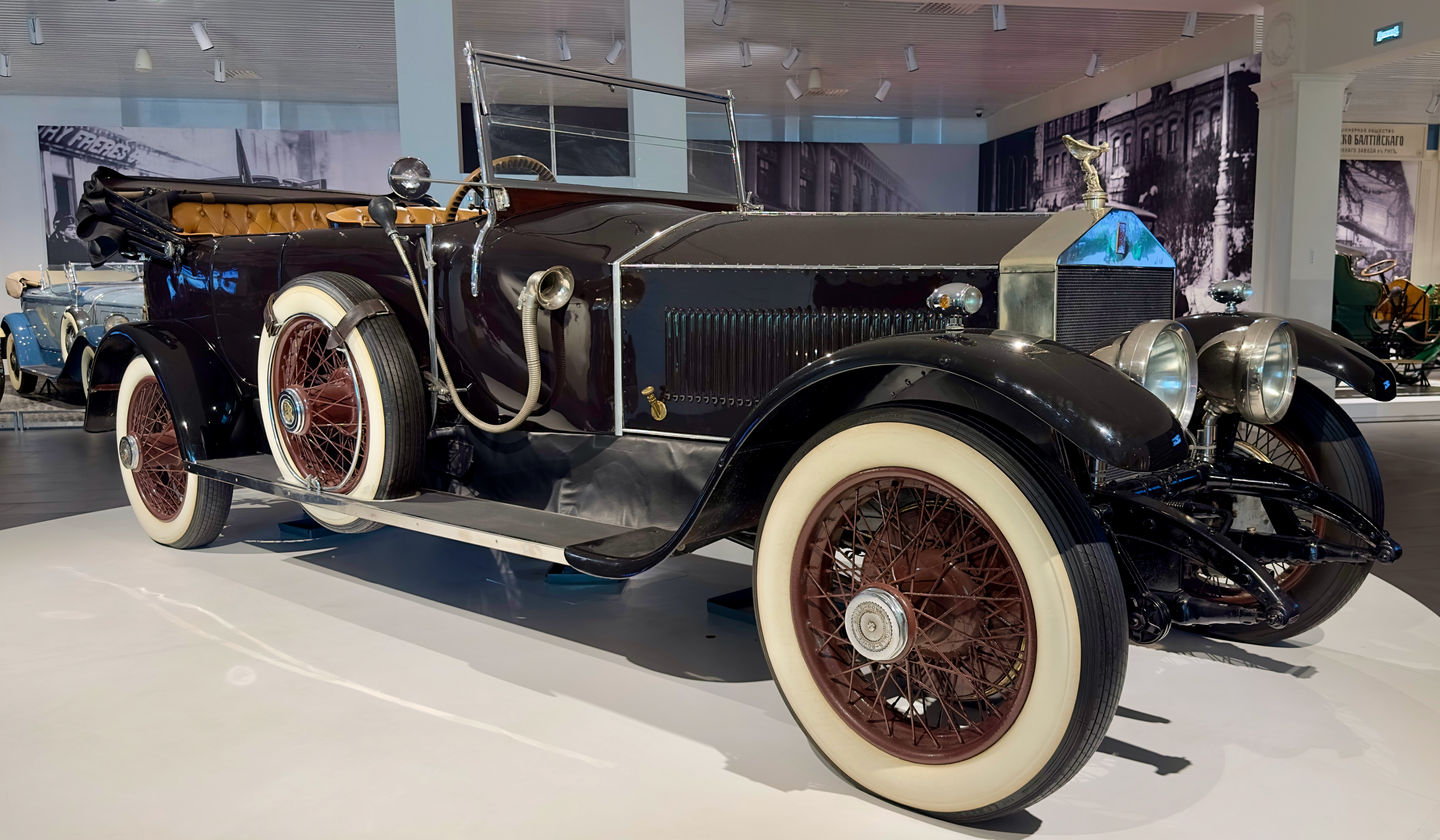
Rolls-Royce Silver Ghost
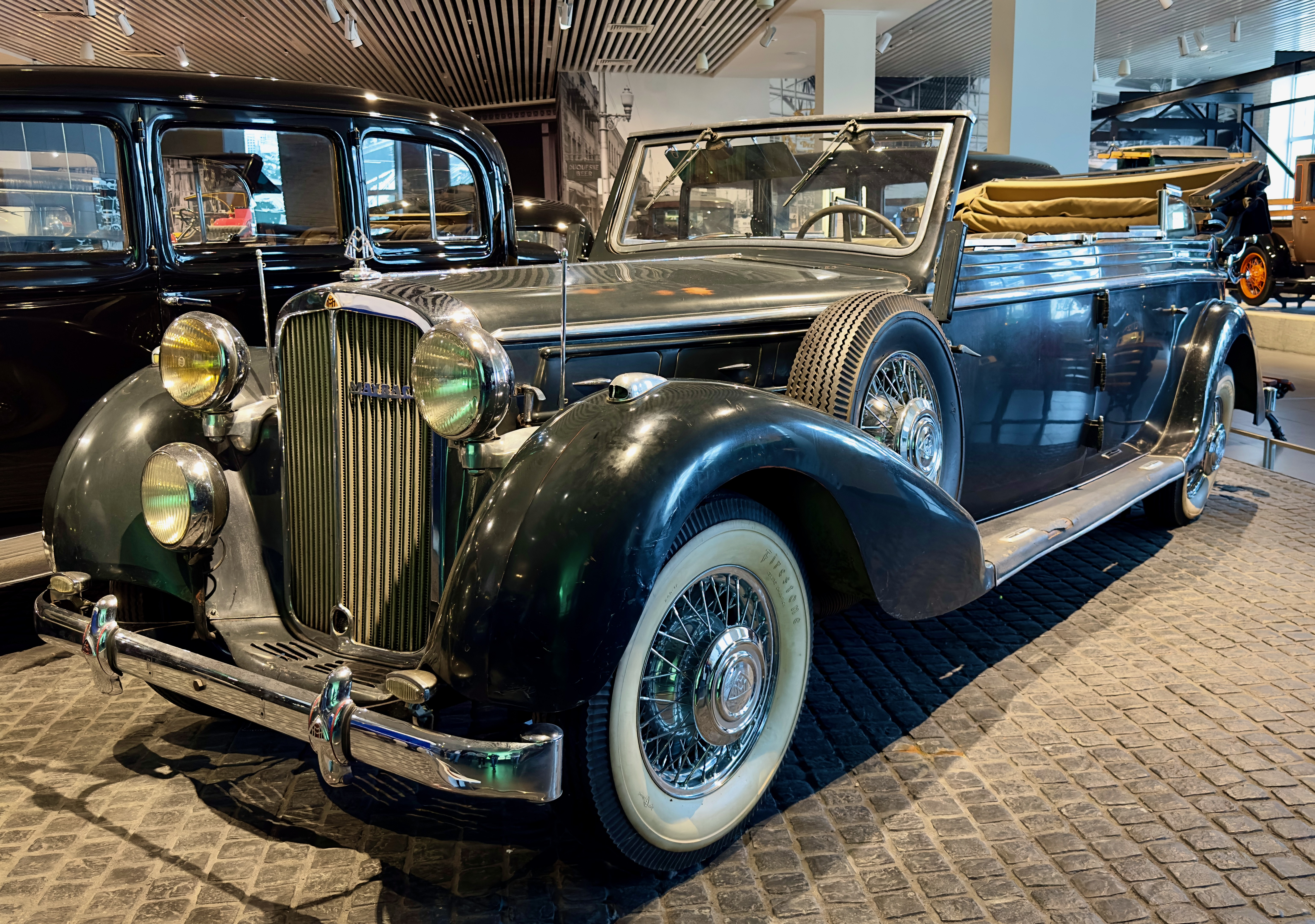
Maybach SW 42
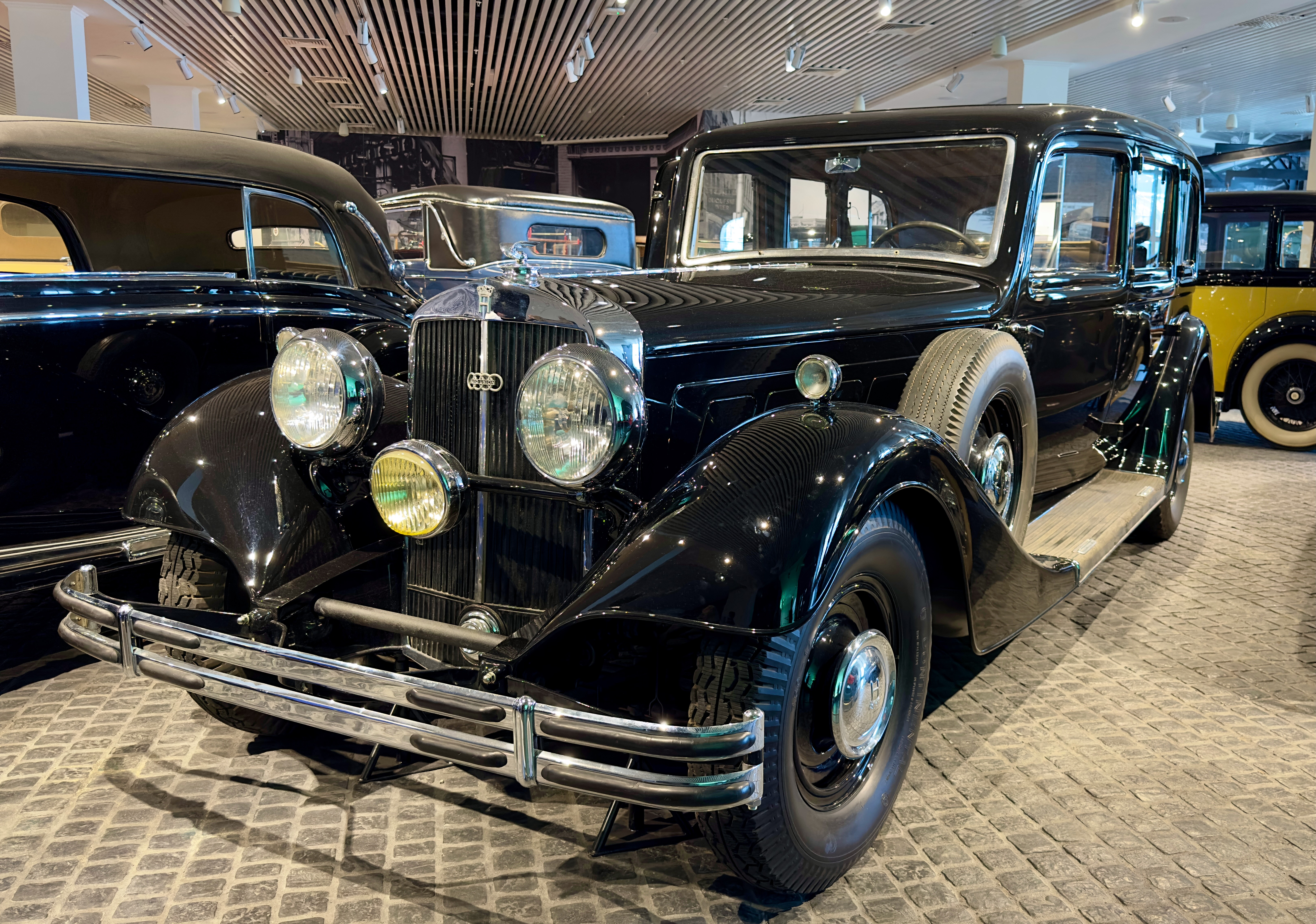
Horch 851
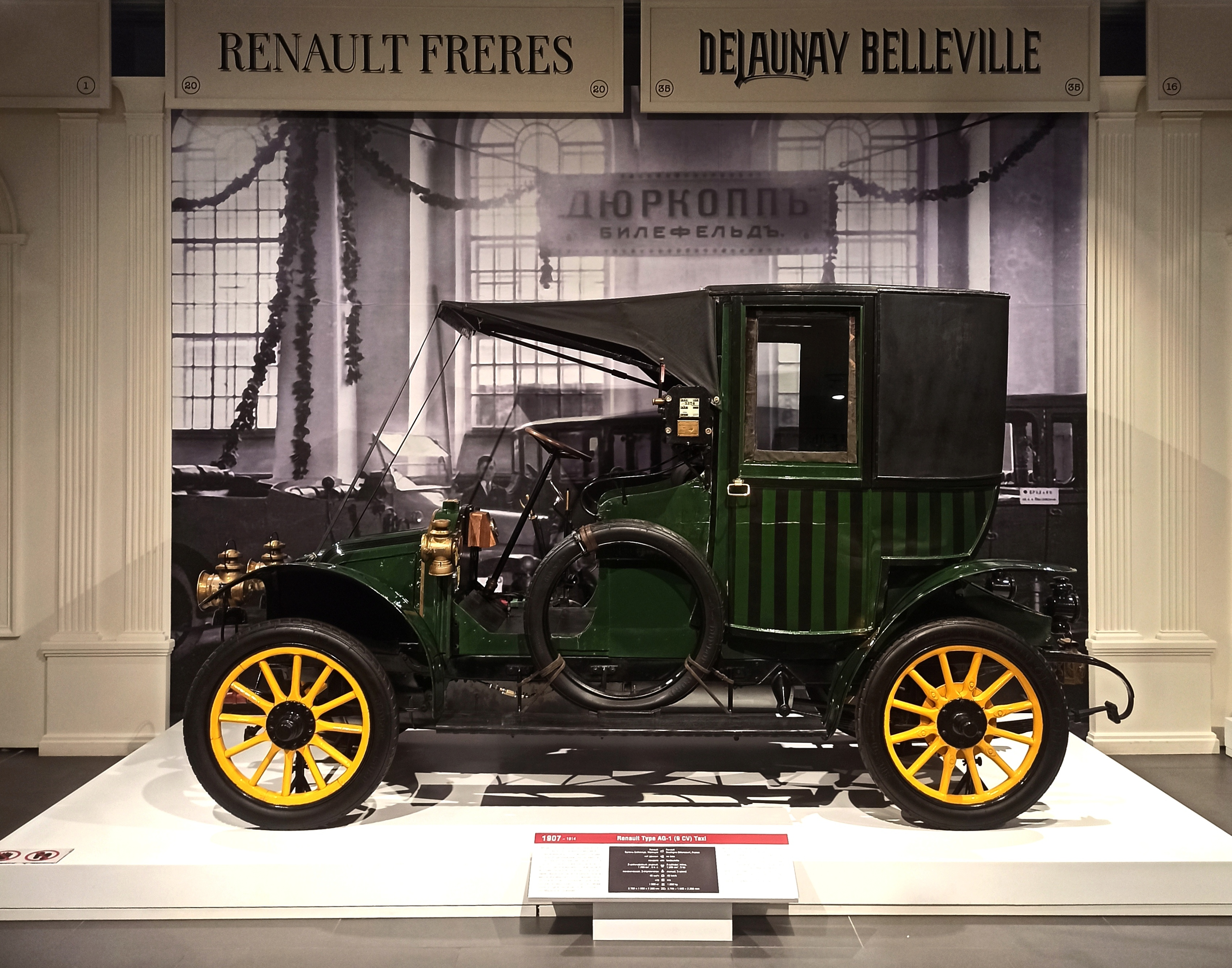
Renault Type AG-1
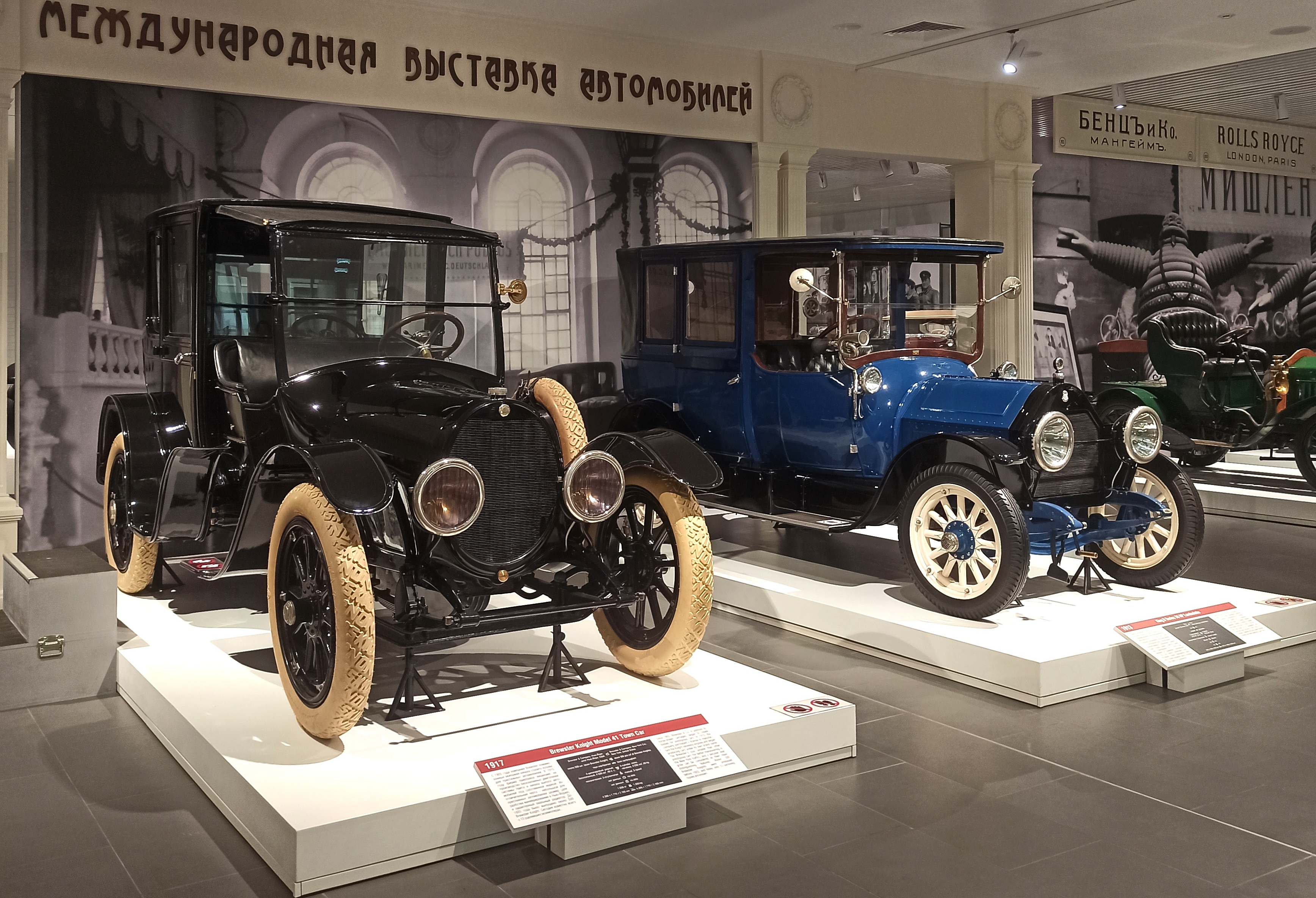
Brewster, King
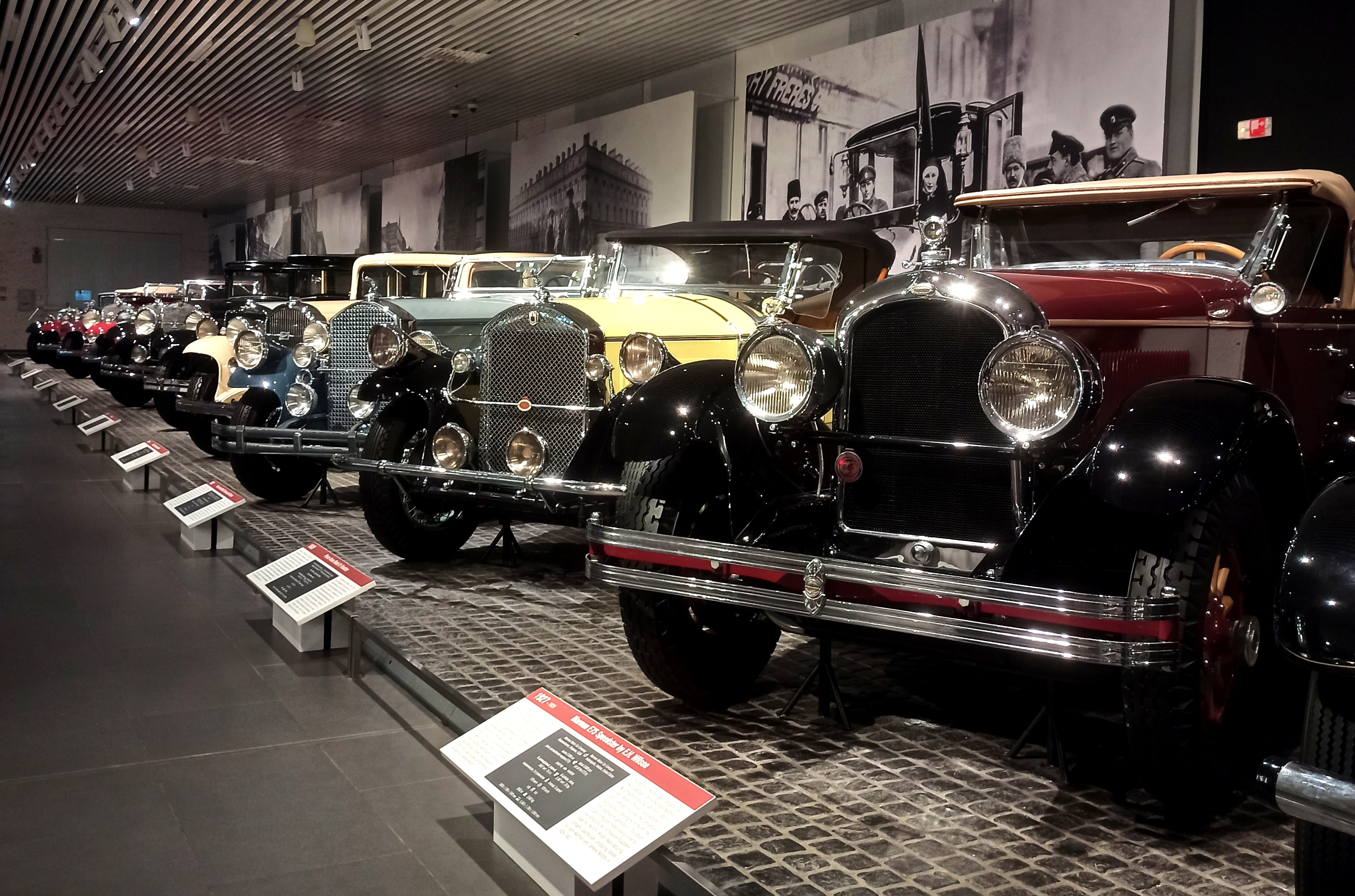
Автомобили 1920-х годов
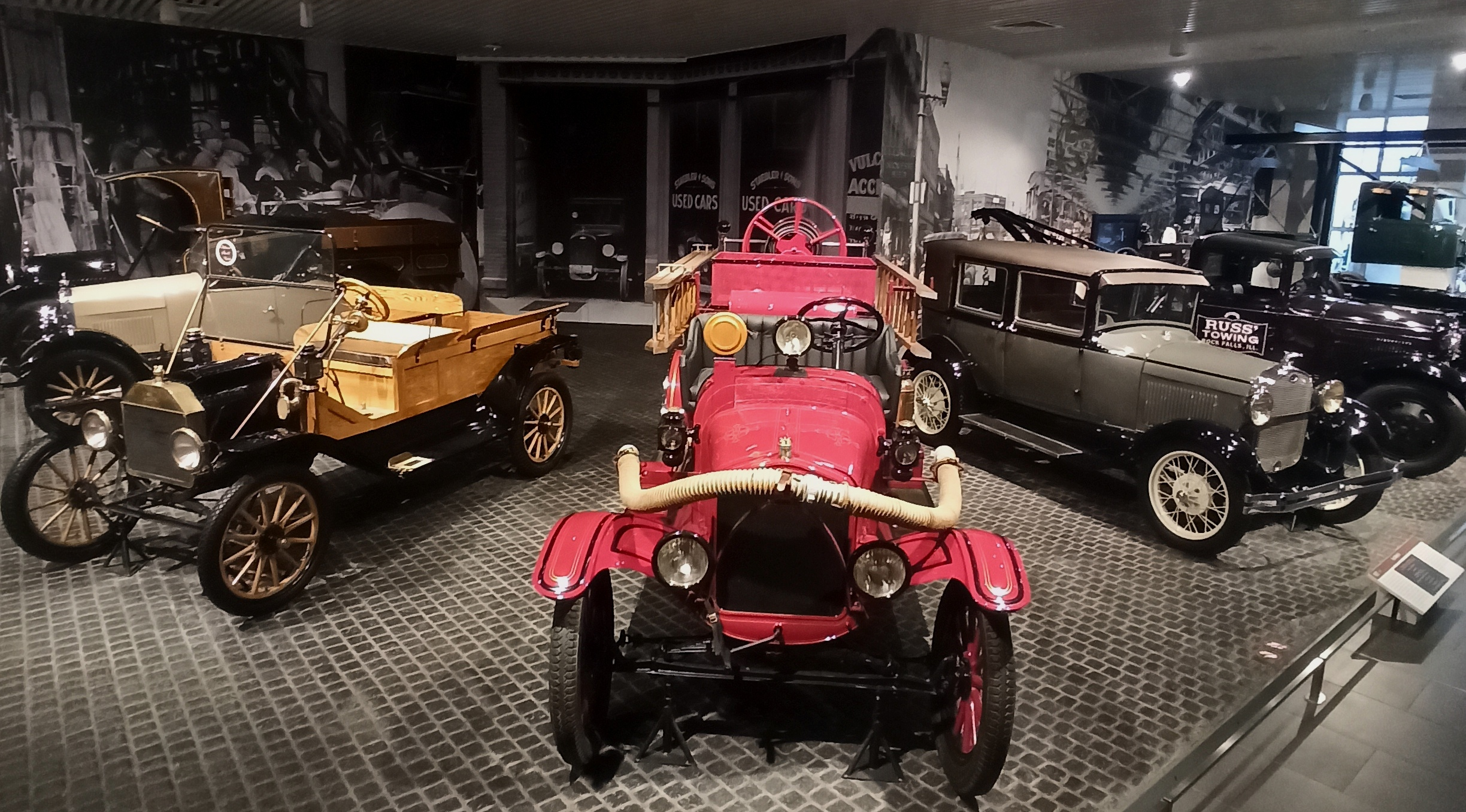
Ford
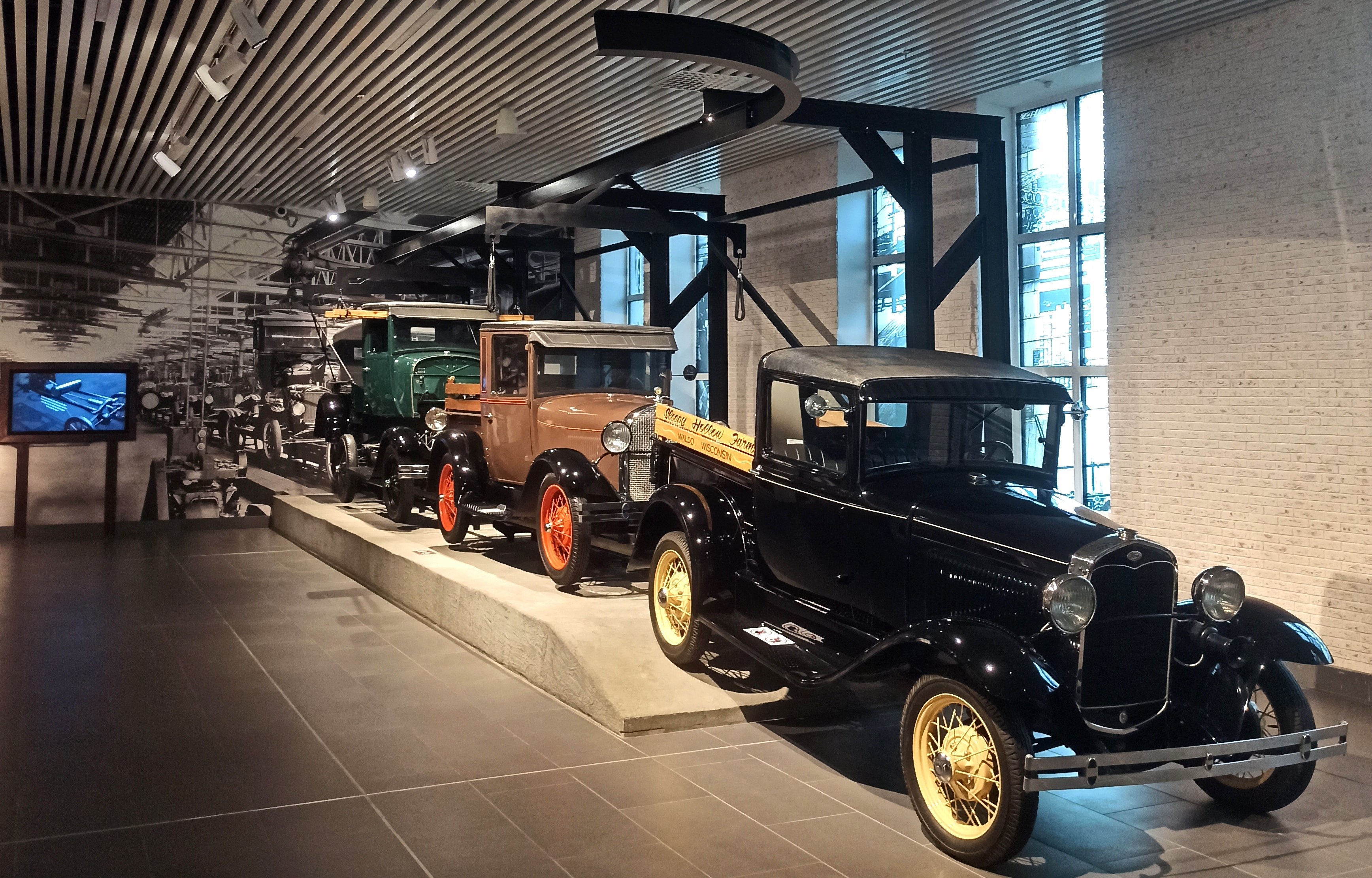
Конвейер Форда

#### Советские автомобили
Истории развития отечественного автомобилестроения посвящено два этажа, на которых расположены советские автомобили от самых первых Горьковского и других автозаводов до наиболее знакомых, выпущенных в конце XX века, включая довольно редкие (ГАЗ-М415, ГАЗ-11-73, КИМ-10, ЗИС-115, Москвич-400 пикап, микроавтобус «Старт», Москвич М-416, ЗИЛ-41052, ГАЗ-3111 и др.). Представительские автомобили (ЗИС-101, ЗИС-110, ГАЗ-12 ЗИМ, ГАЗ-13 и ГАЗ-14 «Чайка», ЗИЛ-111, ЗИЛ-114 и др.) представлены не только базовыми версиями, но и модификациями, включая бронированные автомобили, эти машины собраны в отдельные зоны. Помимо редких и уникальных автомобилей в музее также стоят привычные нам, но уже ставшие историей Москвич-412, Москвич-2141, ВАЗ-2106, ГАЗ-24, «Ока» и др.
Особое место выделено шасси автомобиля НАМИ-1, эта машина стала первым советским серийным легковым автомобилем.
В музее также представлены автомобили специальных служб:
- Скорая помощь (РАФ-2203, ГАЗ-12 (ЗИМ), ГАЗ-22);
- Милиция (ГАЗ-М1, ВАЗ-2101, мотоциклы).

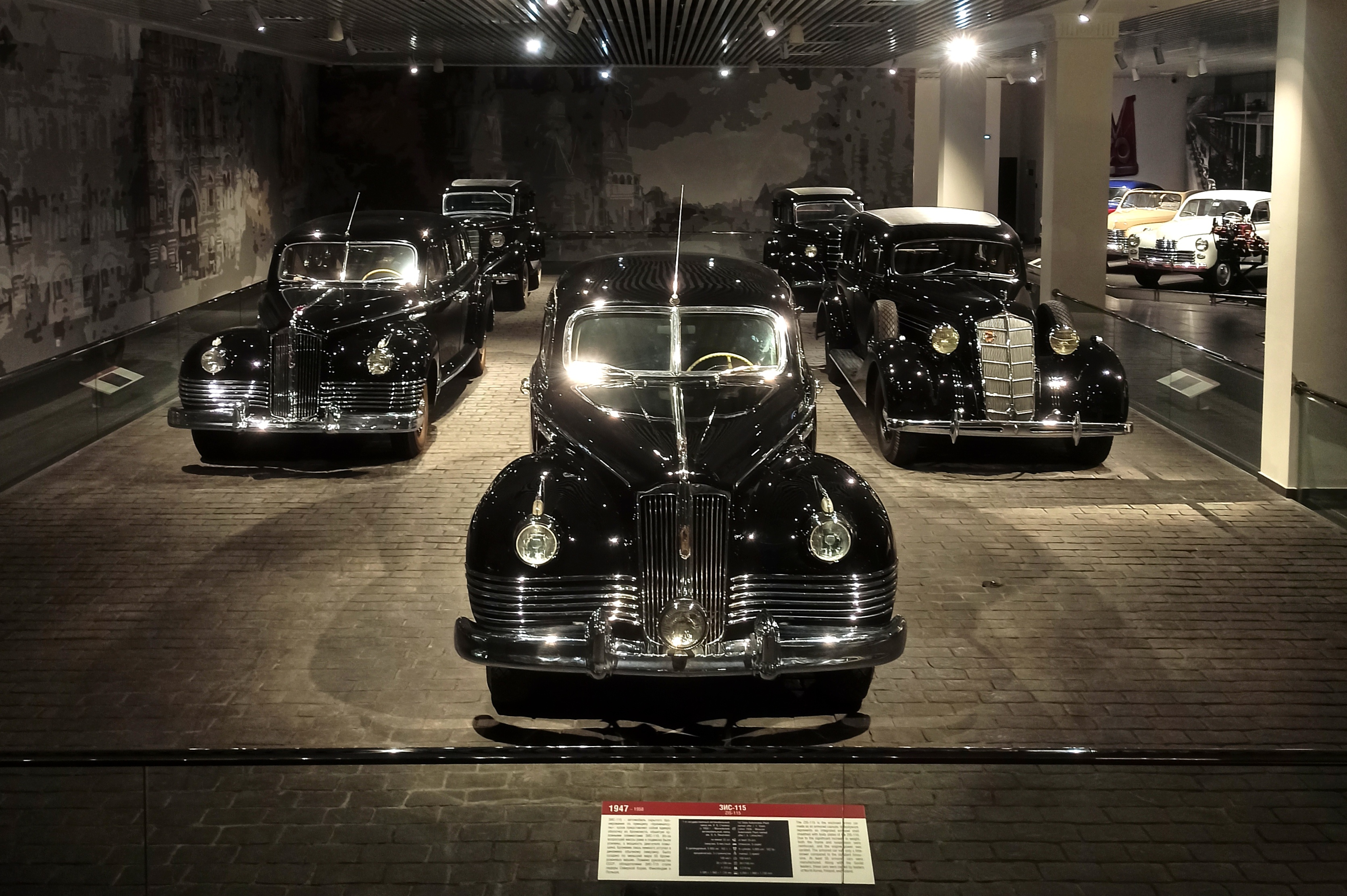
Сталинский кортеж
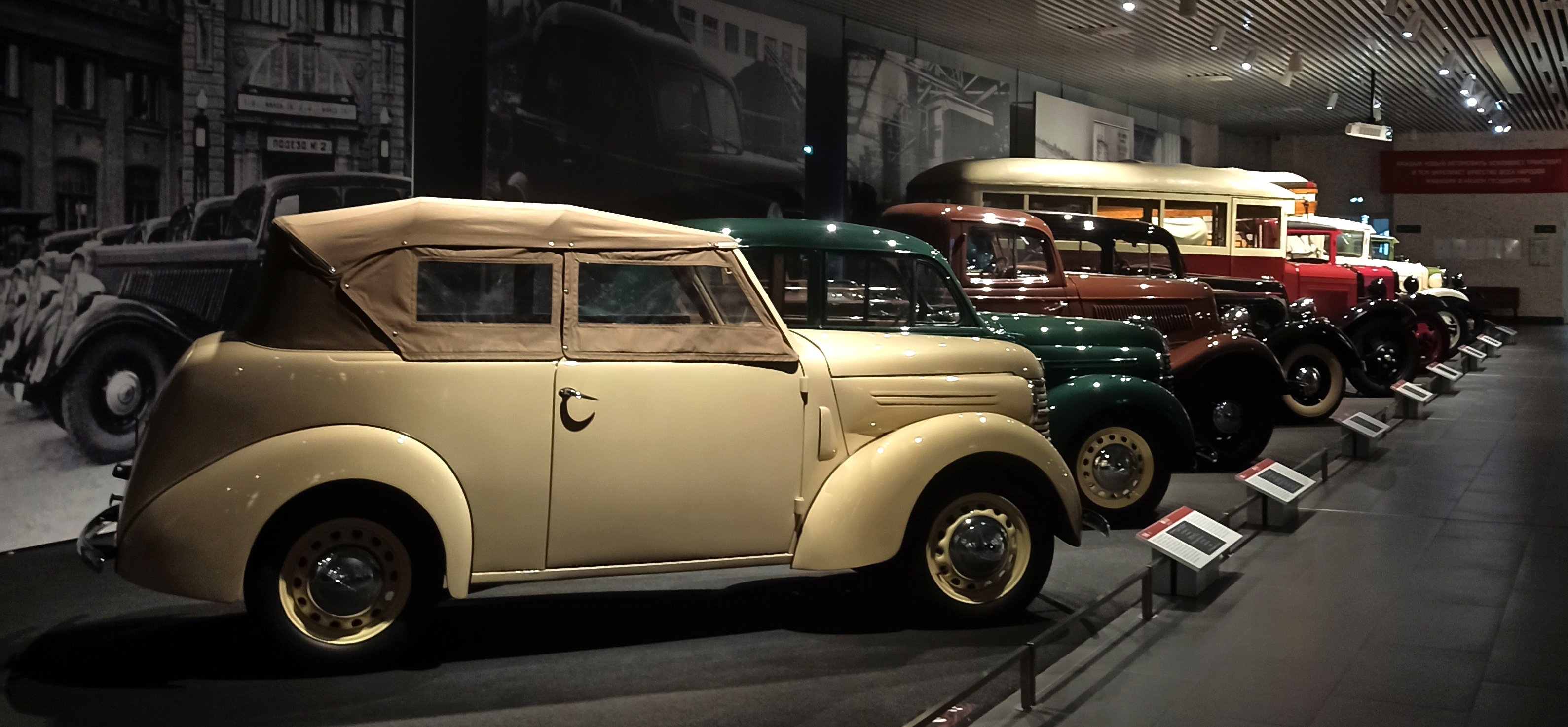
КИМ-10-51
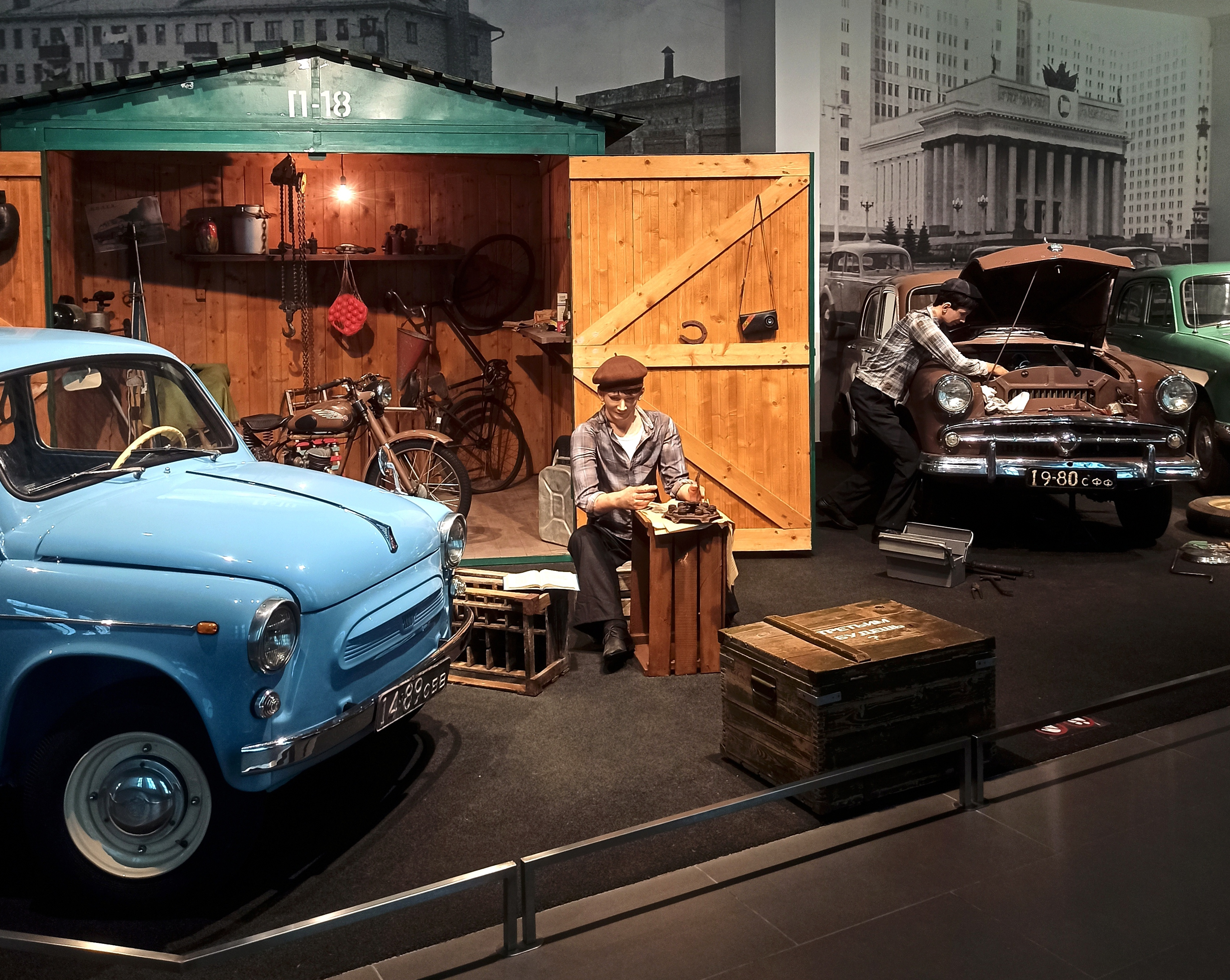
Советский гараж
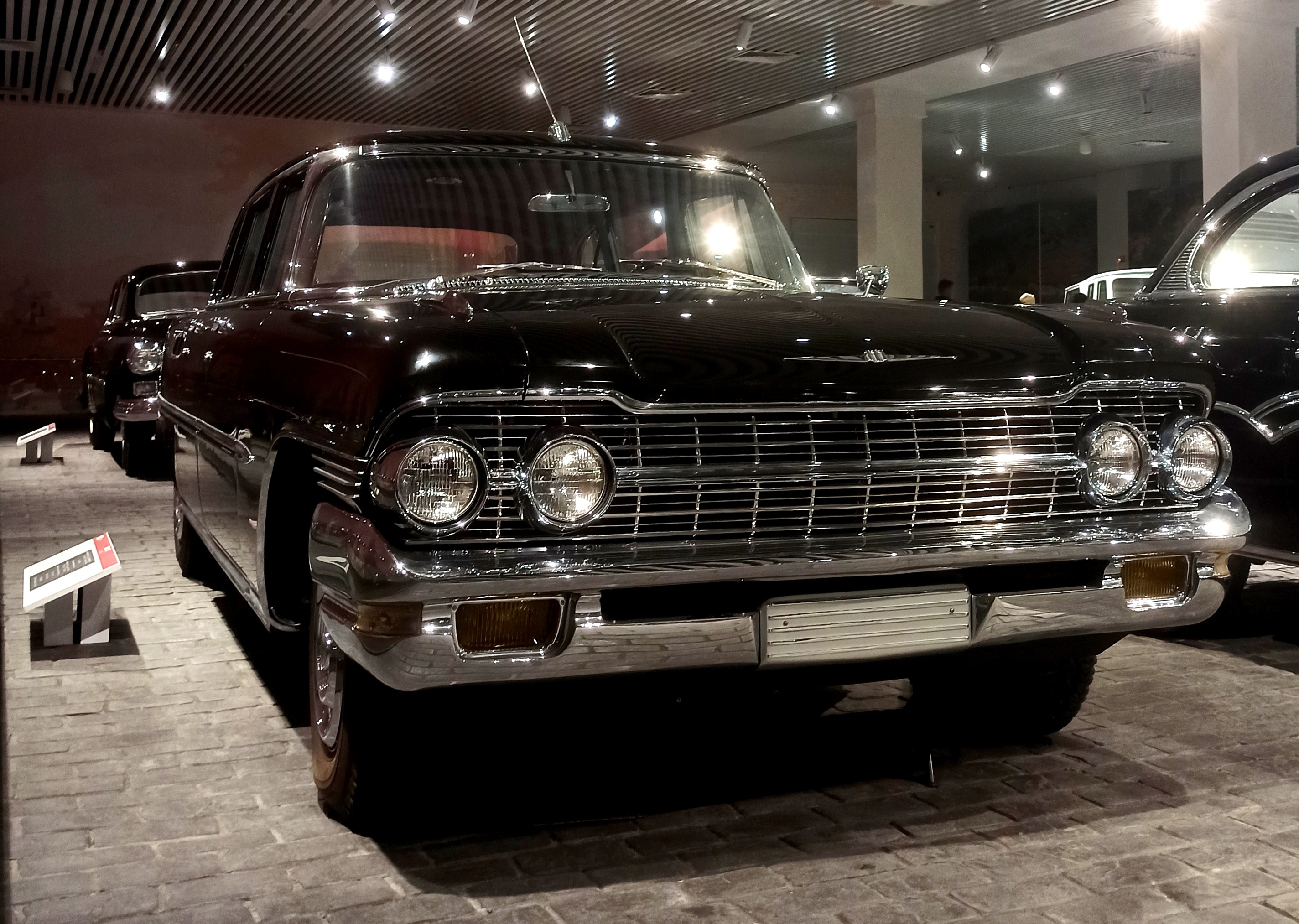
ЗИЛ-111Г
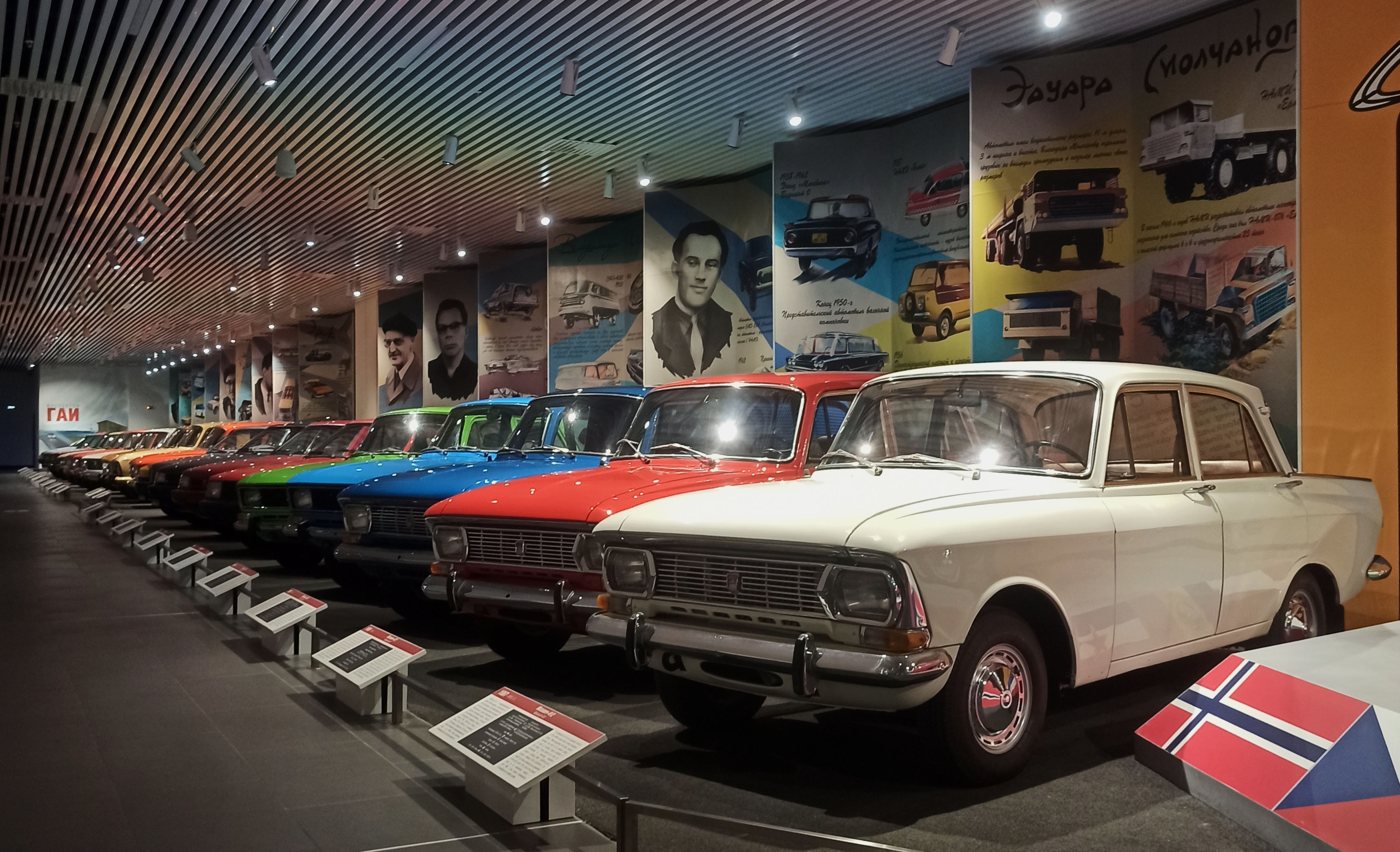
Автомобили Москвич
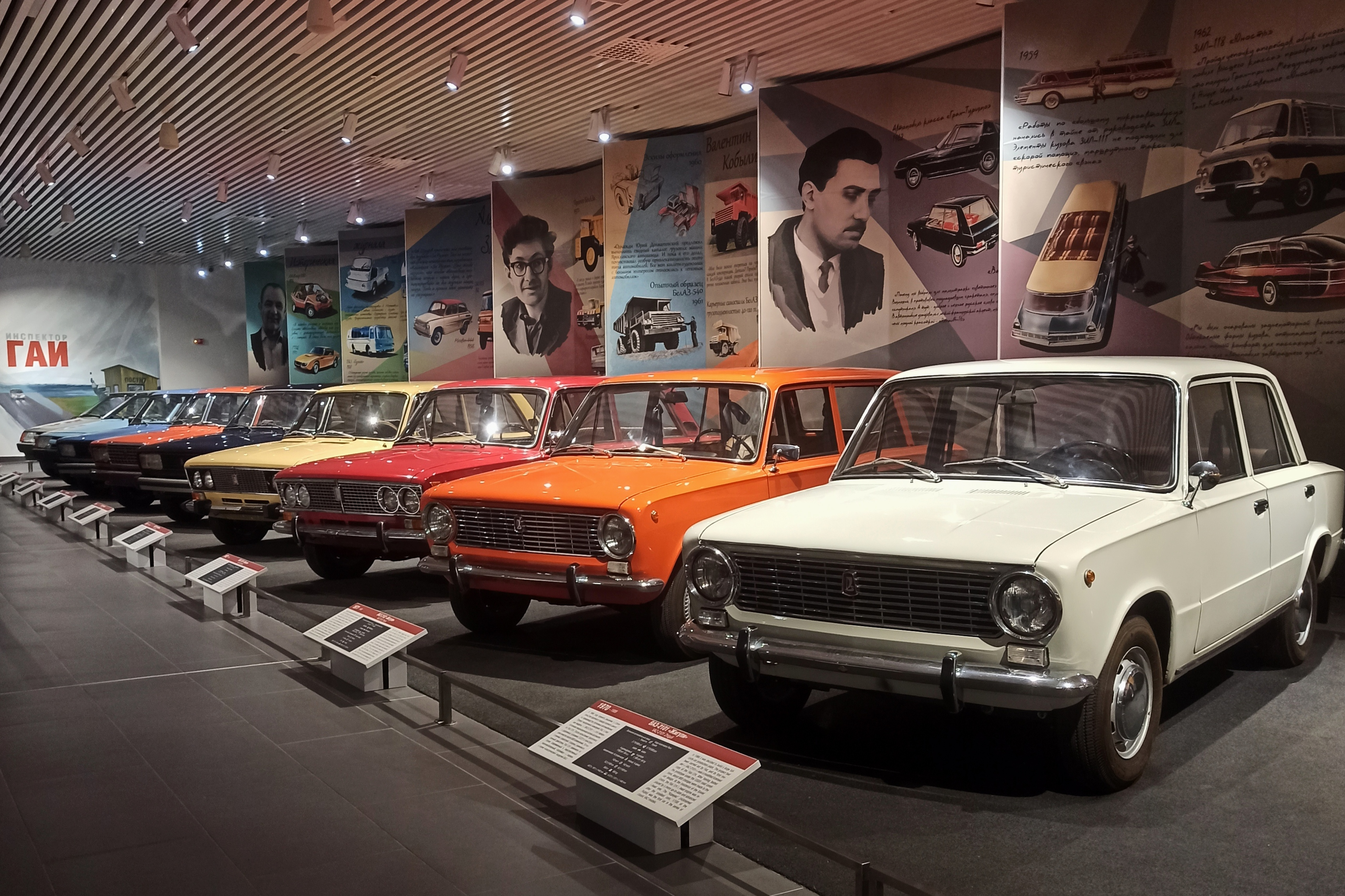
Автомобили ВАЗ
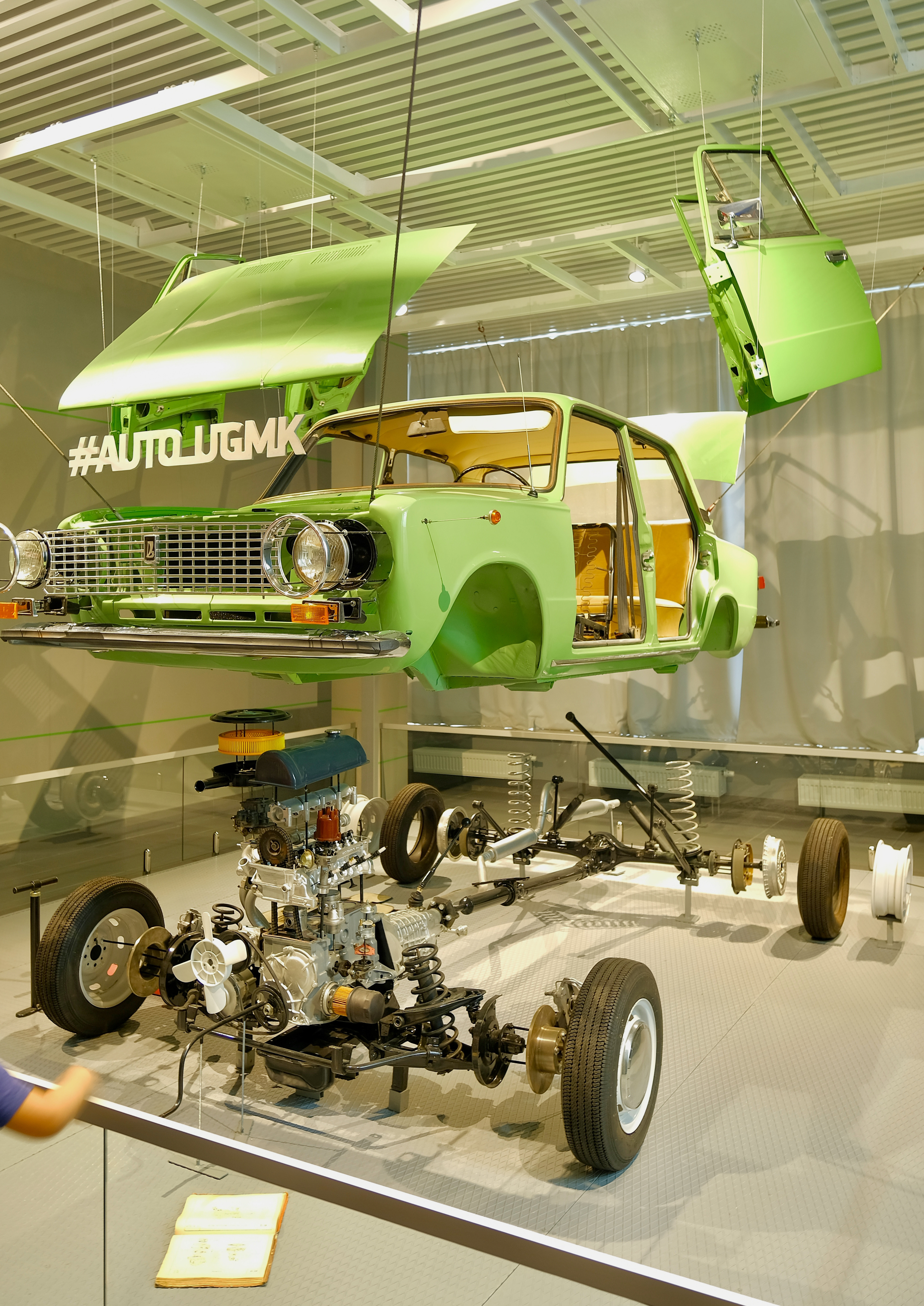
ВАЗ-21011, учебное пособие
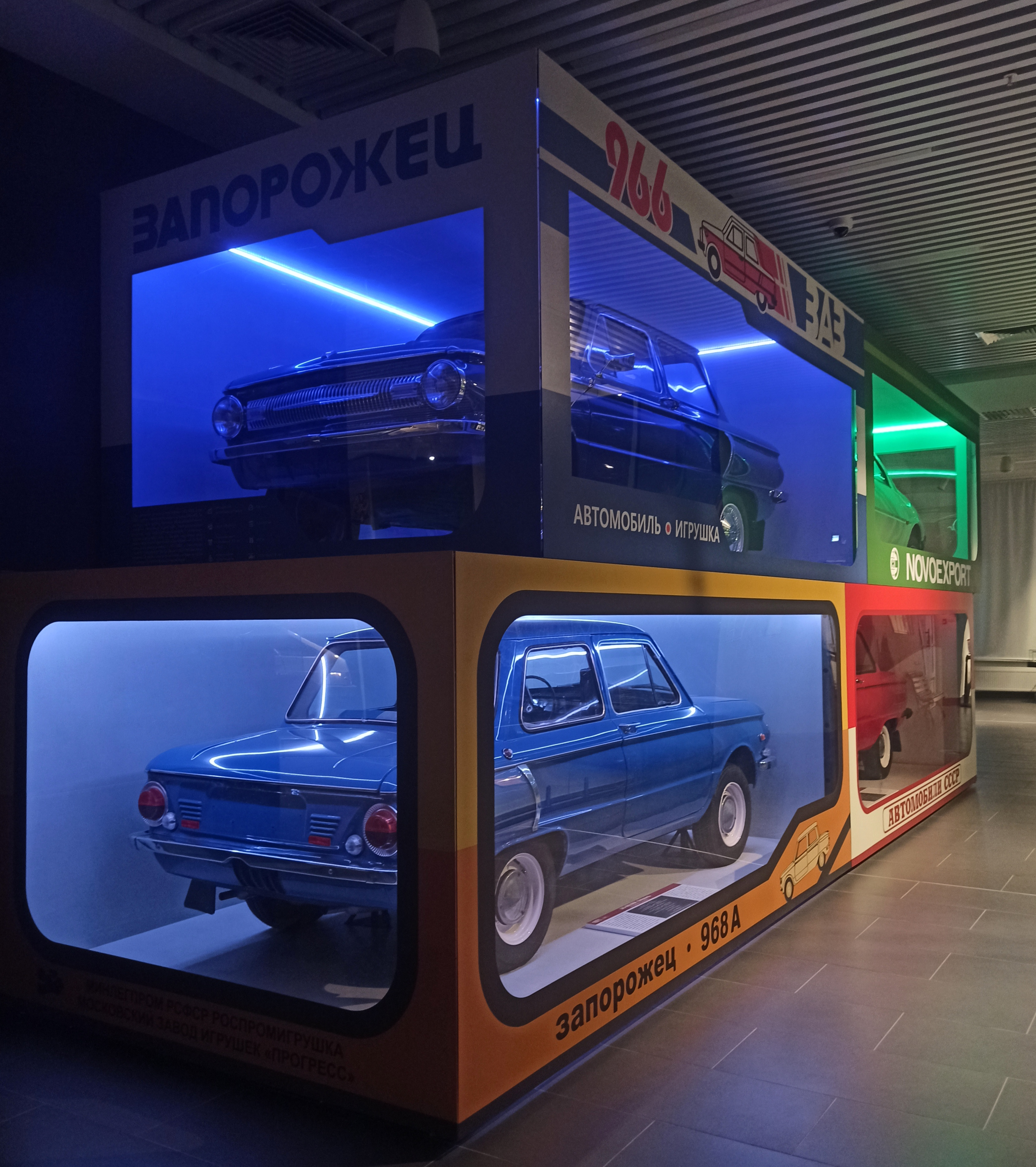
Автомобили ЗАЗ

#### Зарубежные автомобили второй половины XX века
Среди иностранных автомобилей второй половины XX века в экспозиции музея особенно выделяются Delorean DMC-12, Porsche 911, Jaguar XK120, Mercedes-Benz W100, BMW Isetta, Trabant-P601, Cadillac Deville (1959), Chevrolet Corvette (1962). Помимо обычных автомобилей в музее экспонируется коллекция микрокаров (Messerschmidt KR-200, Zündapp Janus и др.).

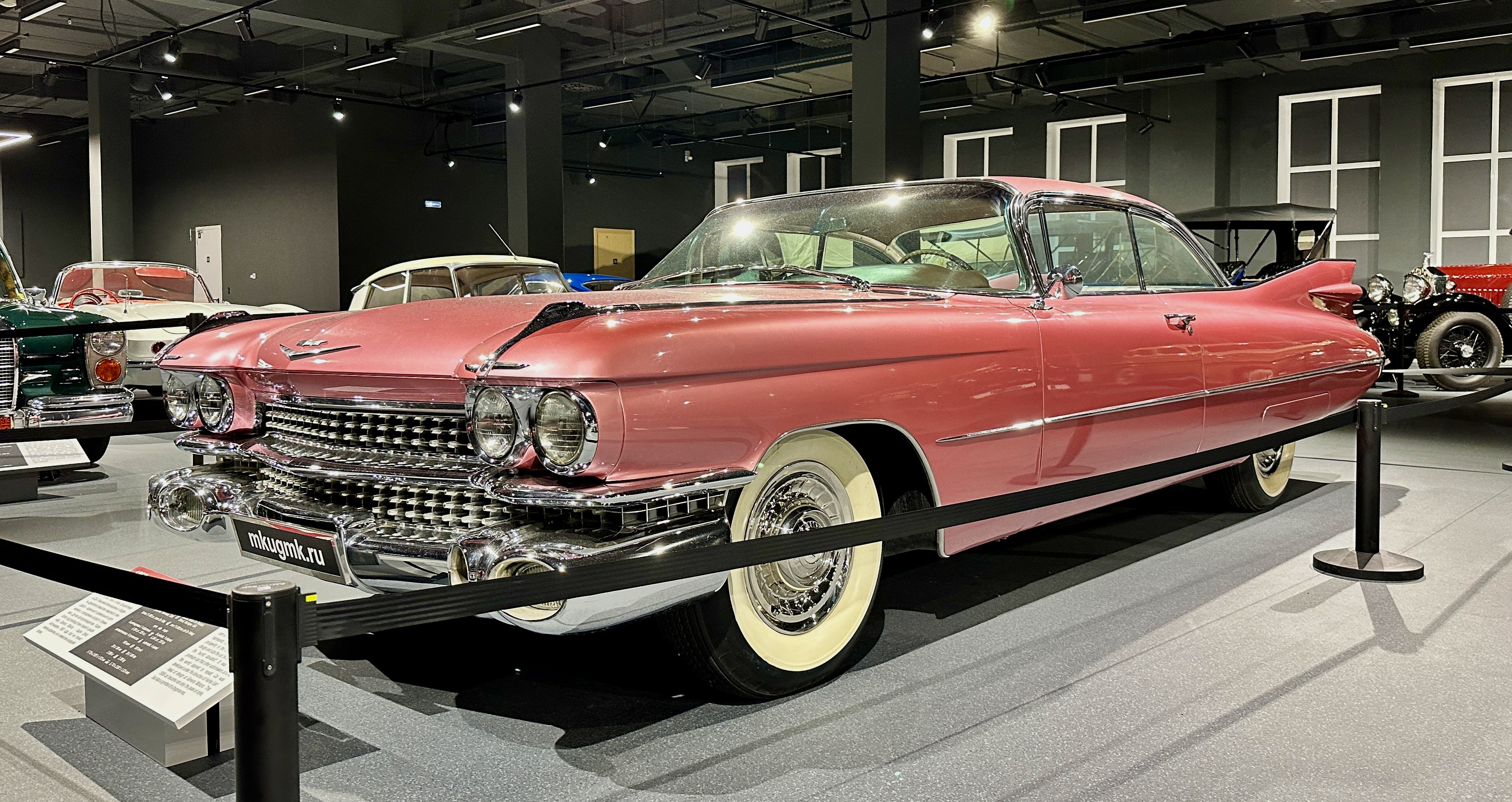
Cadillac Deville 1959
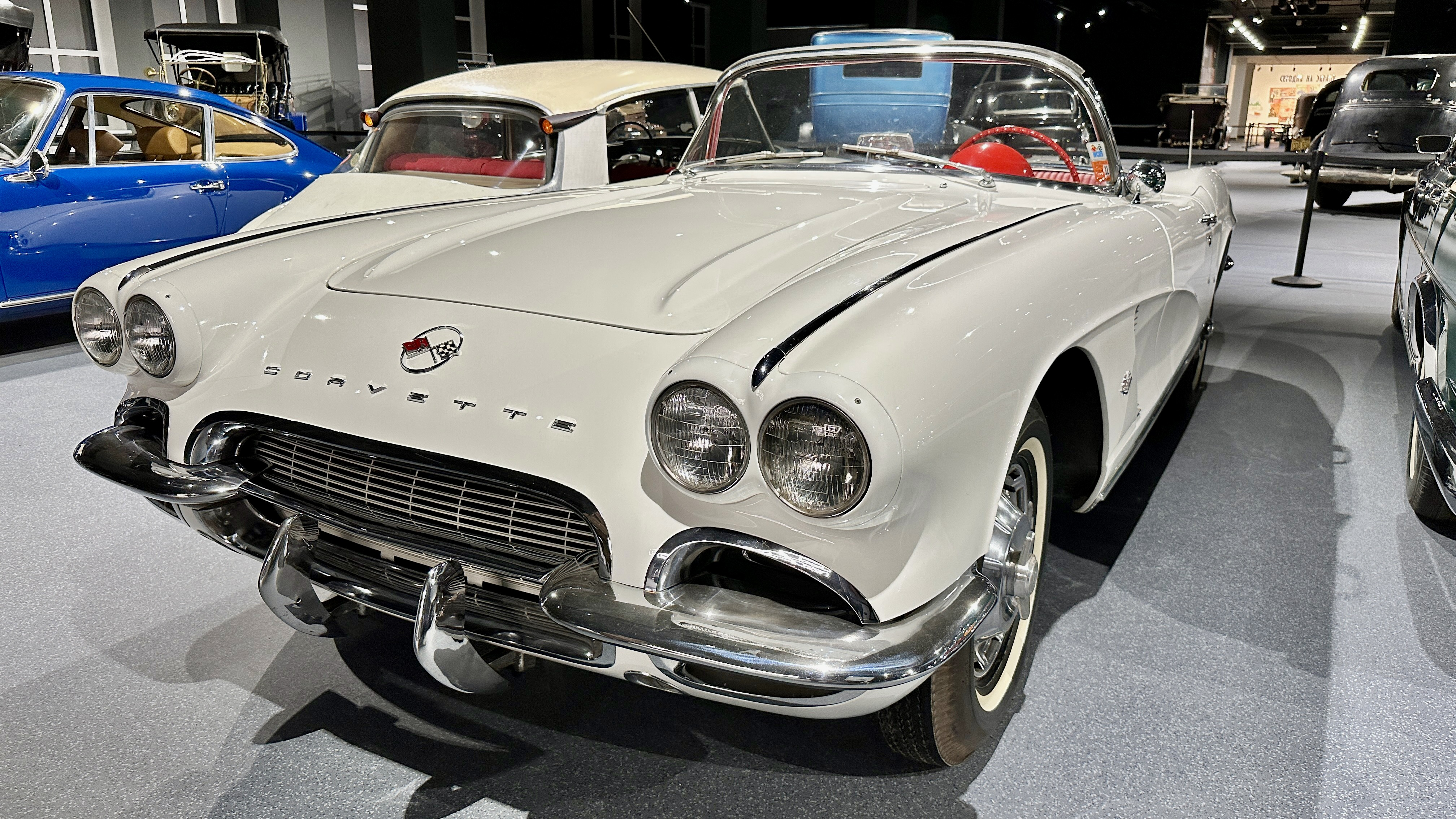
Chevrolet Corvette C1 1962
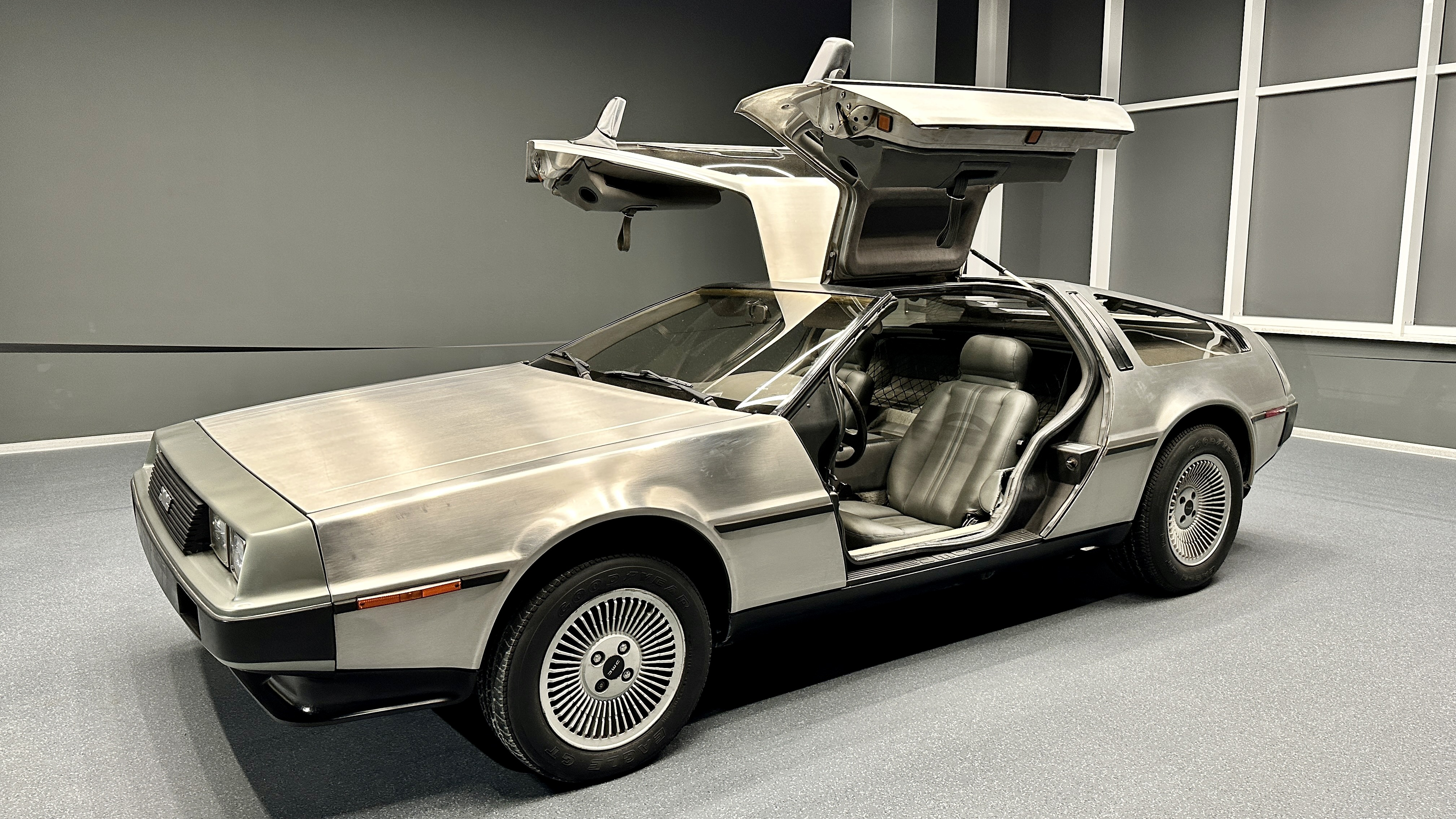
Delorean DMC-12
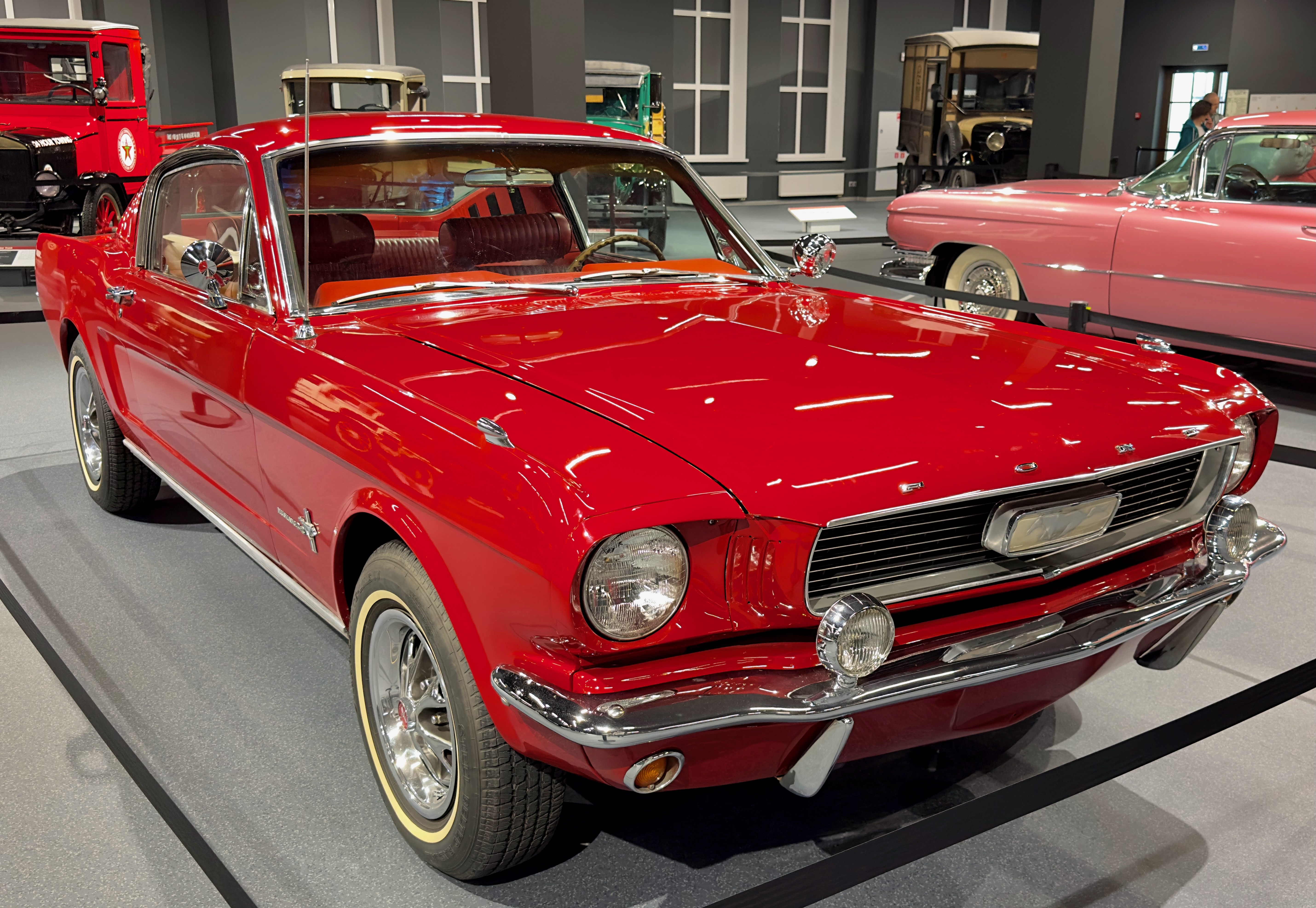
Ford Mustang Fastback 1965
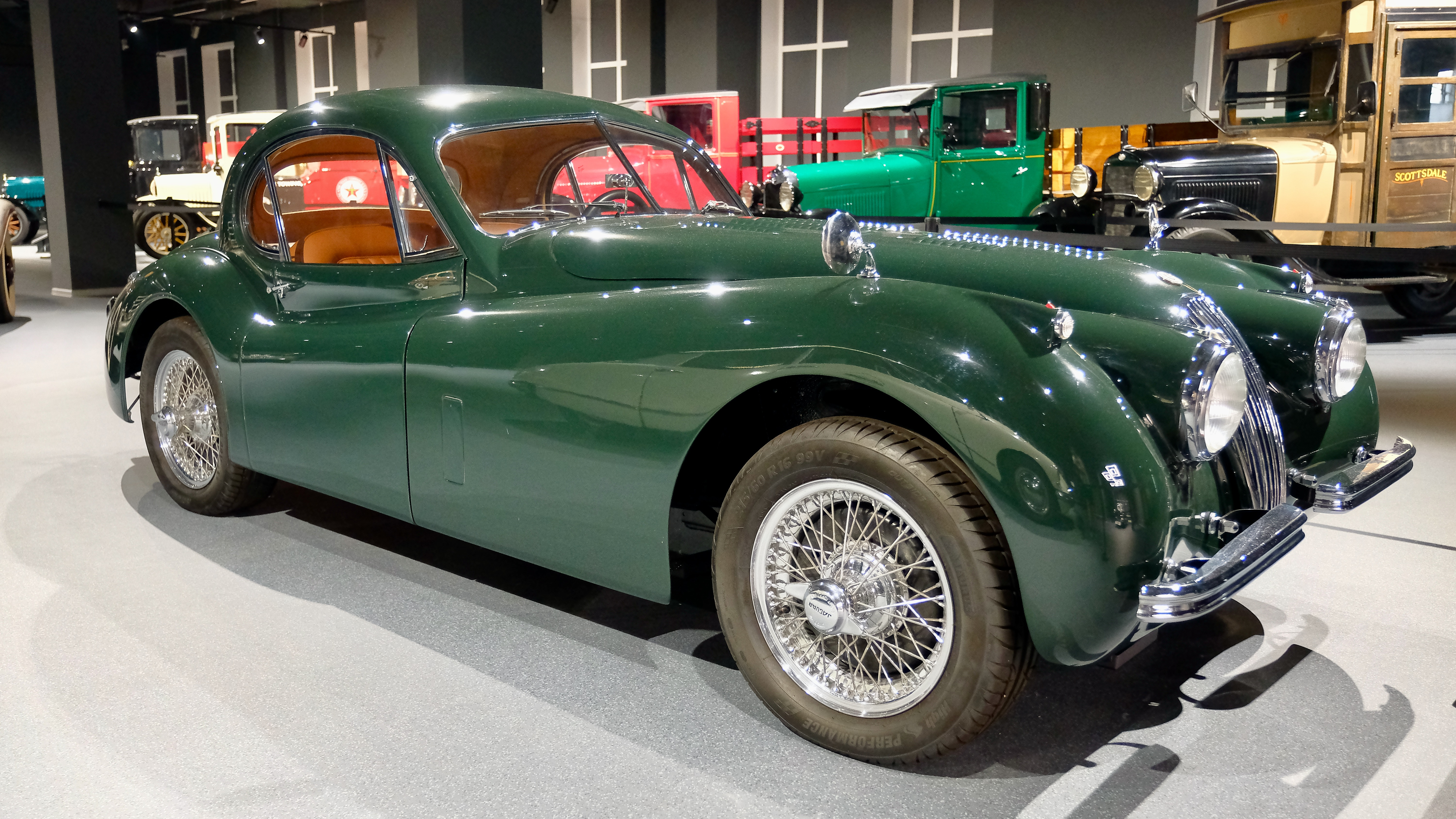
Jaguar XK120
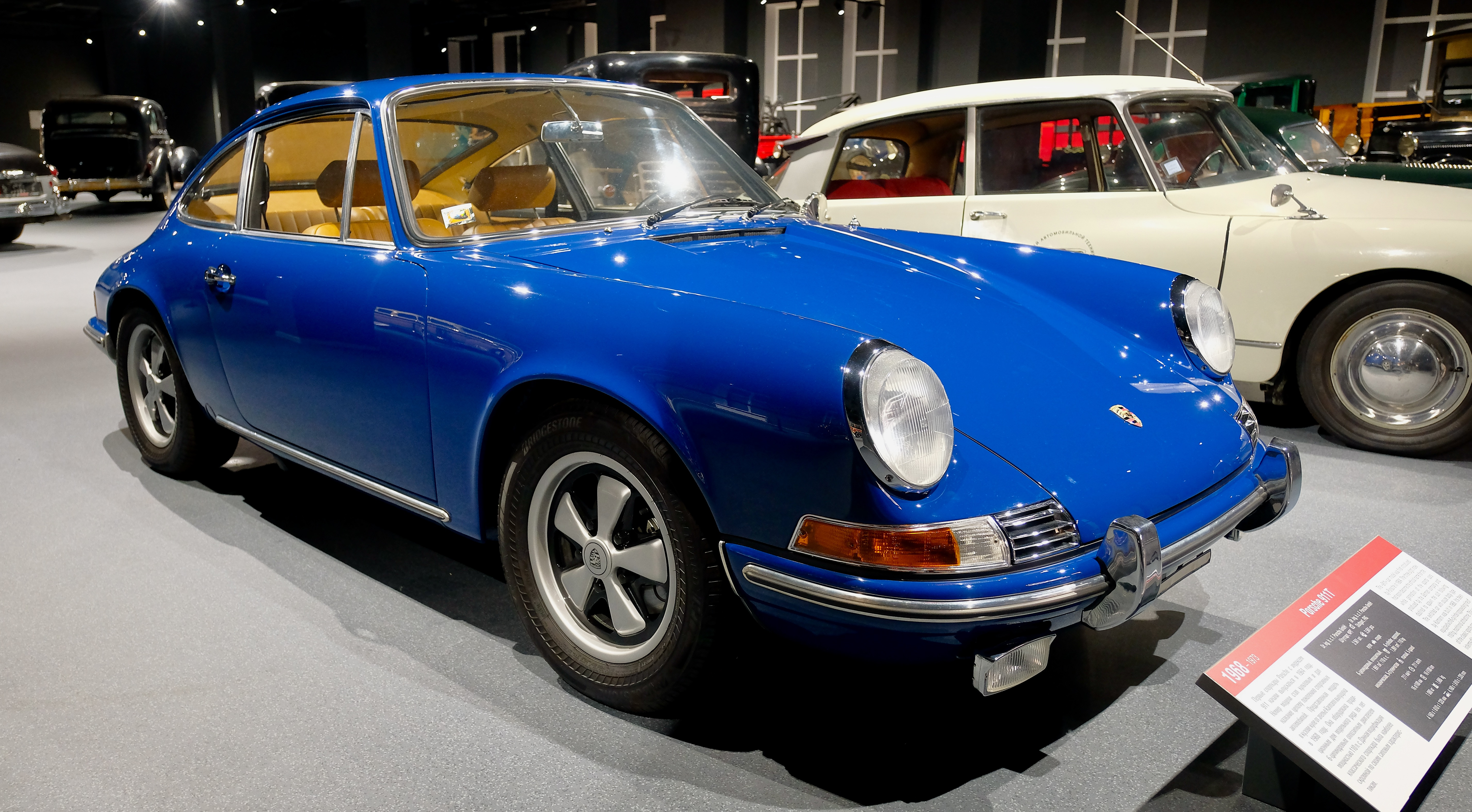
Porsche 911
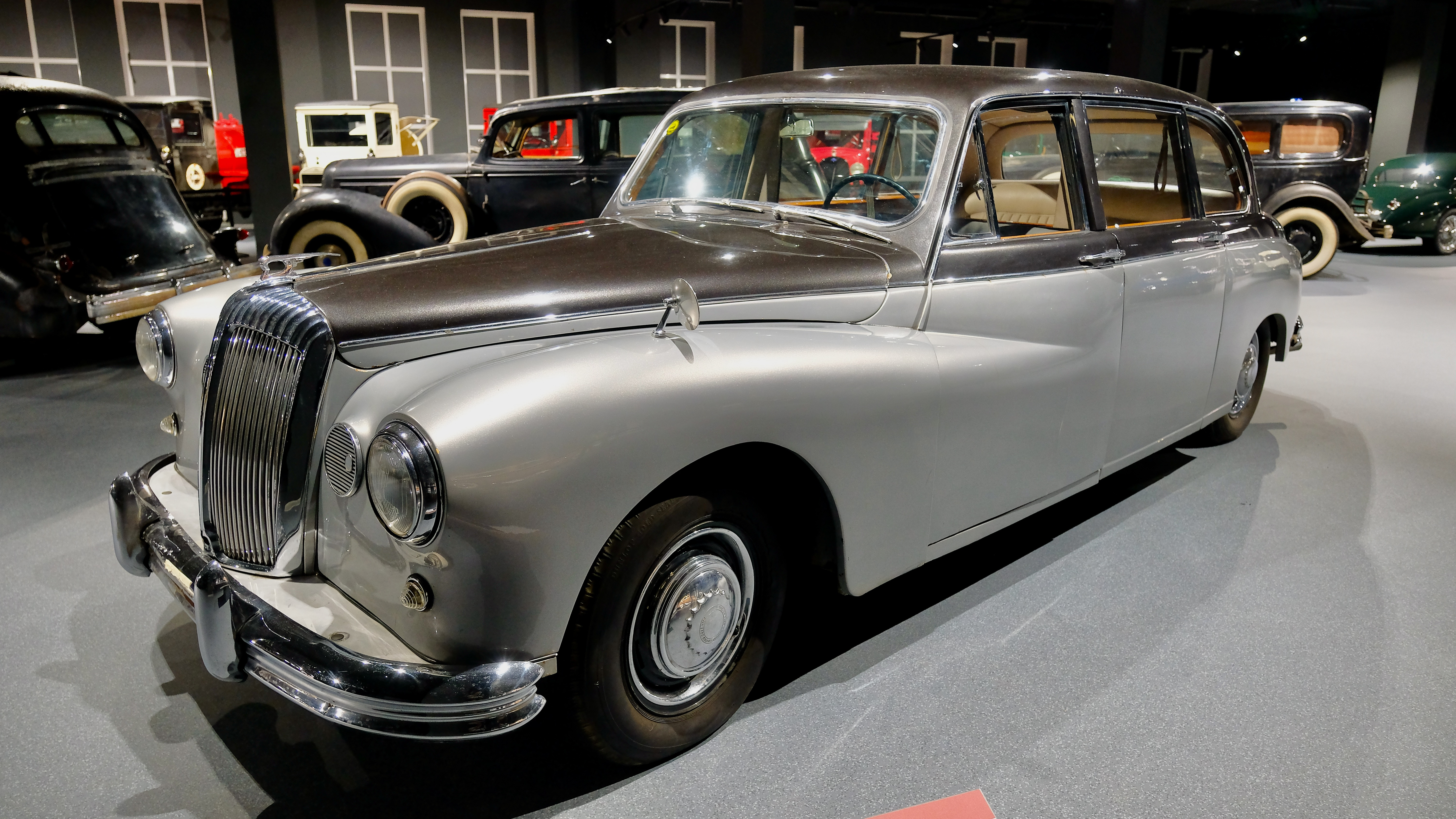
Daimler Majestic Major
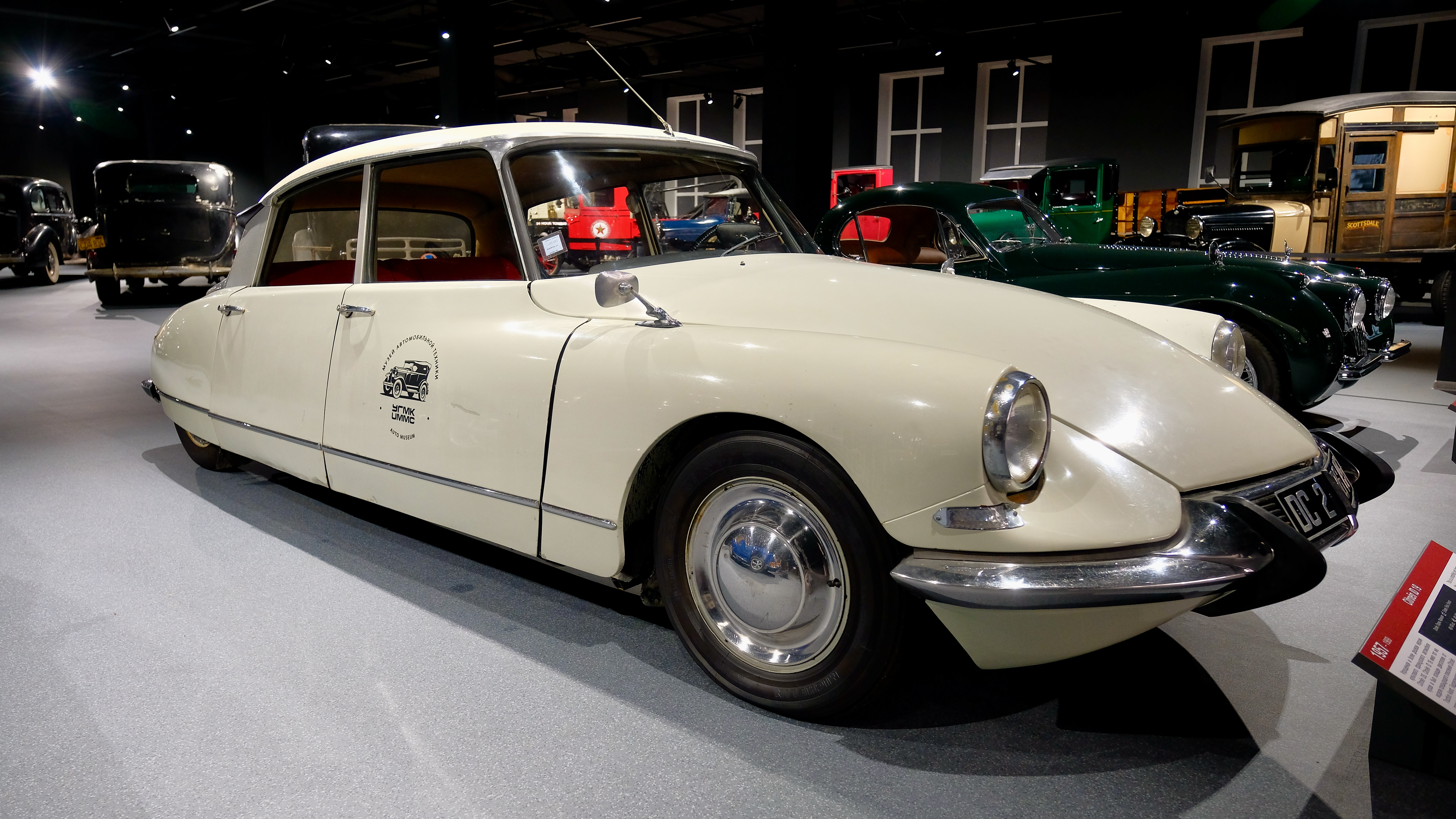
Citroën ID 19
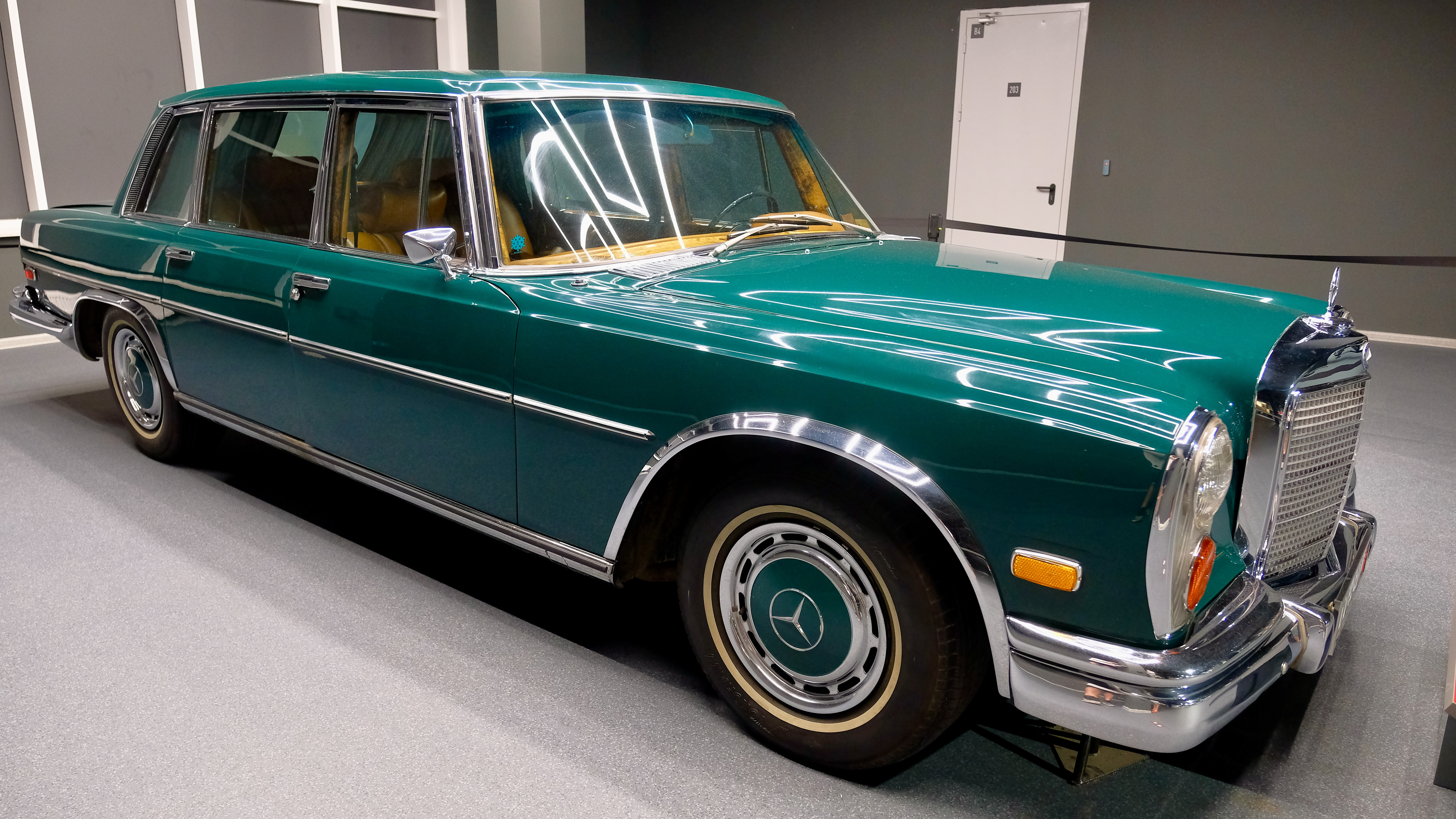
Mercedes-Benz W100
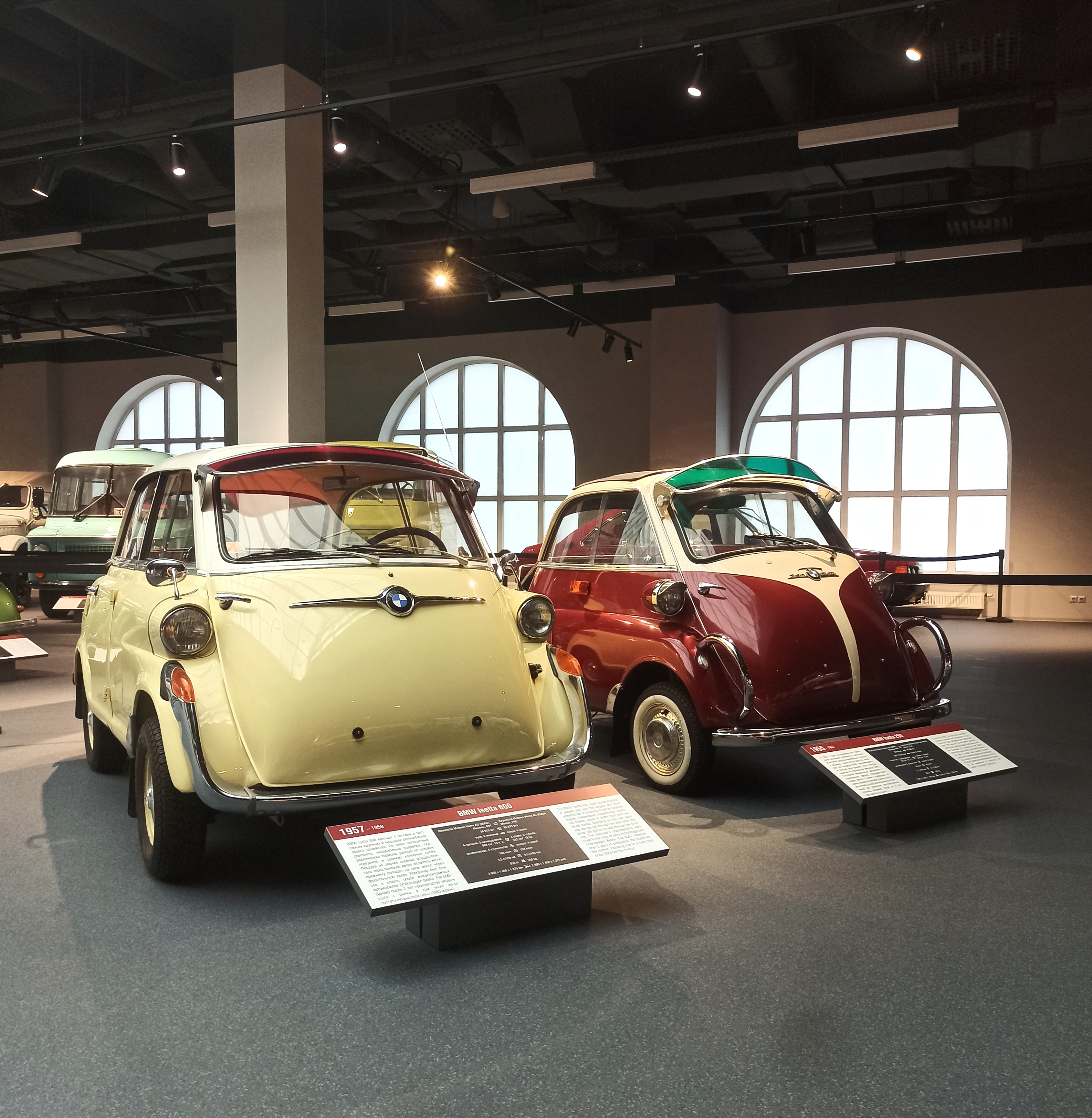
BMW Isetta

#### Техника стран соцлагеря
Часть четвёртого этажа выделена автомобилям и мотоциклам из стран социалистического лагеря, среди них не только привычные советскому человеку Nysa и Żuk, но и редкие на просторах СССР Tatra-613, Trabant, BMW-321.

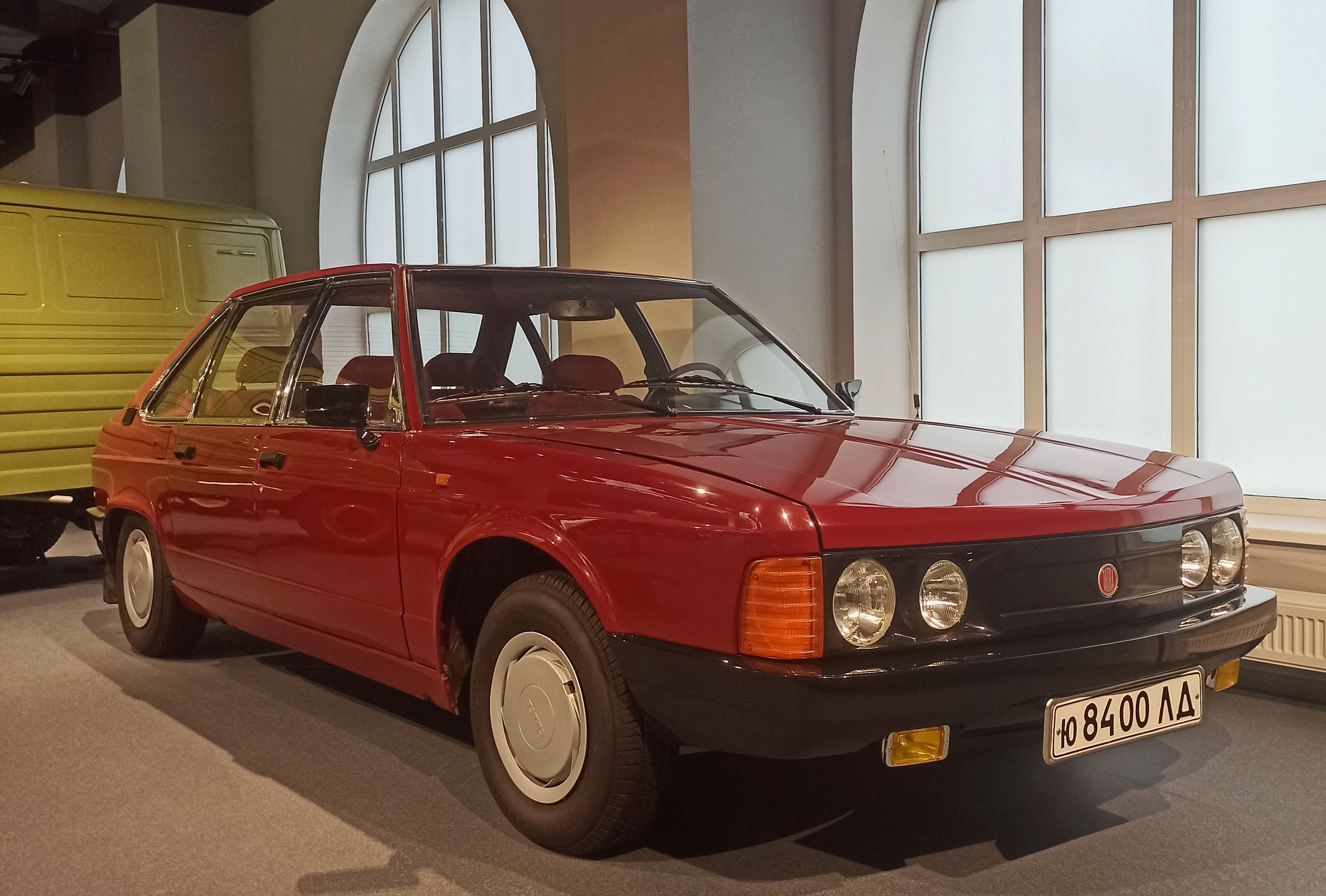
Tatra 613
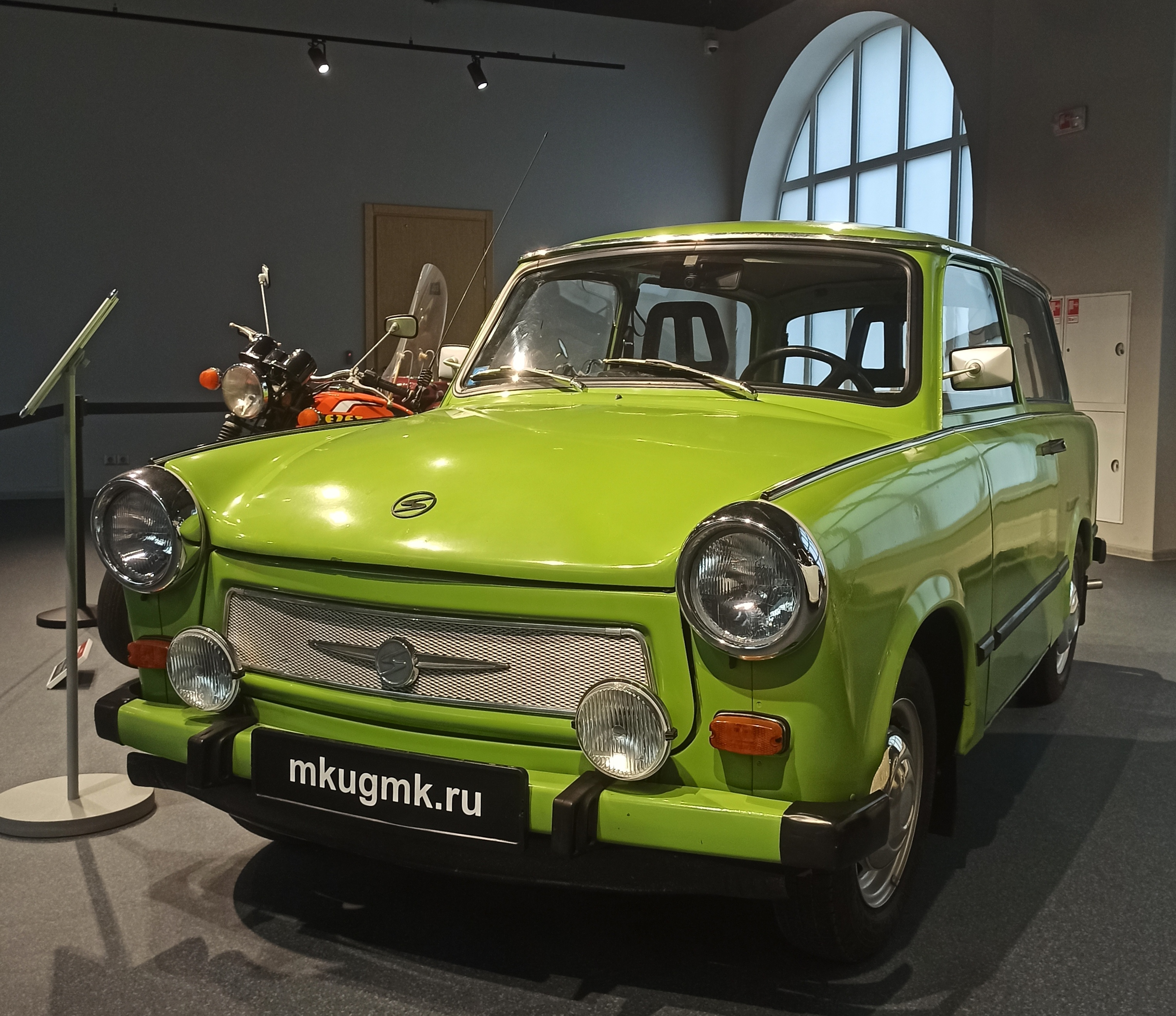
Trabant P601
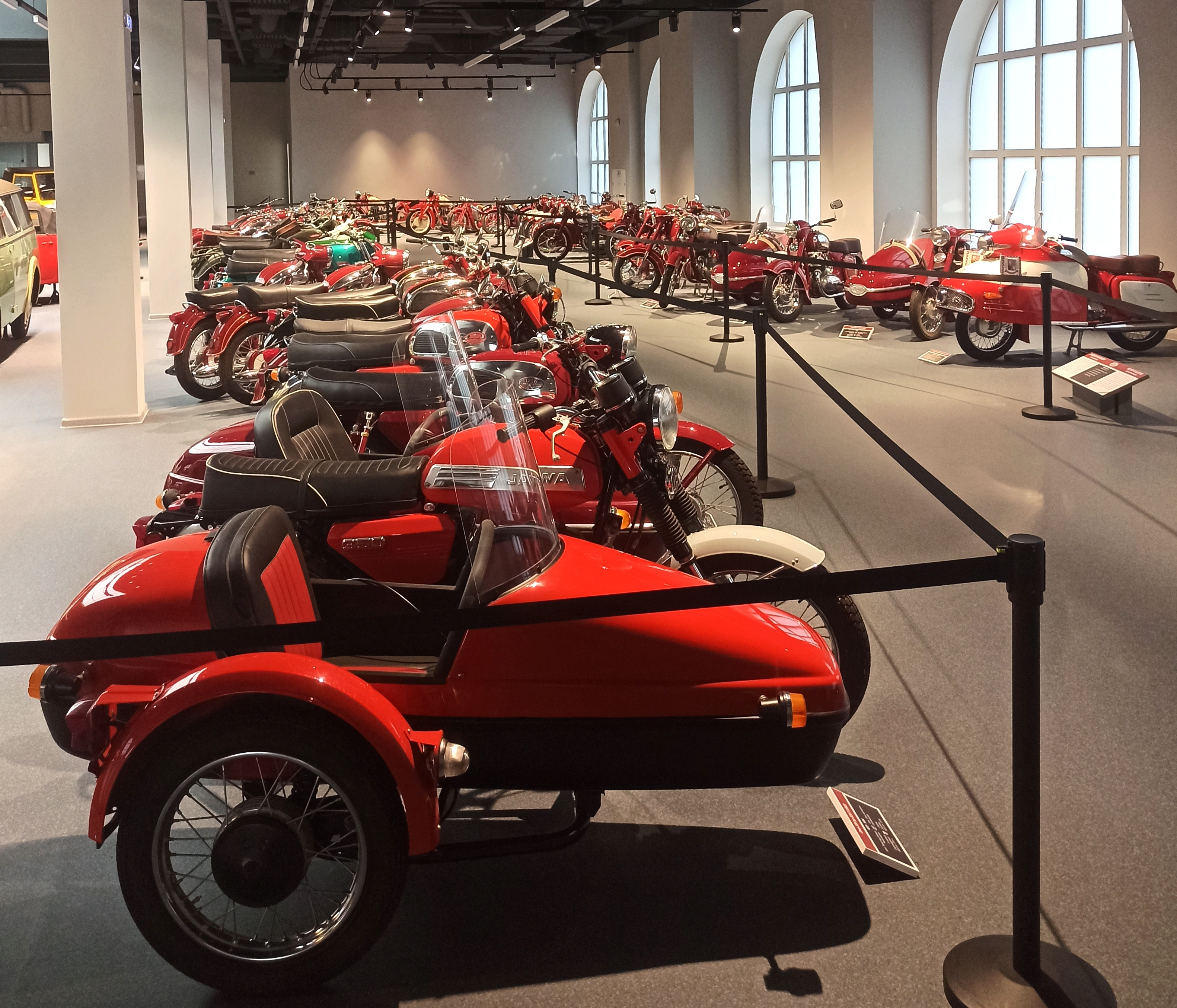
Мотоциклы Jawa (полная заводская коллекция)
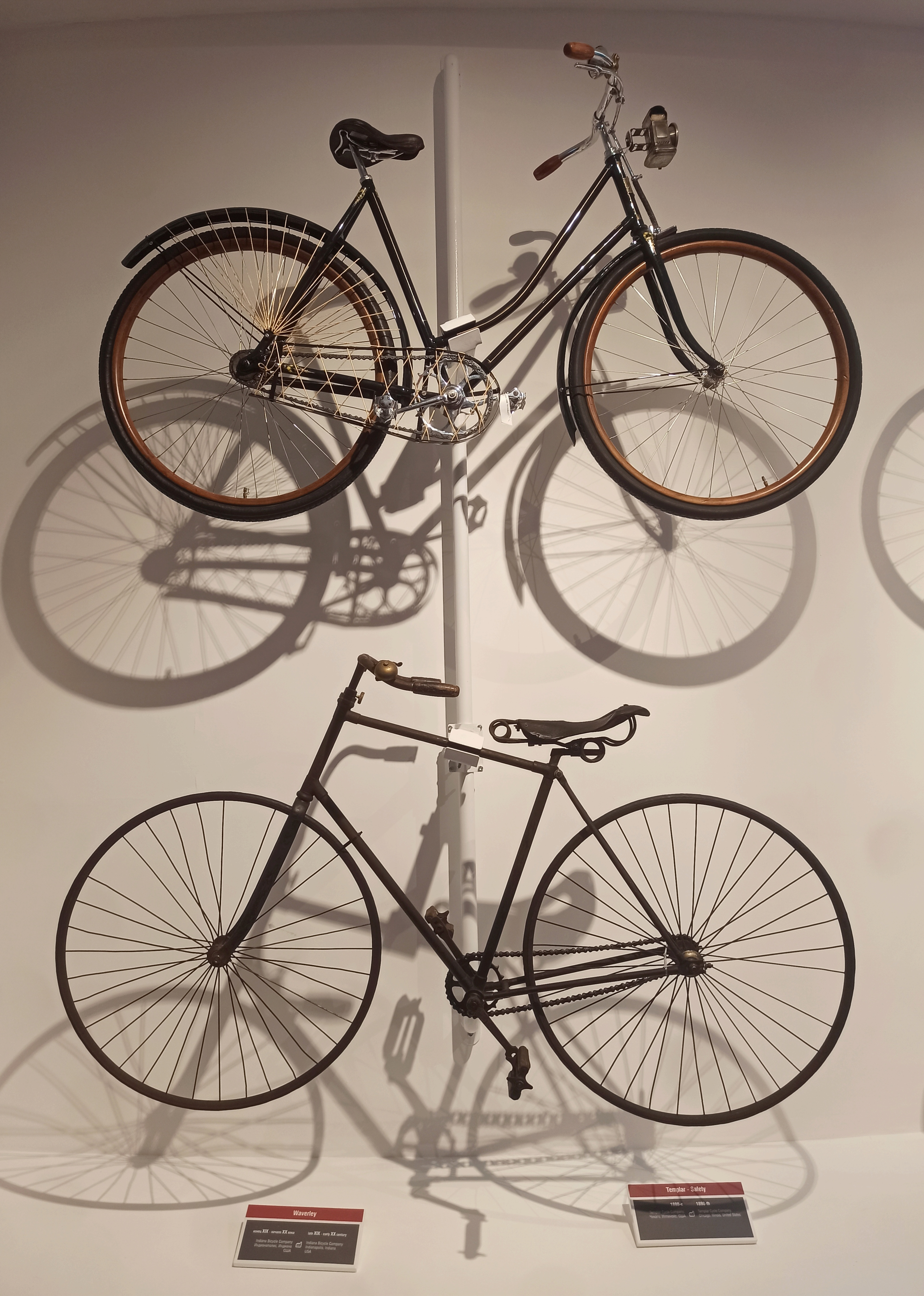
Велосипеды начала ХХ в

#### Велосипеды
Коллекция велосипедов содержит такие уникальные образцы, как «Тахион», «Россия», «Дукс», «Паук».

#### Мототехника
В коллекции собраны мотоциклы, заложившие основу советского мотоциклетостроения (Л-300, НАТИ-А-750), и серийные мотоциклы, производившиеся в СССР («Урал», ИЖ, ПМЗ-А-750, Минск и др.), и импортировавшиеся (Jawa, Cezet, Pannonia). Представлены и уникальные мотоциклы времён Первой мировой войны, использовавшиеся Русской армией. Также присутствуют модели иностранных фирм — Harley-Davidson, Indian, Hildebrand & Wolfmüller и др.
Советские мотороллеры Вятка, Муравей и др. тоже занимают важное место в коллекции музея.

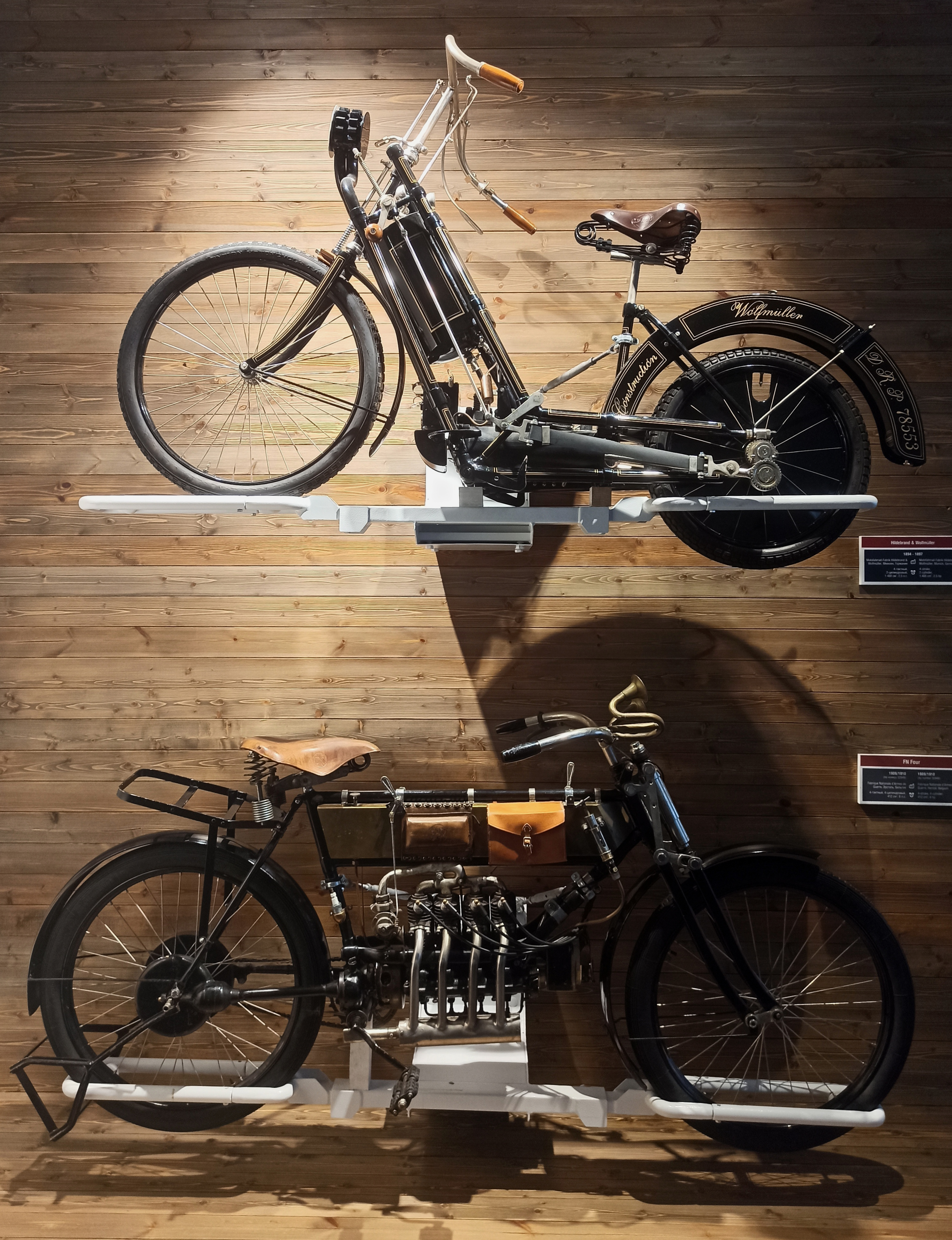
Мотоциклы конца XIX начала ХХ вв
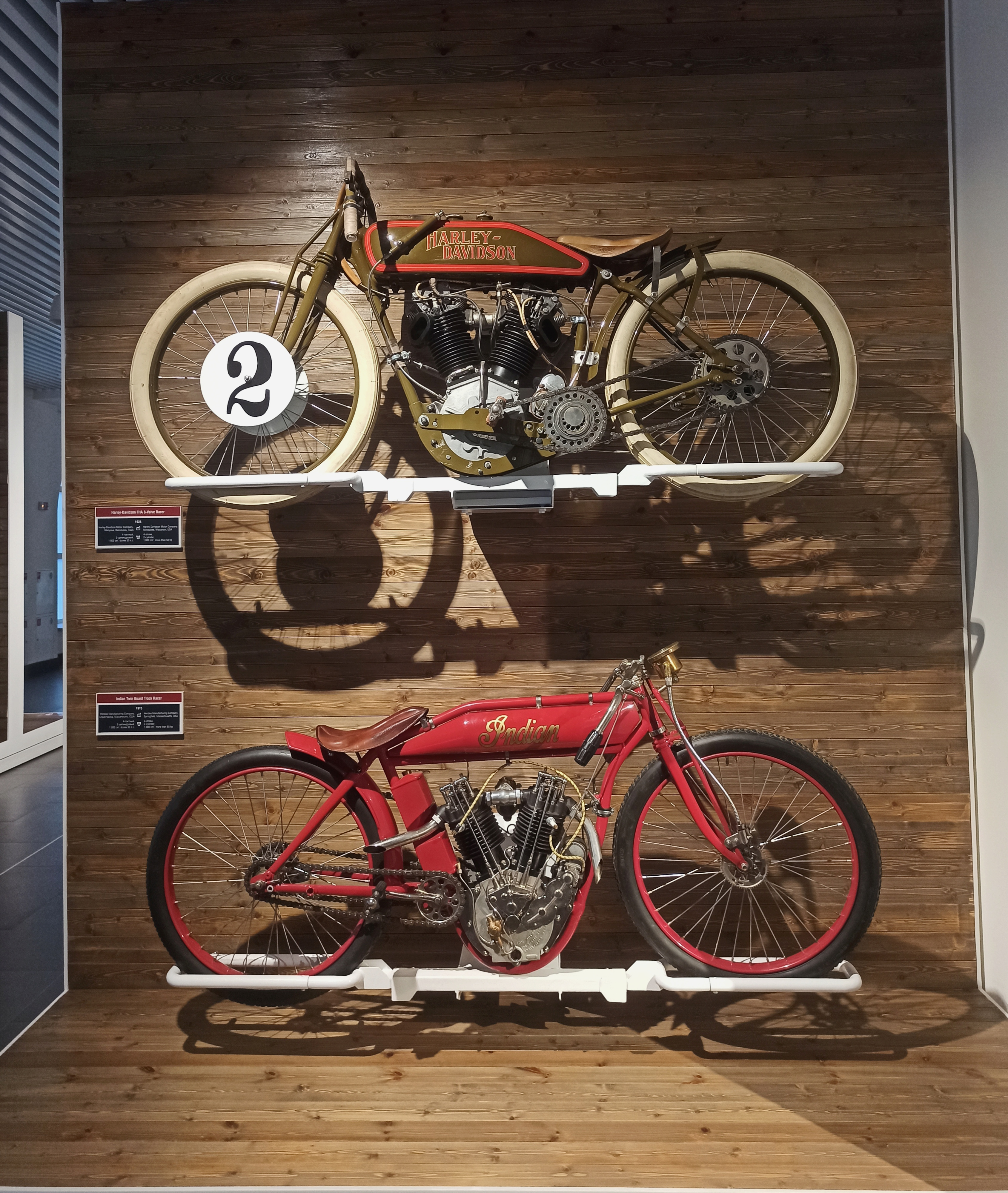
Мотоциклы Indian, Harley-Davidson
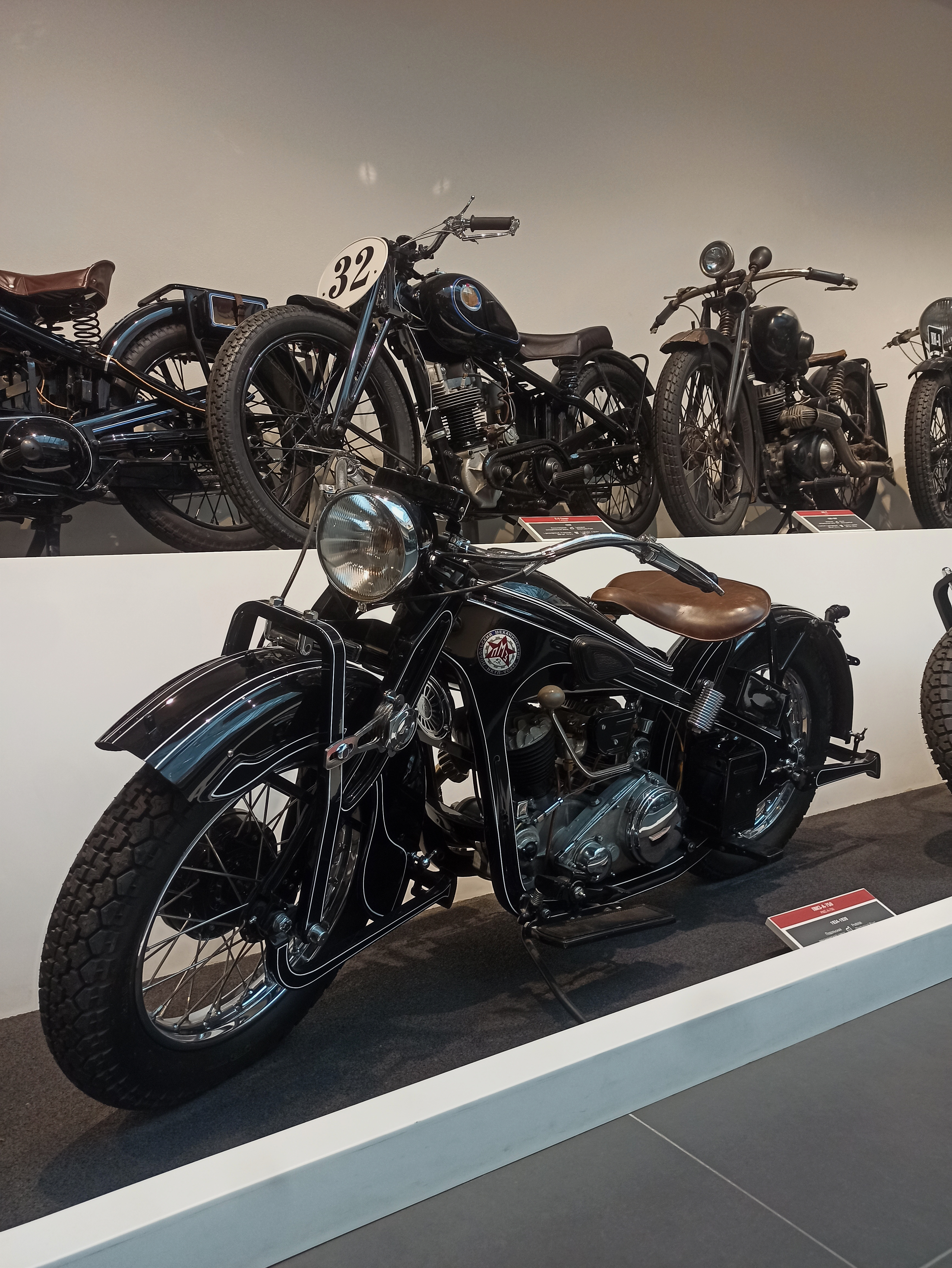
ПМЗ-А-750
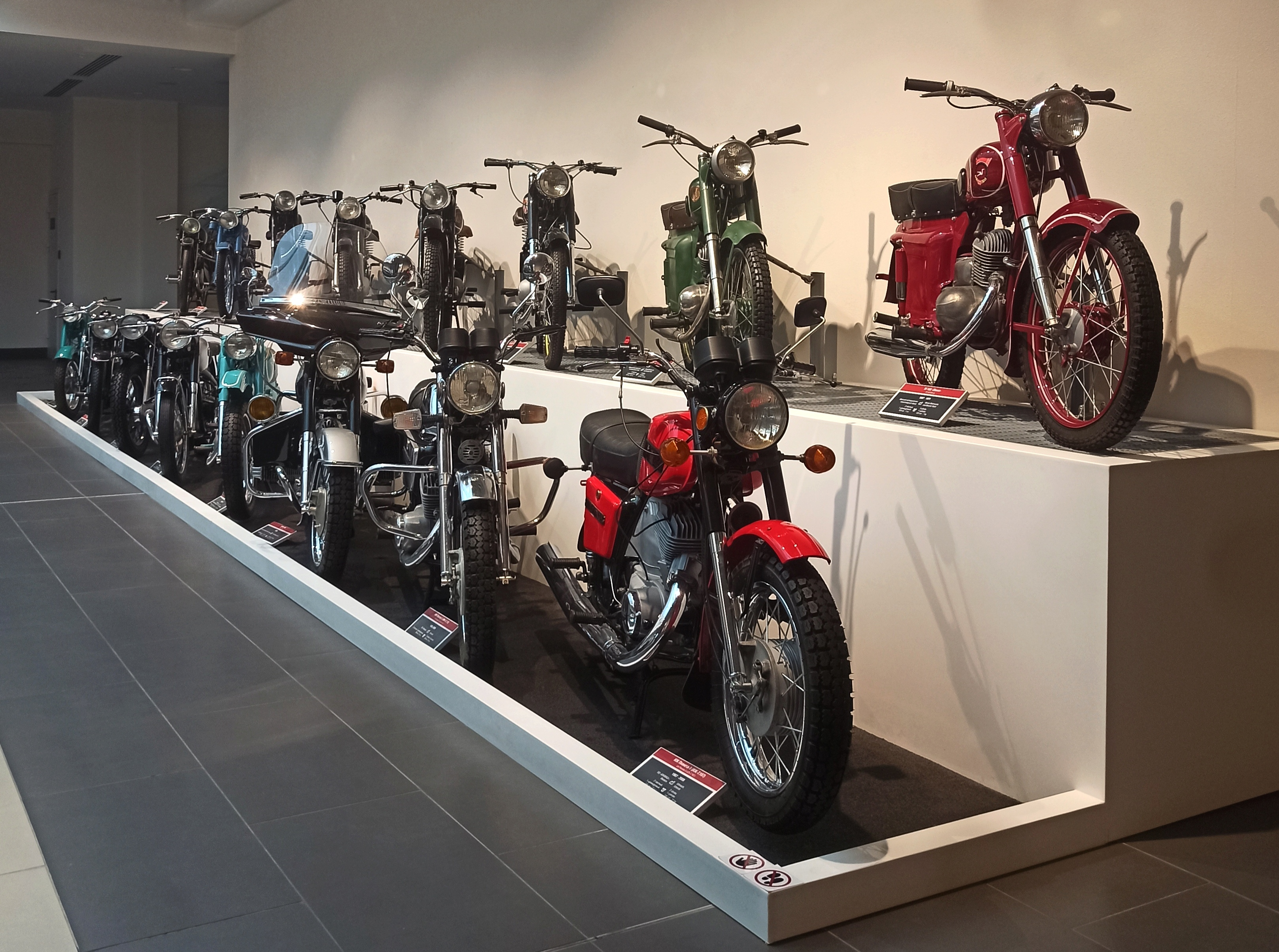
Советские мотоциклы второй половины ХХ в
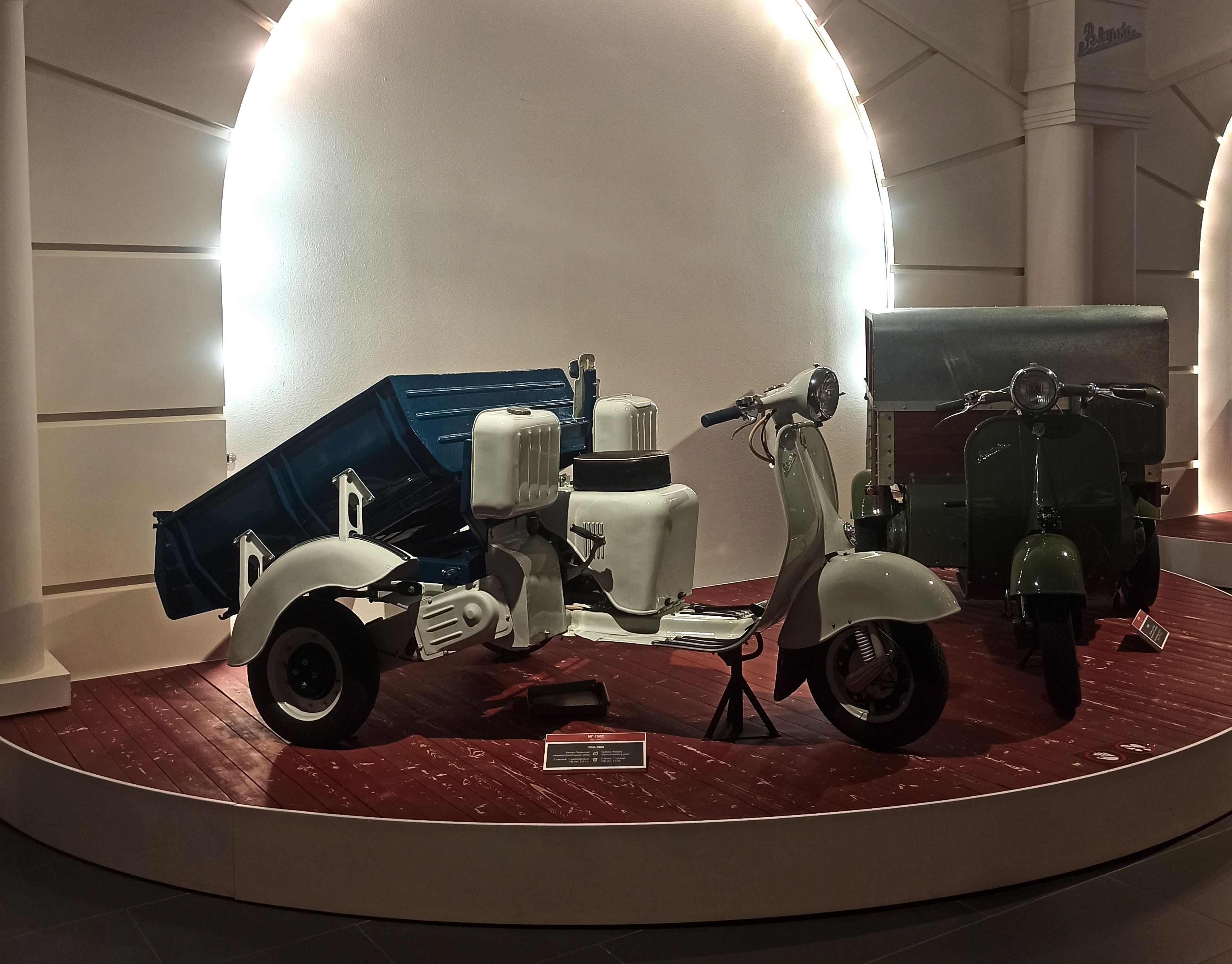
Мотороллер самосвал

#### Спортивная техника
Здесь можно увидеть не только гоночные автомобили и карты фирмы Эстония, но и болид Формулы 1 Prost Pegeuot, а также мотоциклы, предназначенные для различных типов соревнований (шоссейно-кольцевых гонок, мотокросса, спидвея, мотобола), и уникальные автомобили ЗИС Спорт, Marussia. Отдельная зона в экспозиции посвящена ралли в СССР, где расположены Москвич-412, LADA-VFTS, Москвич-407 Купе, Москвич-141 КР.

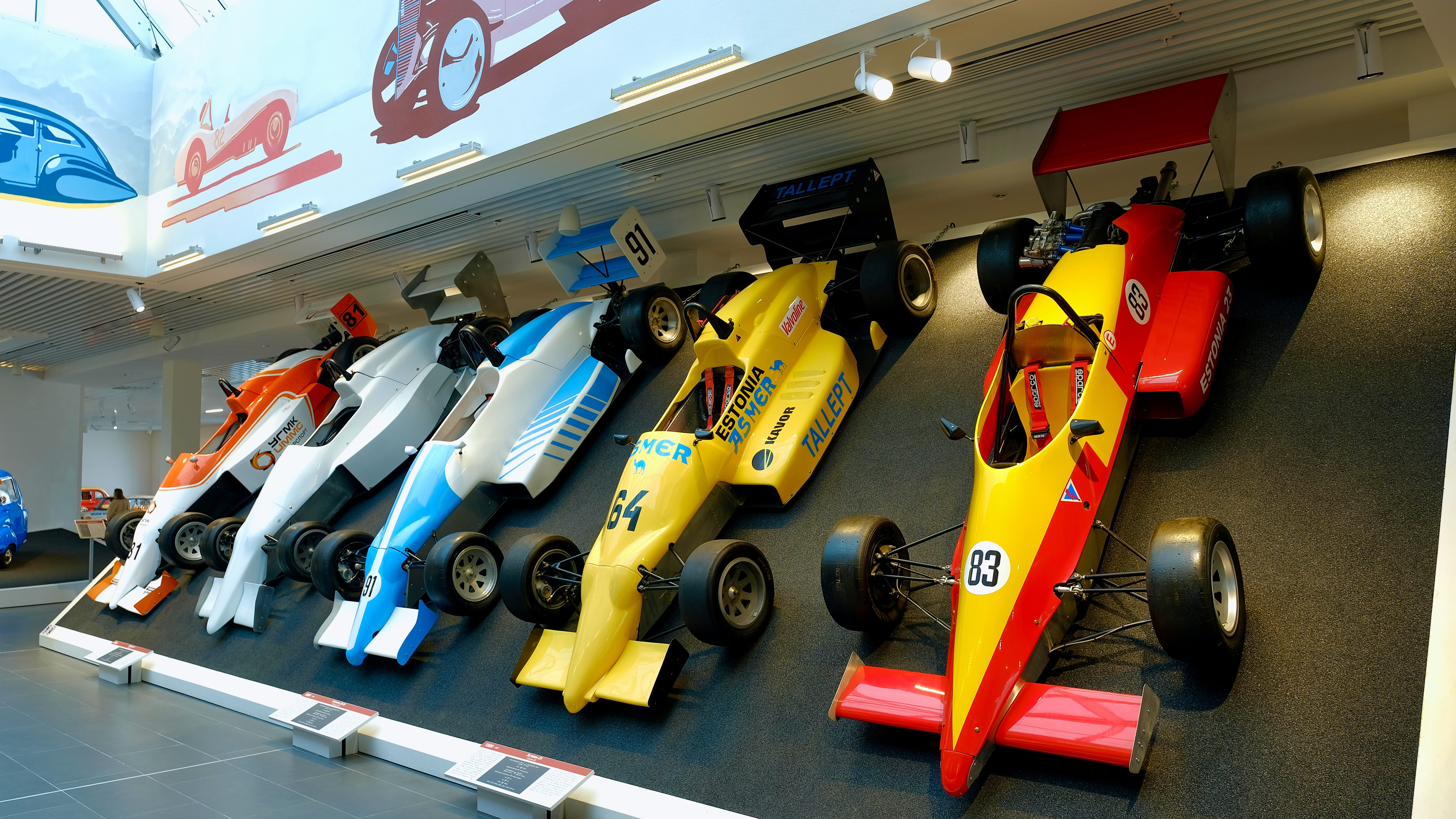
Экспозиция отечественных спортивных автомобилей
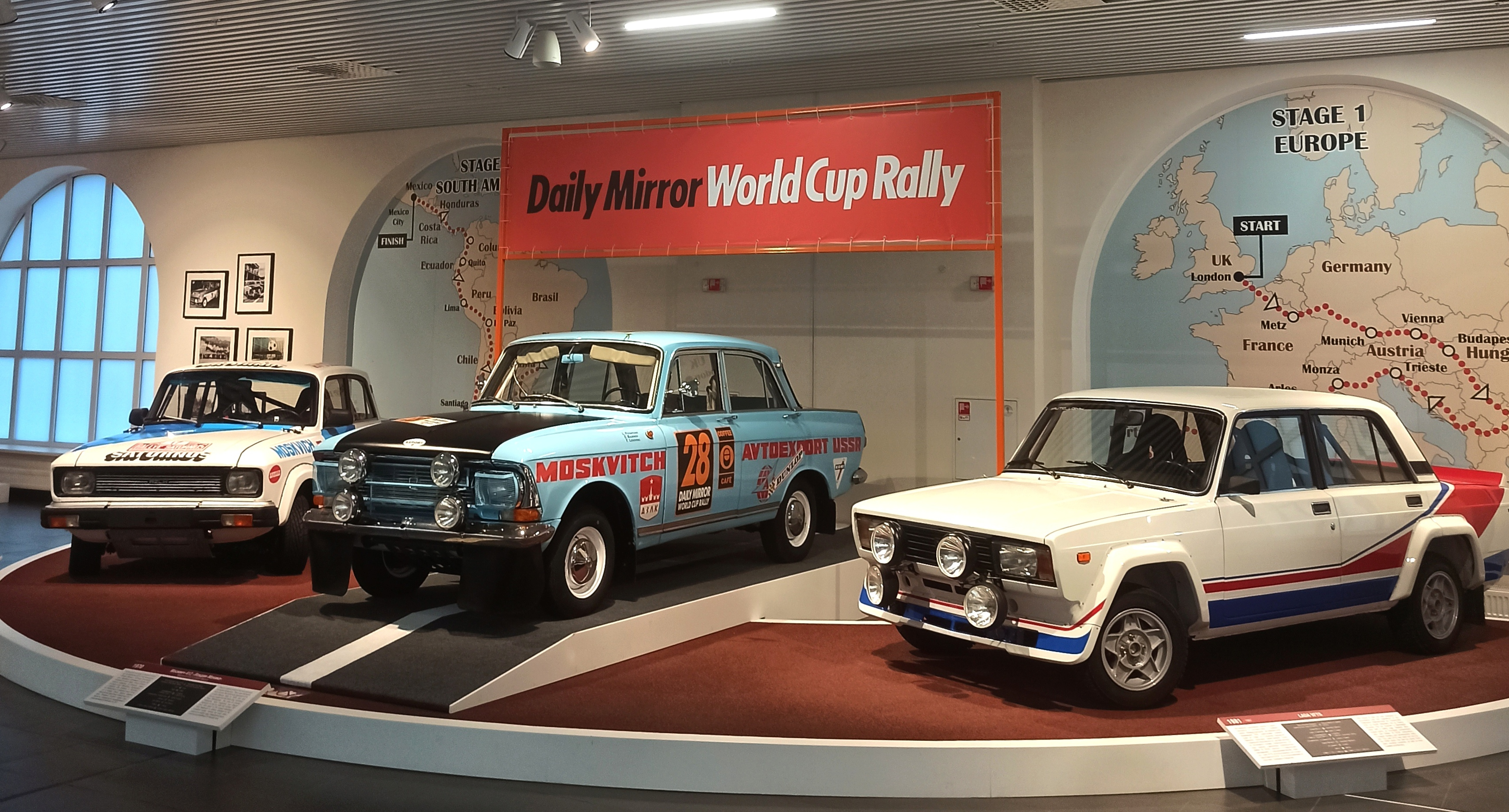
Советские раллийные автомобили
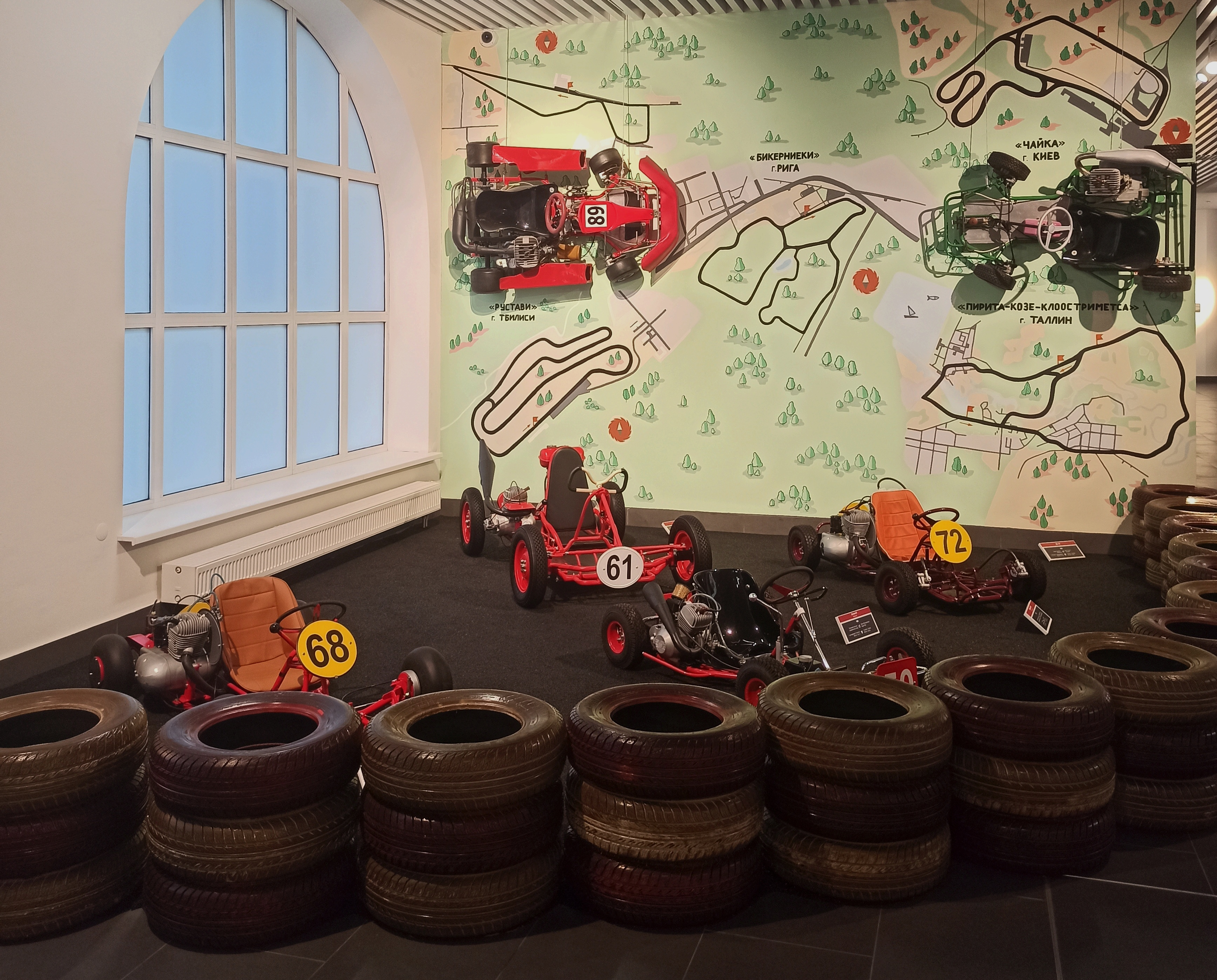
Советский картинг

### Под открытым небом

#### Карьерная техника
В коллекцию спец. техники для горных разработок входят самый большой в мире карьерный самосвал БелАЗ-75710 грузоподъёмностью 450 тонн, БелАЗ-75600, экскаватор ЭКГ-5А завода УЗТМ, БелАЗ-540.

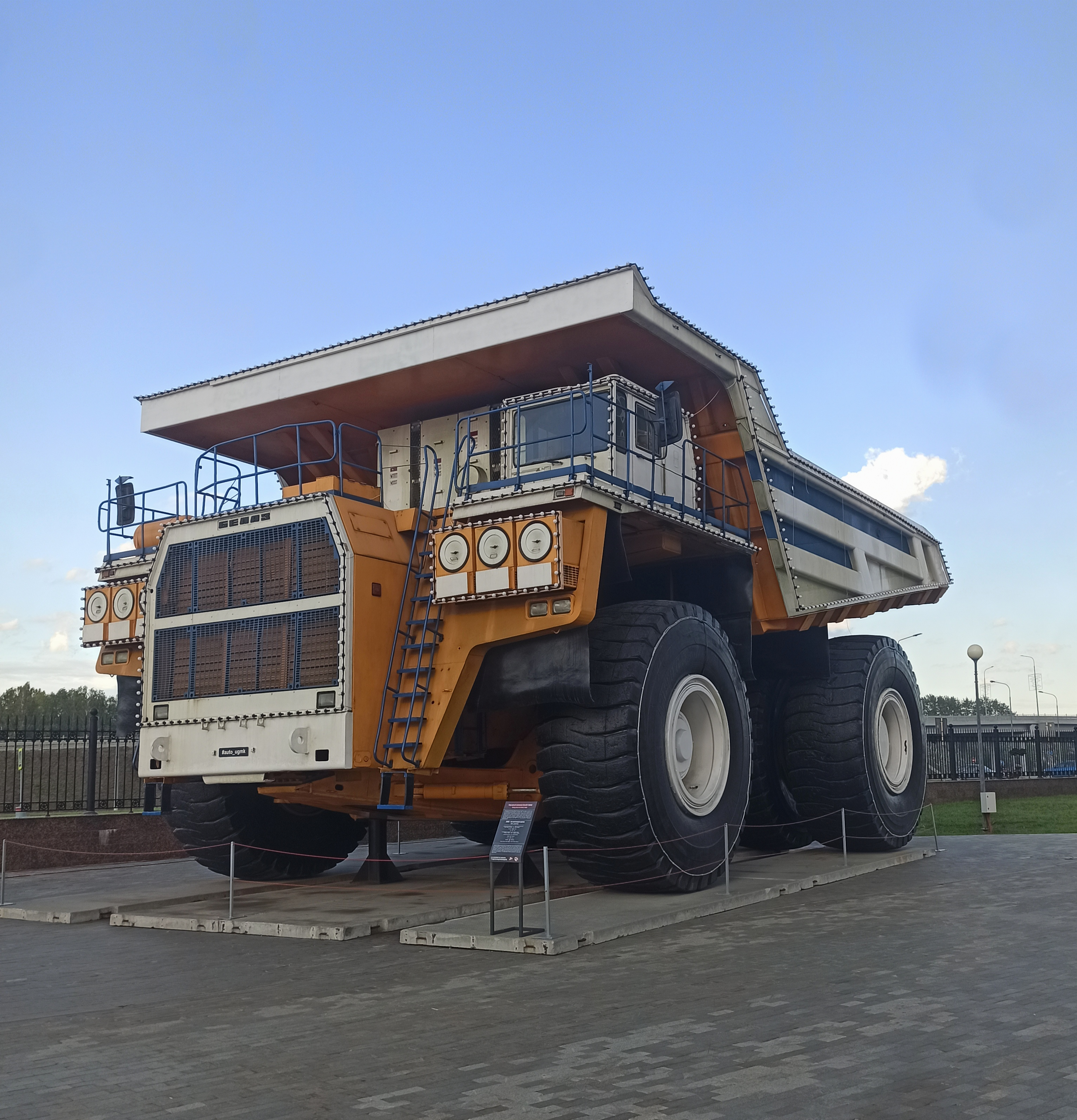
БелАЗ-75600
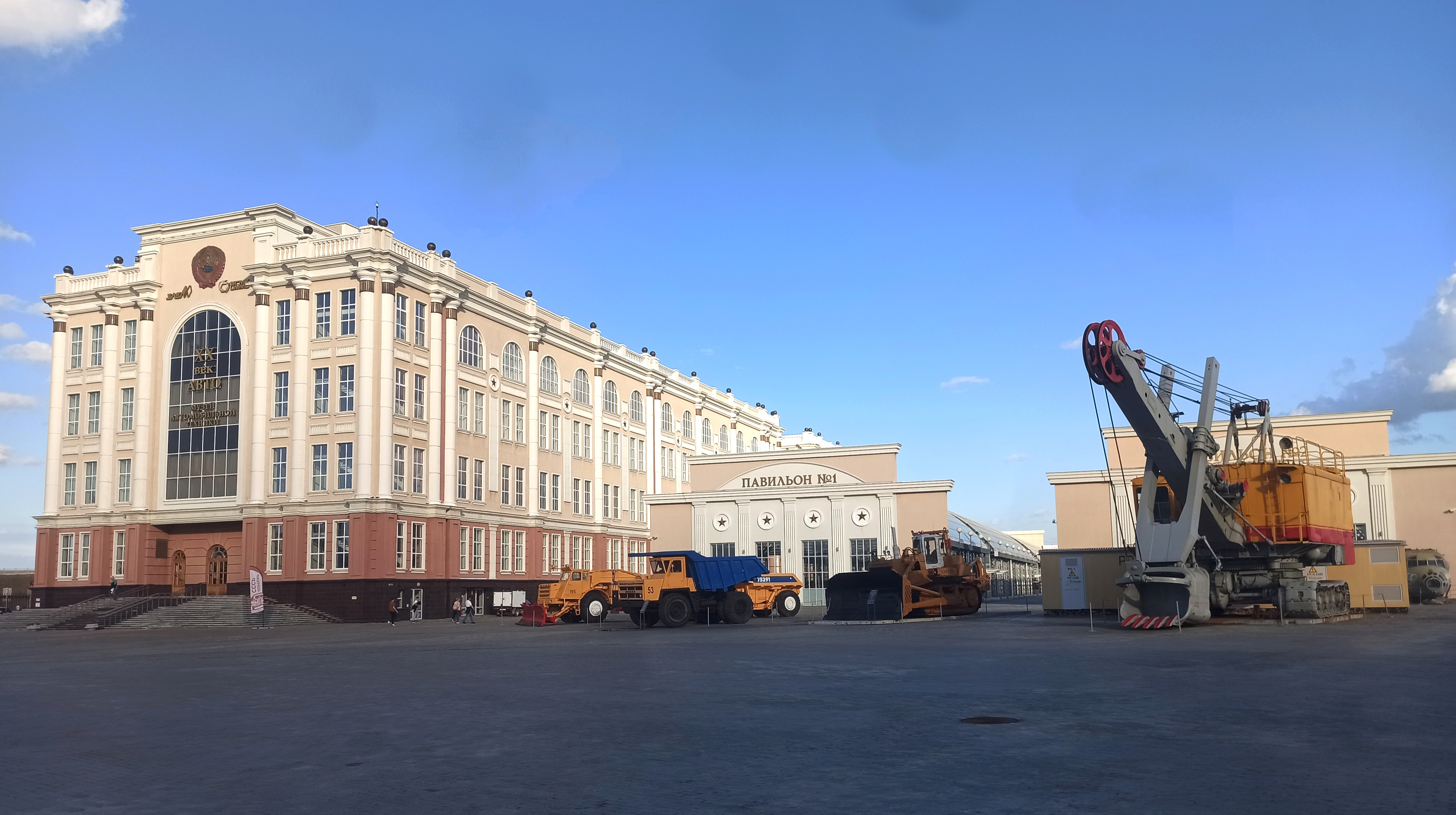
Спец. техника

#### Прочая спец. техника
Шахтный самосвал МОАЗ.

#### Павильоны
Рядом с музеем автомобильной техники расположены 6 стеклянных павильонов, в 4-х из которых хранятся крупногабаритные экспонаты, в том числе:
- специальная аэродромная техника (автолифт АЛ-3A (на шасси ЗИЛ-130), тягач БелАЗ-74211, трап СПТ-154);
- пожарные автомобили (АЛГ-17 на шасси ГАЗ-51, ПМЗ-18 на шасси ЗИЛ-164 и др.);
- спецтранспорт (поисково-спасательный комплекс ЗИЛ-49061 «Синяя птица», Камаз Ajokki, АМ-3 на шасси ГАЗ-51, автолавка ПАЗ-659, молоковоз на шасси УралЗИС-355М и др.);
- автобусы (ЛАЗ-695М, ЗИЛ-118К «Юность», ПАЗ-672, ЛиАЗ-677);
- трактора (Porsche Diesel Junior 108, С-60 «Сталинец», Универсал-4 и др.);
- грузовики (КАЗ-4540, ЗИЛ-157, ЗИС-151, ЗИС-42);
- легковые автомобили (УАЗ-469, -452, Луаз-969 и др).

Отдельный павильон выделен под двигатели, где можно увидеть как двигатель БелАЗа-75600, так и моторы от автомобилей поменьше (ГАЗ-М1, ГАЗ-21, Москвич-408, ВАЗ-2101 и др.), авиадвигатели, и двигатели тракторов.

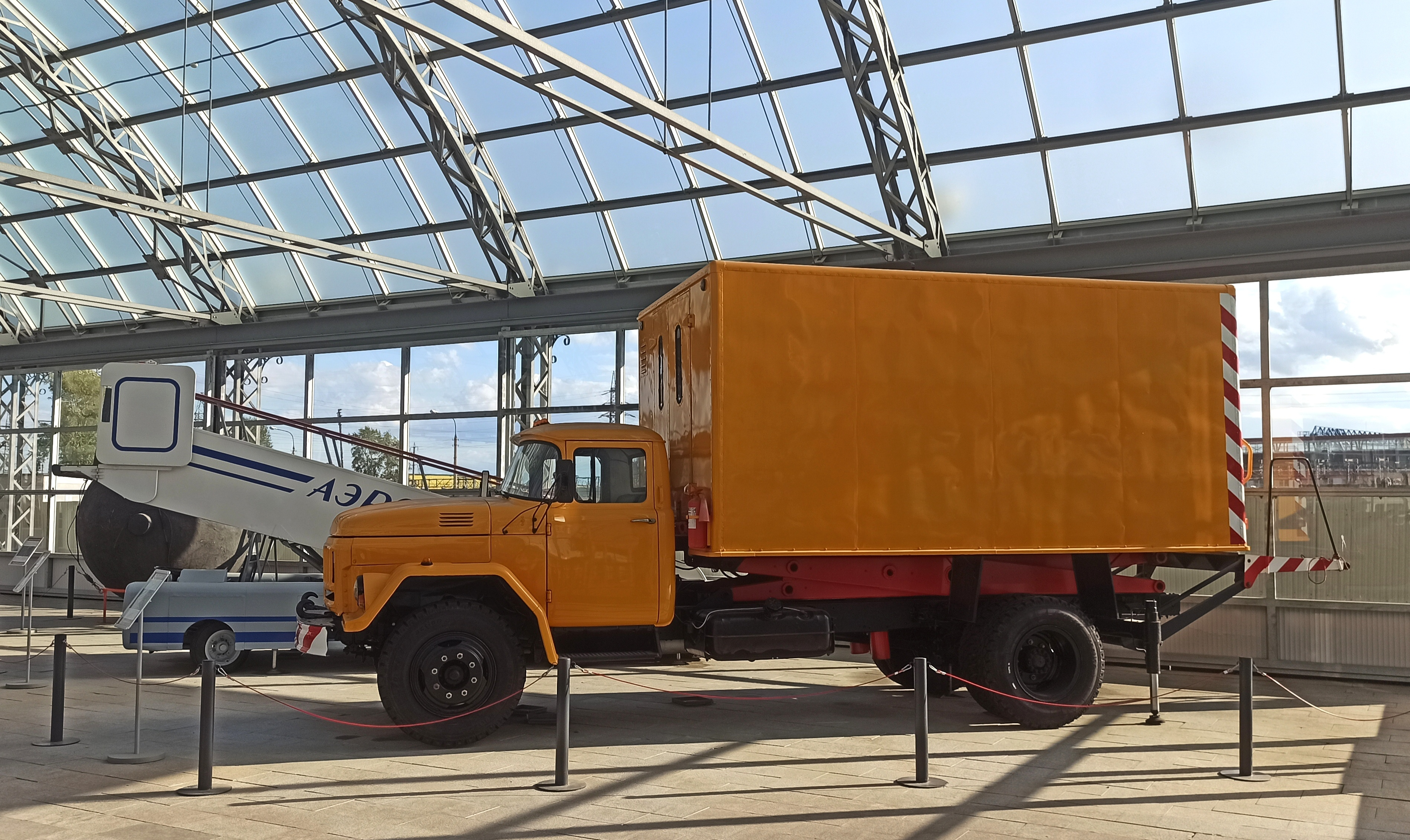
Аэродромная техника (автолифт)
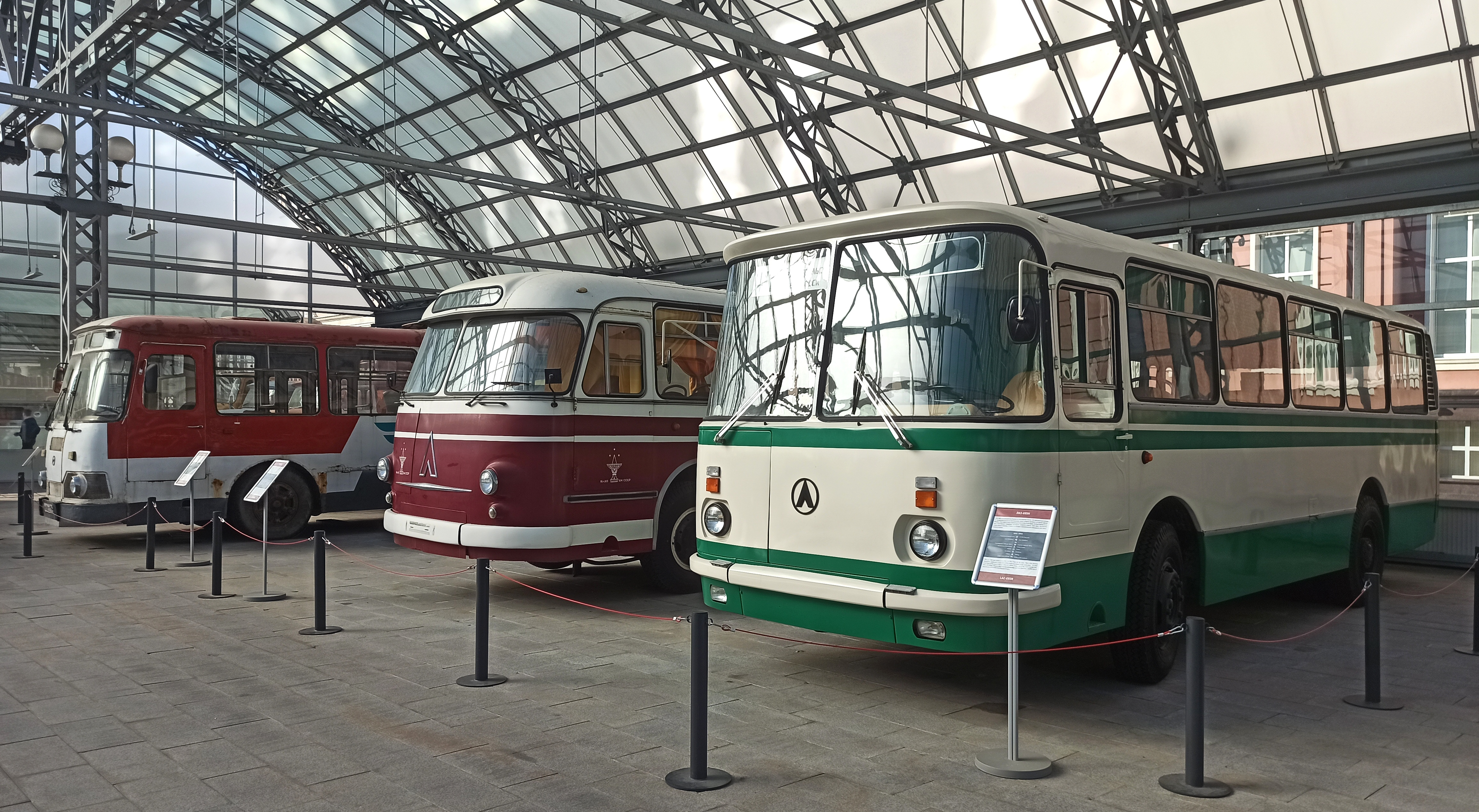
Автобусы ЛАЗ
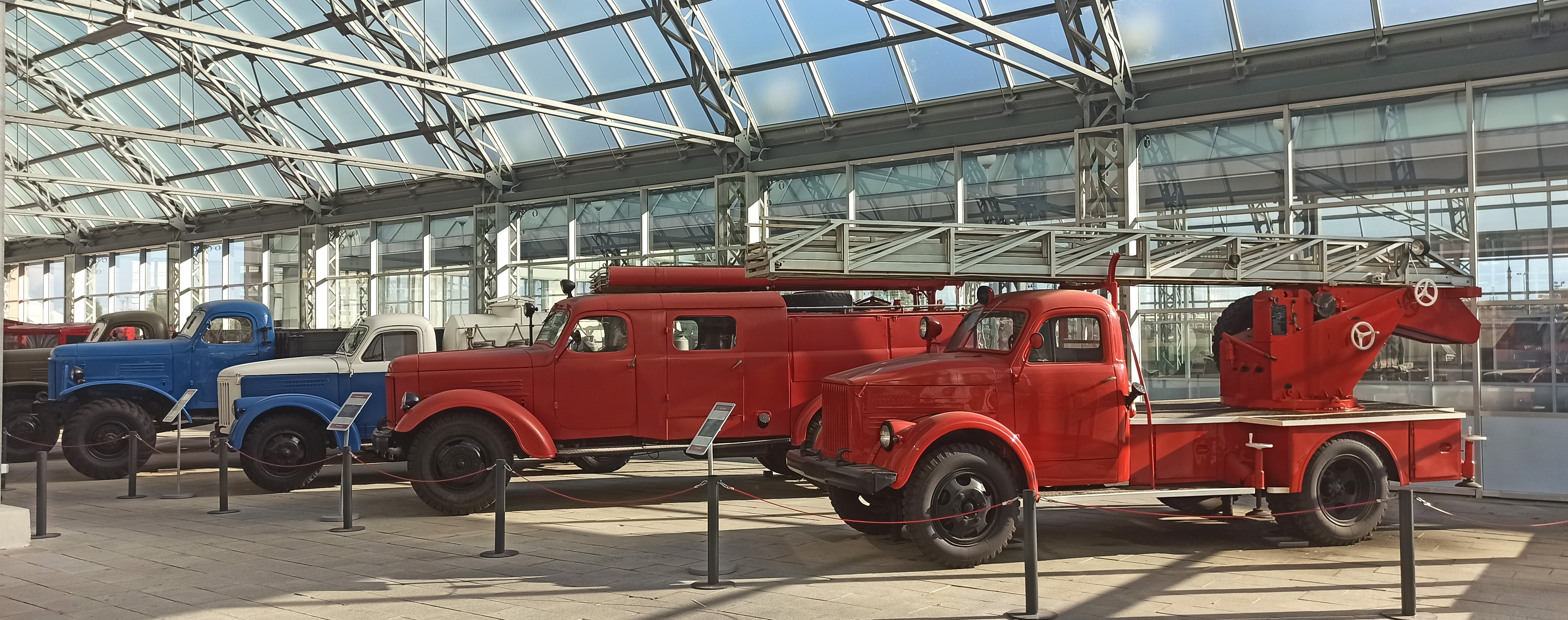
Пожарные автомобили
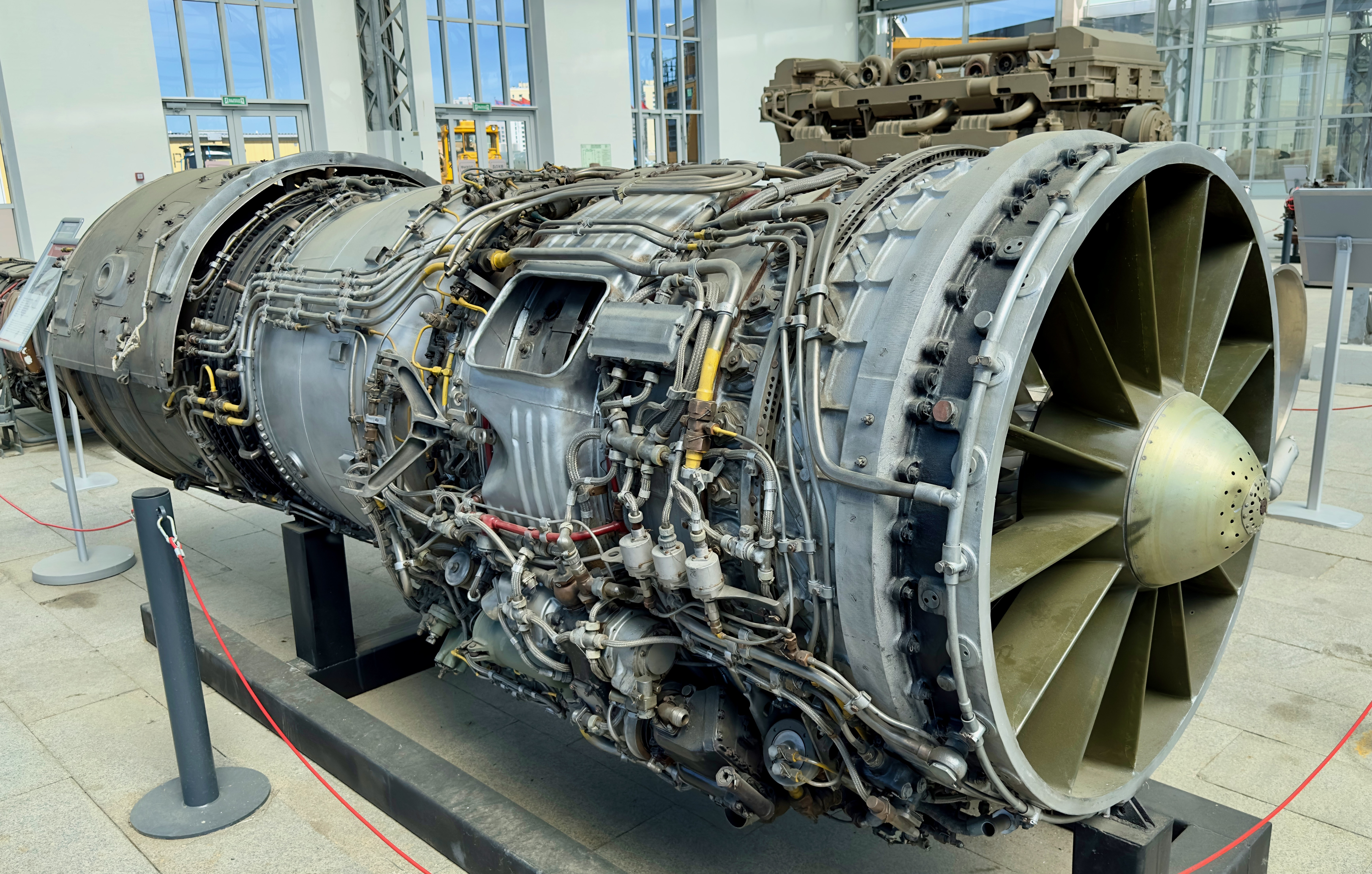
Реактивный двигатель АЛ-7Ф
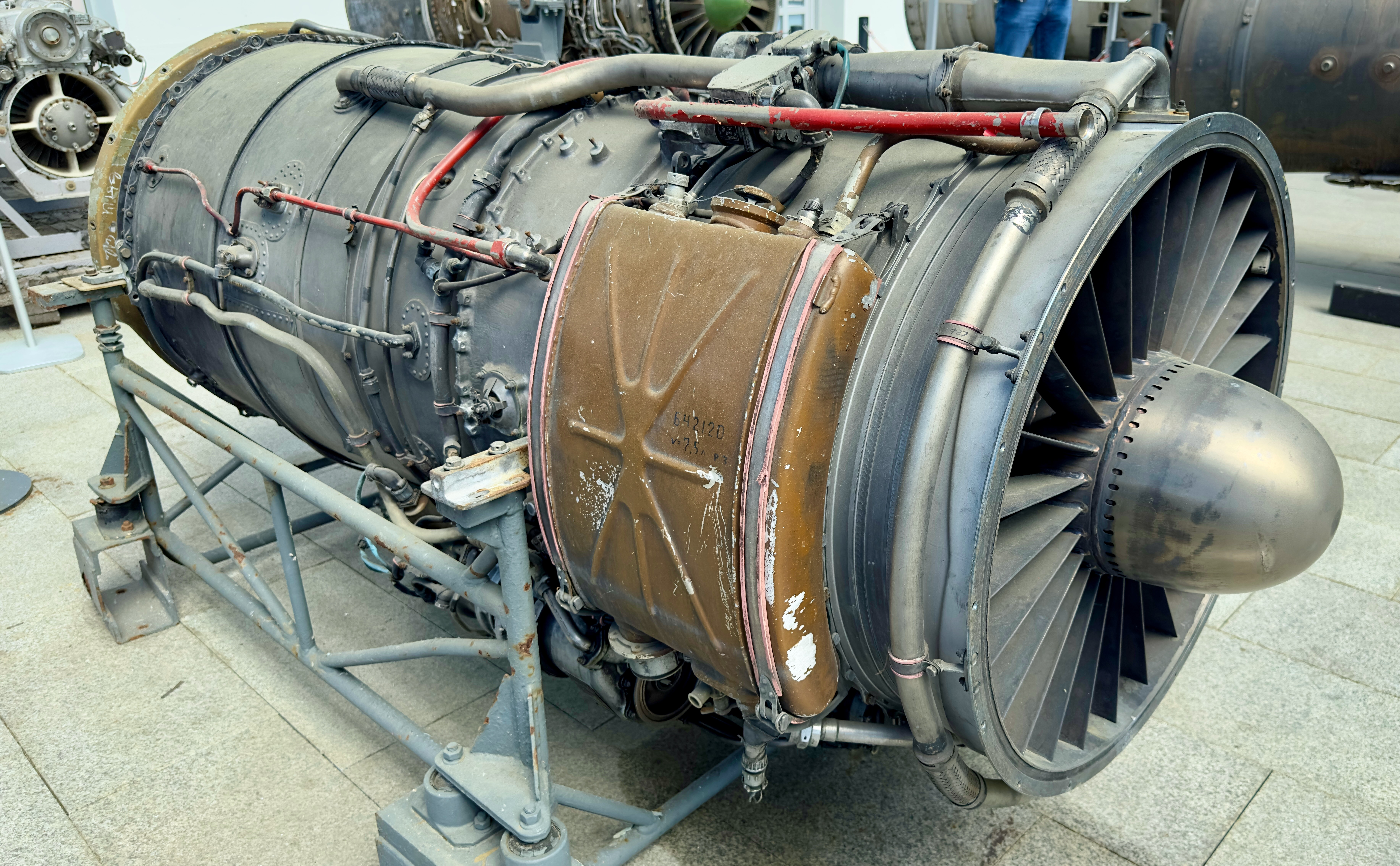
Турбореактивный двигатель АИ-25
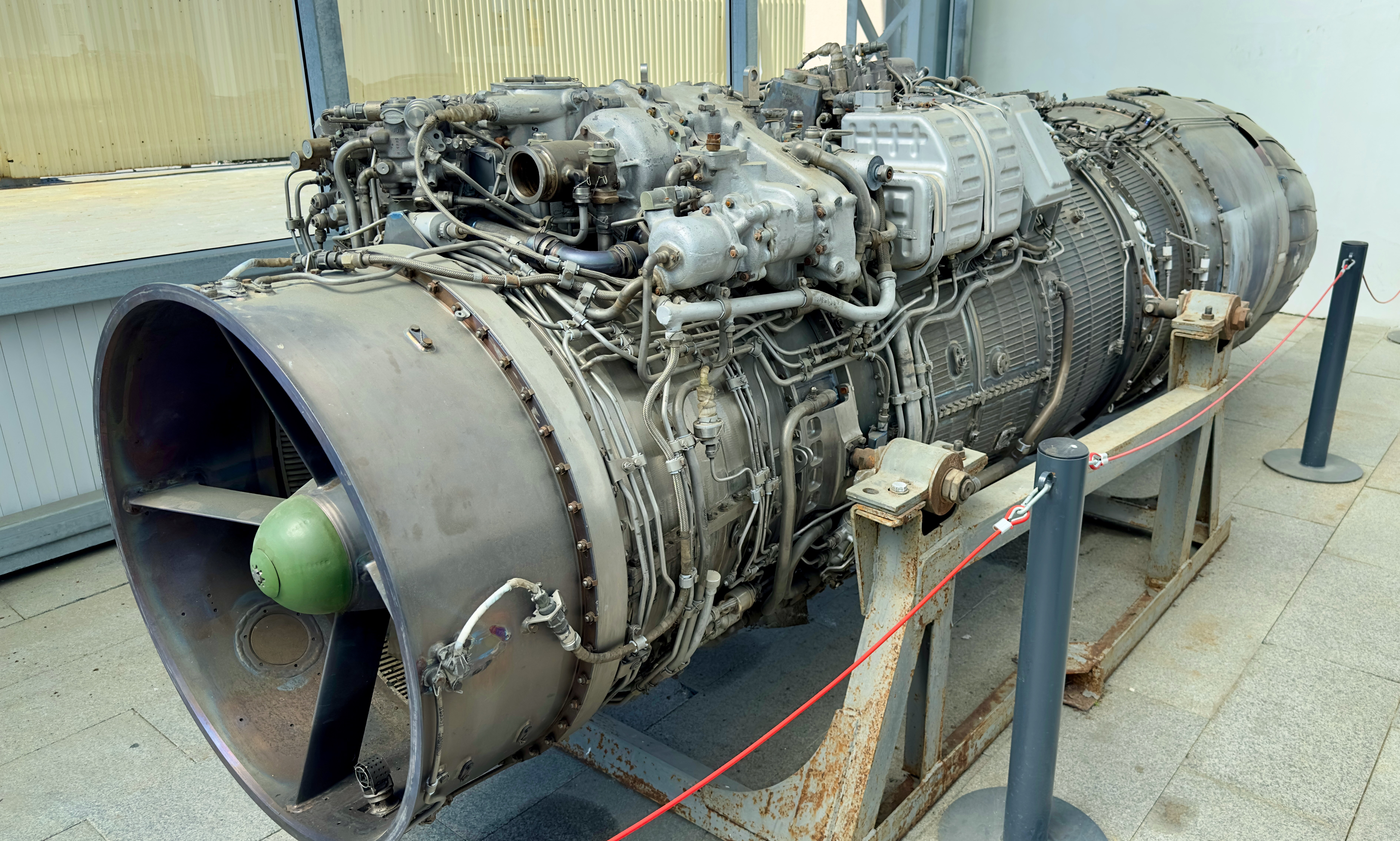
Турбореактивный двигатель РД-33
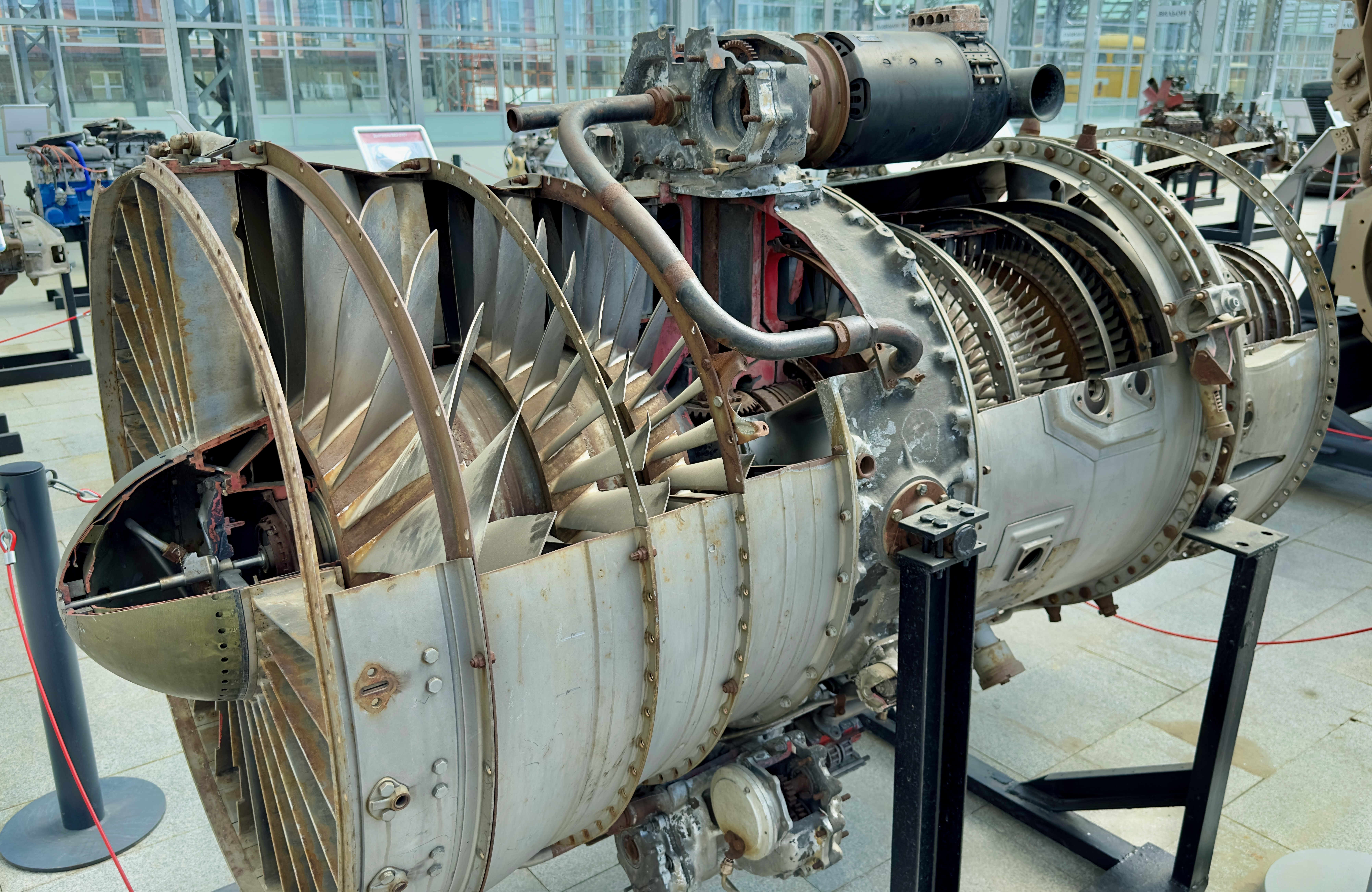
Вертолётный двигатель Д-25В

## Музей авиации

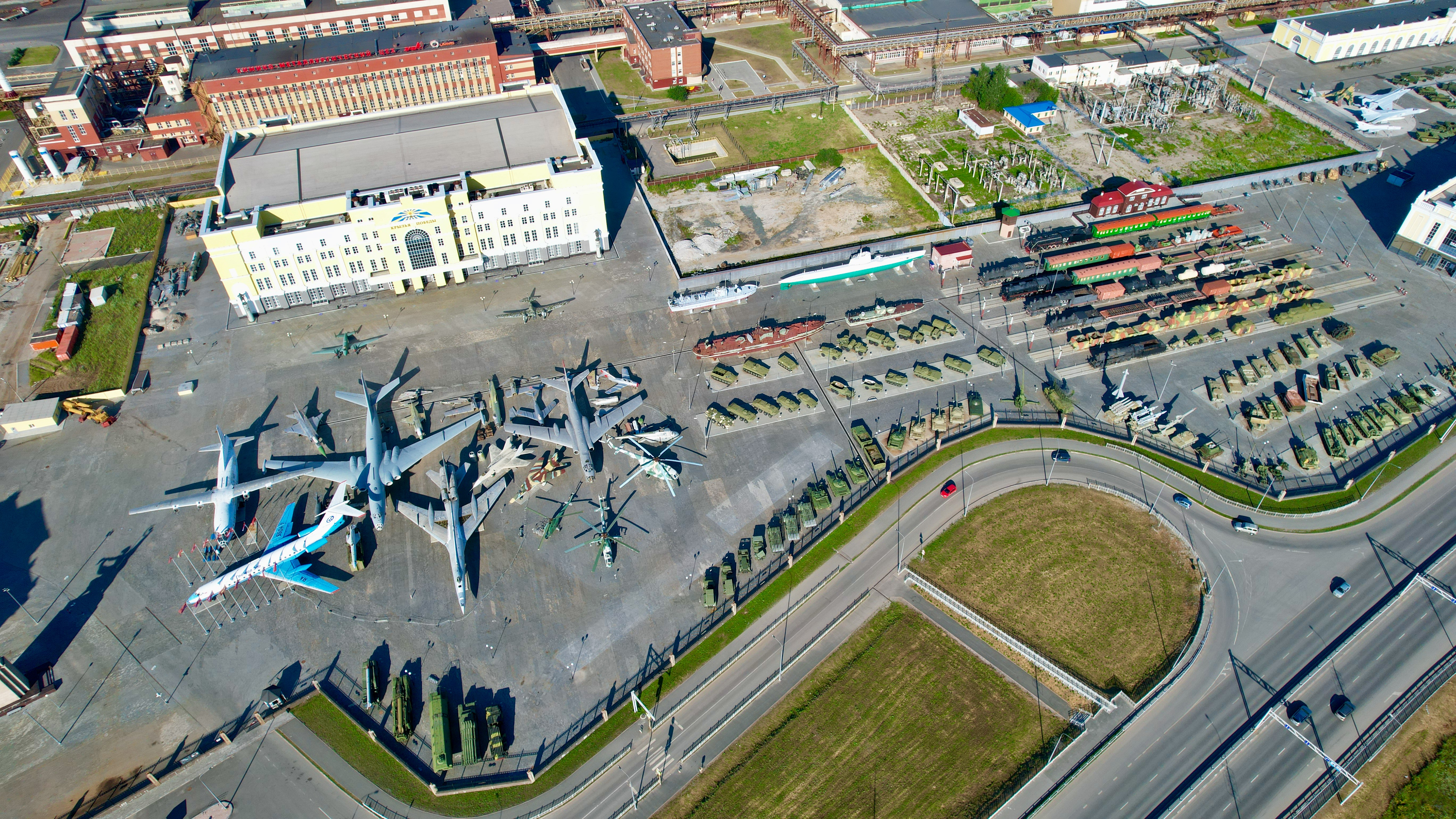
Вид с высоты

Музей авиации — выставочный центр «Крылья Победы». В экспозиционных залах площадью 9 тыс. м², оборудованных в специально построенном четырёхэтажном здании, представлены истребители, бомбардировщики, штурмовики, транспортники. Образцы техники сгруппированы в большие и малые художественные композиции. В здании музея авиации действует авиасимулятор. Отдельная зона посвящена форме лётчиков различных стран.
В кабины многих самолётов можно заглянуть благодаря установленным лестницам.

### Экспозиции

#### «Технологический вираж»
Группа самолётов под высоким потолком наглядно иллюстрирует развитие отечественной авиации от самого известного довоенного биплана У-2 к первому советскому самолёту с ракетным двигателем БИ-1. Помимо оригинального советского биплана У-2 в коллекции также есть его далёкий предшественник Avro 504.

#### Самолёты советских ВВС времён ВОВ
В экспозиции музея представлены советские самолёты оригинальные советские самолёты времён Ил-2 и Ту-2, а также макеты истребителей И-15, И-16, Як-3, ЛаГГ-3. Кроме этого, представлены поставлявшиеся в Советский Союз по программе ленд-лиза истребители Bell P-39 Airacobra, P-51 Mustang, Hawker Hurricane, бомбардировщики Douglas A-20 Boston, North American B-25J Mitchell, транспортный Douglas DC-3 и самый крупный самолёт внутренней экспозиции — американская летающая лодка PBY «Catalina», длина которой составляет 19 метров, а размах крыла — больше 31 метра.

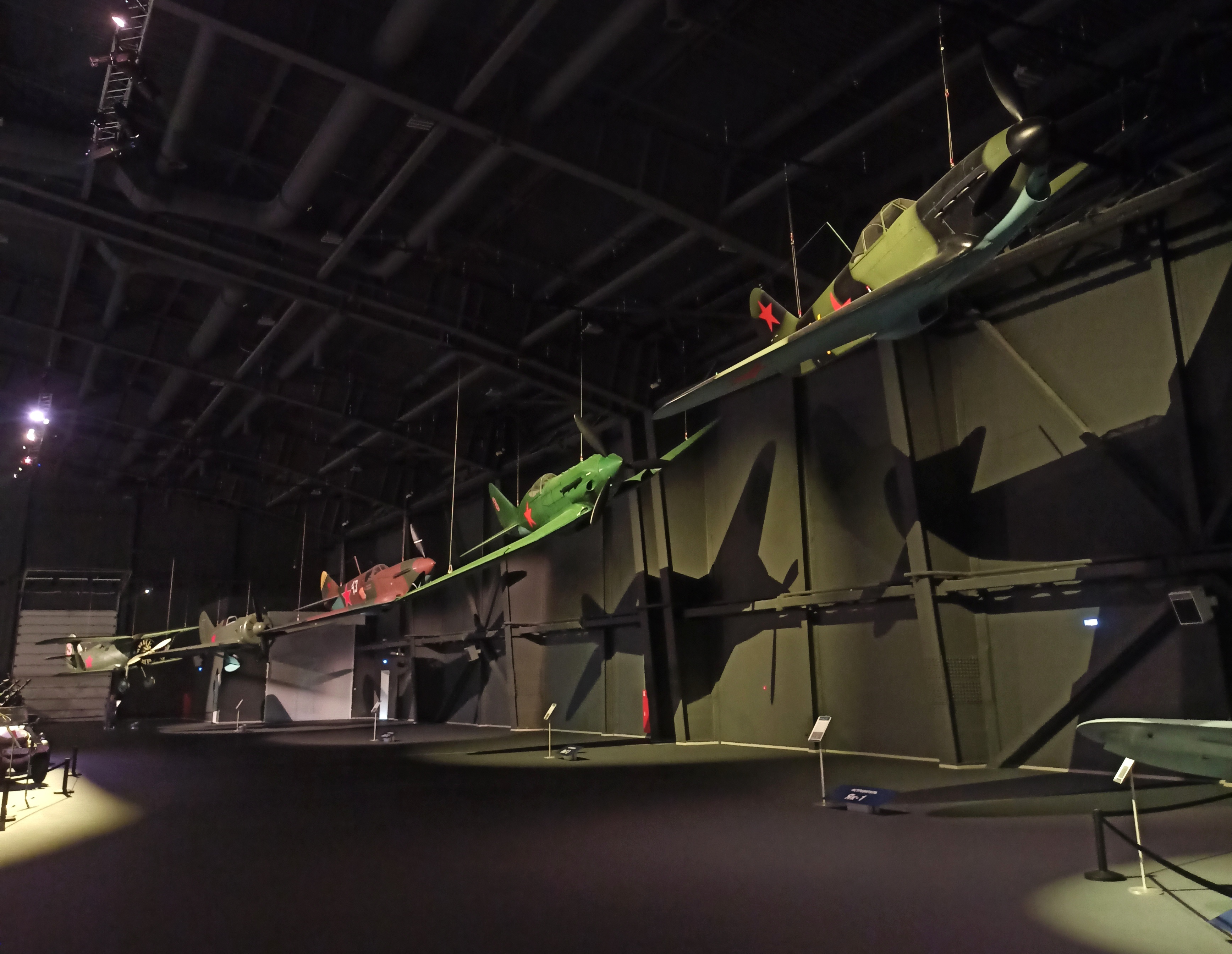
Технологический вираж
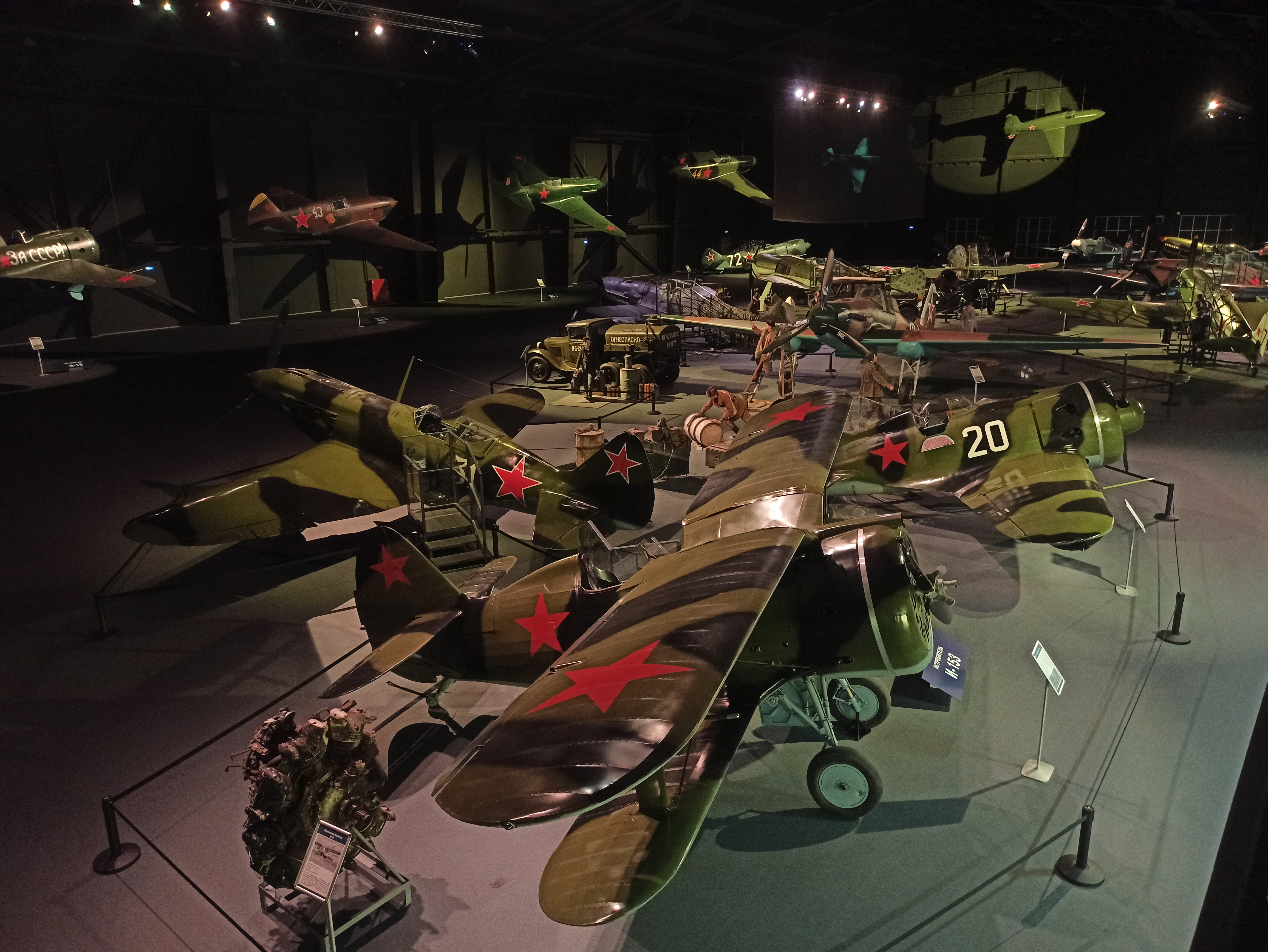
Самолёты-истребители
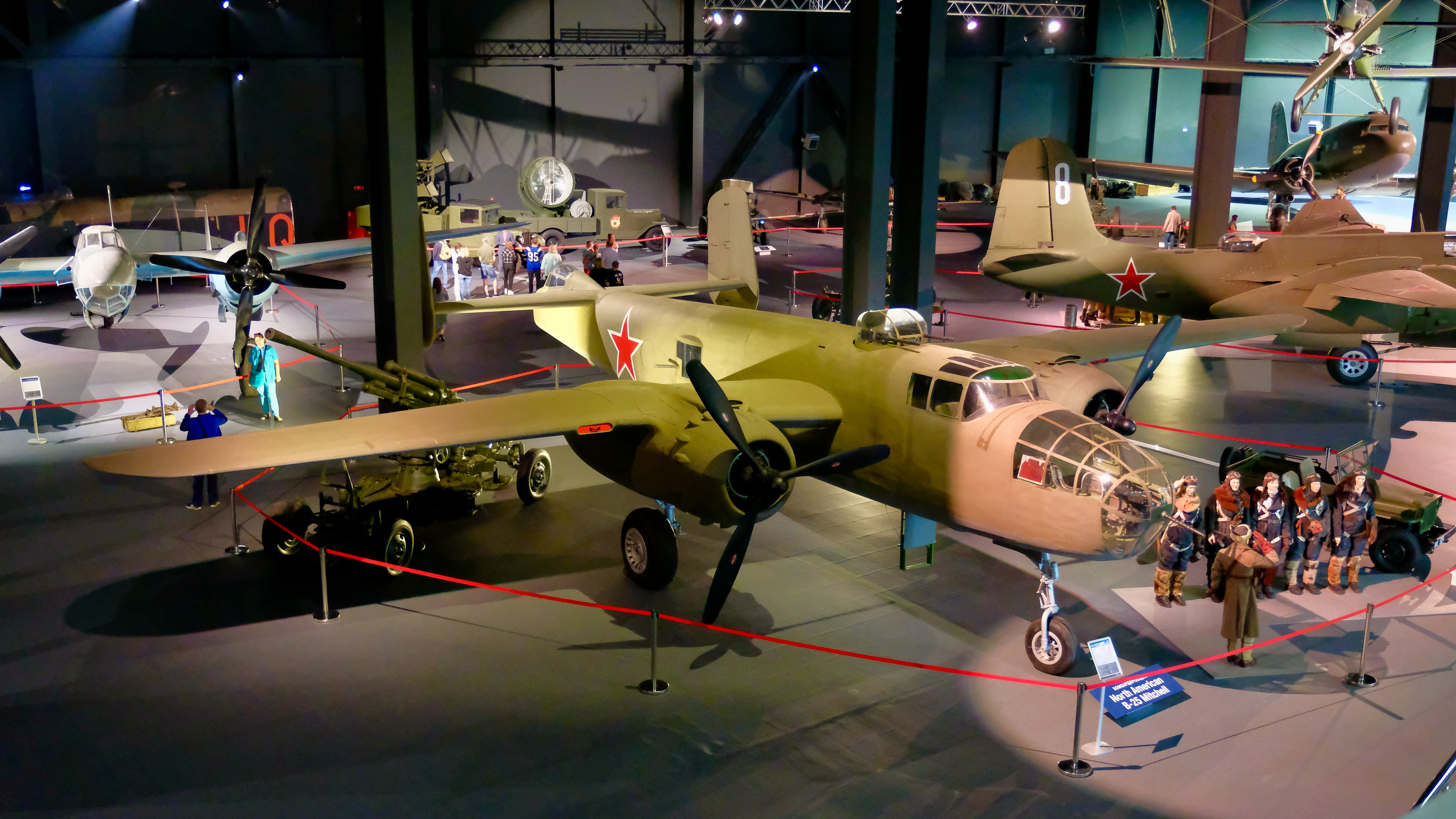
B-25 Mitchell
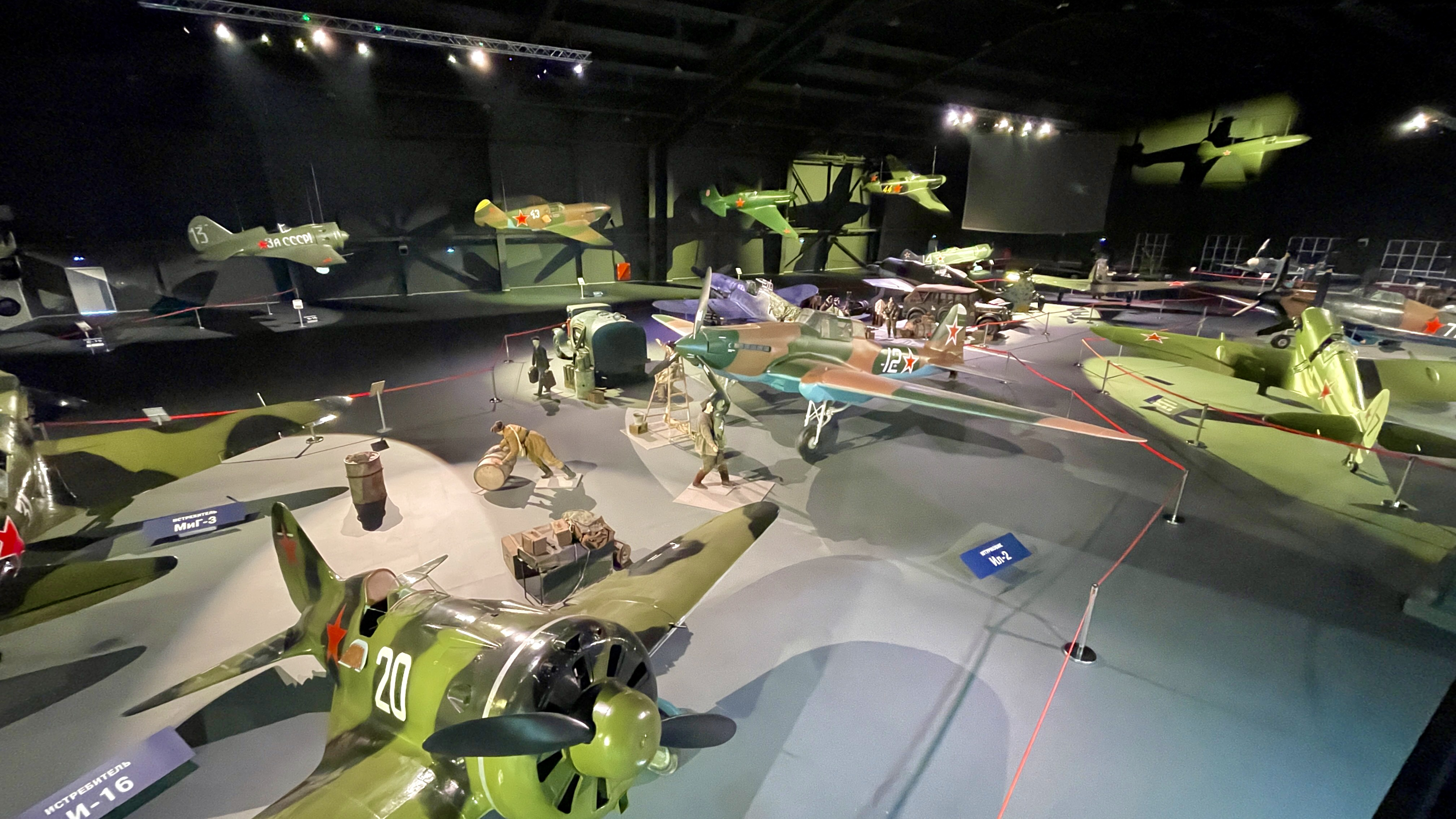
Авиаэкспозиция
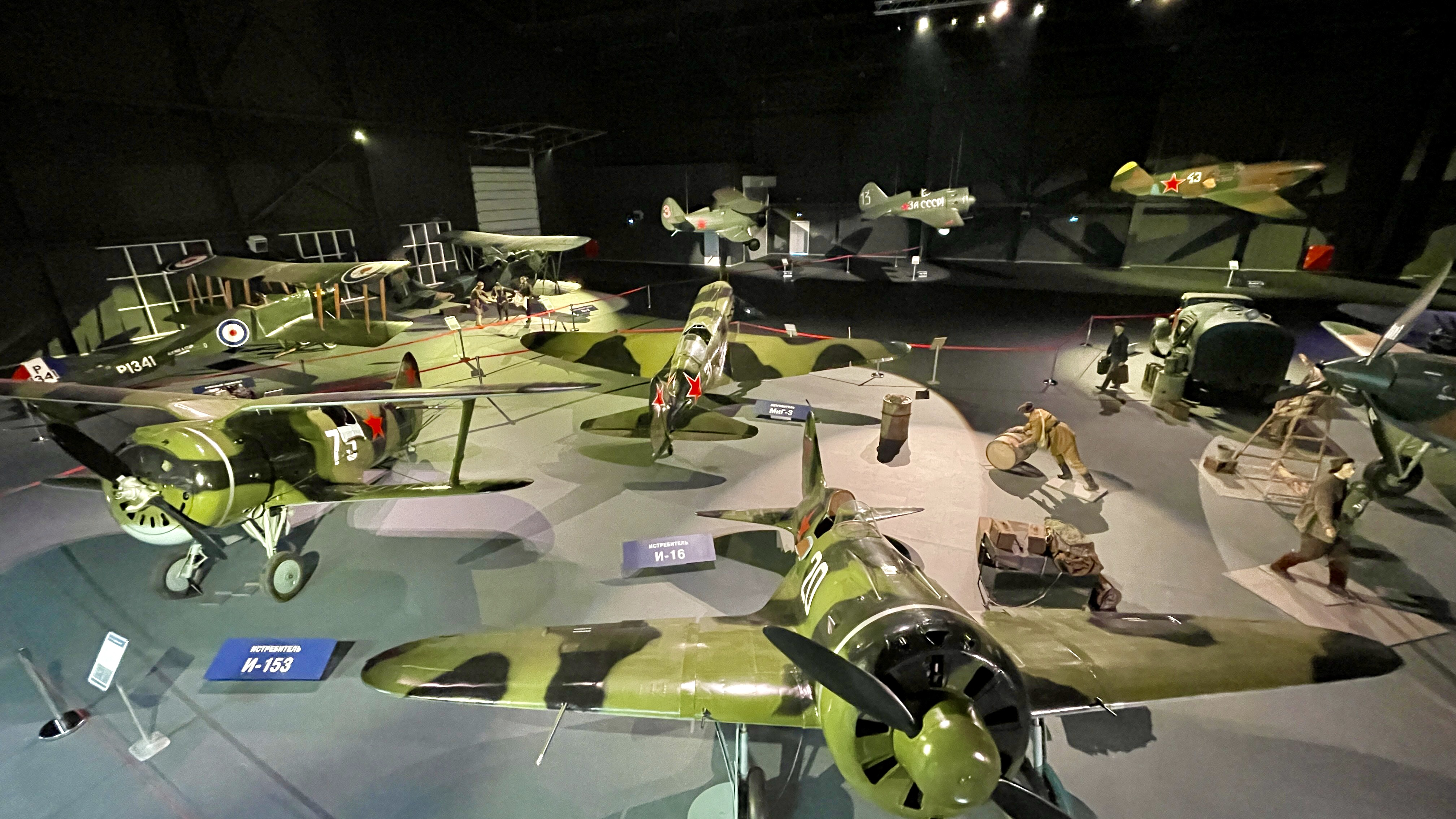
Авиаэкспозиция
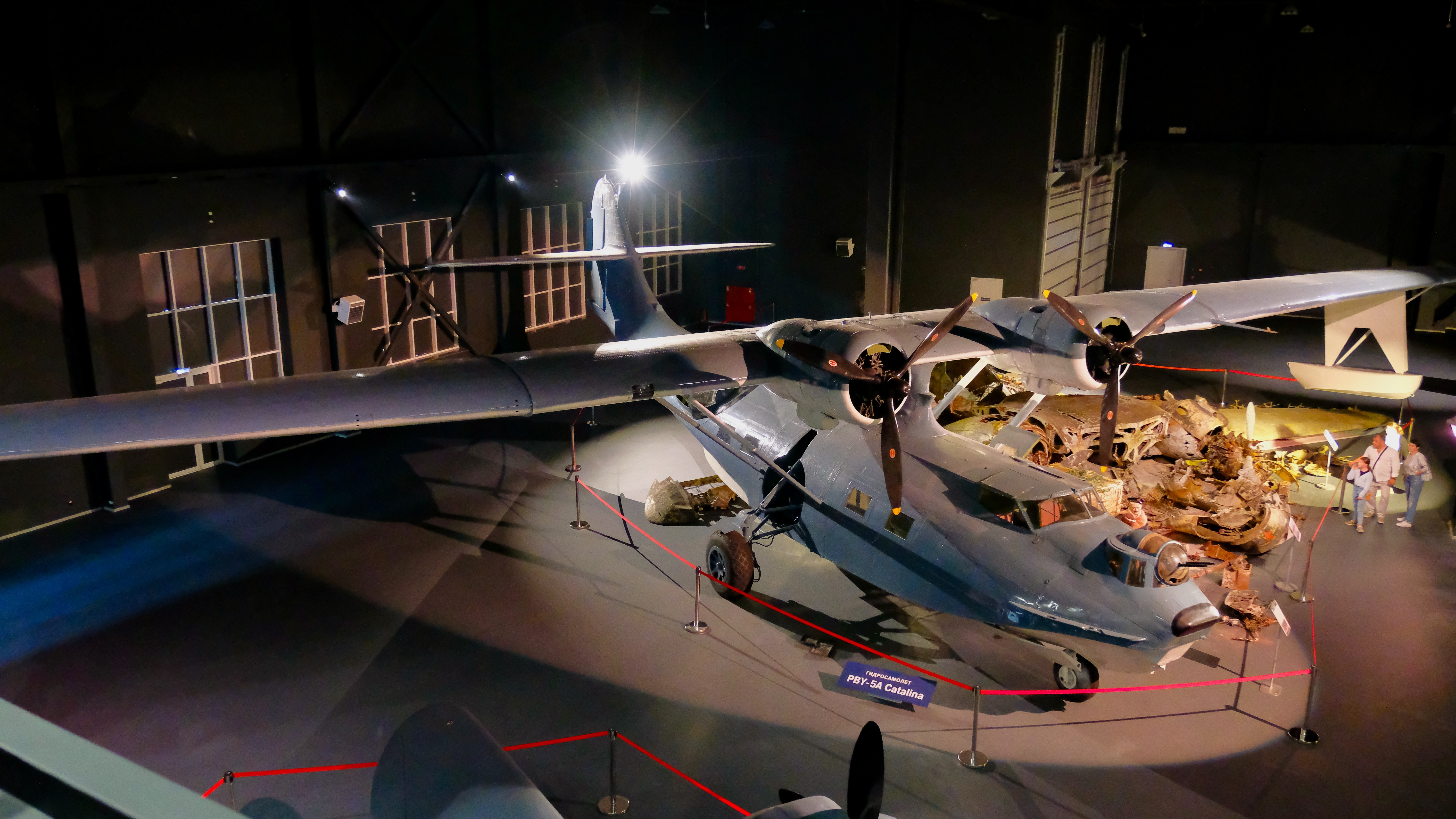
PBY «Catalina»

#### Самолёты стран Оси
Истребитель Messerschmitt Bf.109G-6 — полностью оригинальный. По военным архивам установлено, что он был сбит в 1944 году над Кольским полуостровом, в 13 километрах от порта Петсамо, за штурвалом находился Вилли Шламмер. Ещё один немецкий самолёт — Focke-Wulf Fw 190 A-8.

#### Автомобили
В музее экспонируется аэродромная техника времён Второй мировой войны:
- Авиастартер на шасси ГАЗ-АА;
- ГАЗ-4 со спаренными пулемётами Максим;
- топливозаправщик на шасси Studebaker US6;
- Volkswagen Typ 82 (армейская версия Volkswagen Käfer);
- Horch 901;

и др.

### Под открытым небом
Также в экспозиции представлены и реактивные самолёты, среди которых присутствует редкая летающая лаборатория Ту-16ЛЛ. Помимо этого, среди экспонатов выделяются бомбардировщик М-4, пассажирские самолёты Ил-14, Ту-134, военно-транспортный Ан-12, истребители МиГ-17, МиГ-21, МиГ-29, и вертолёты Ми-8, Ми-2 и Ми-24.

## Экспозиция по космической тематике
У центрального входа на территории музейного комплекса расположен многоразовый ускоритель «Байкал» и ракета-носитель «Ангара», в павильоне установлен макет спускаемого аппарата.

## Награды и достижения
- 2014 год — ТОП-3 самых фотографируемых достопримечательностей Екатеринбурга и его окрестностей по версии Яндекс[18].
- 2015 год — памятный знак Российского военно-исторического общества «Лучший музей военной истории»[19]
- 2016 год — премия Правительства Российской Федерации в области туризма[20].
- 2018 год — ТОП-10 лучших музеев России по версии TripAdvisor[21].

## Как добраться
Музейный комплекс расположен по адресу Свердловская область, г. Верхняя Пышма, ул. Александра Козицына, 2в. Из Екатеринбурга до комплекса идёт трамвай № 333 (ост. Храм Успения) и автобус № 111.

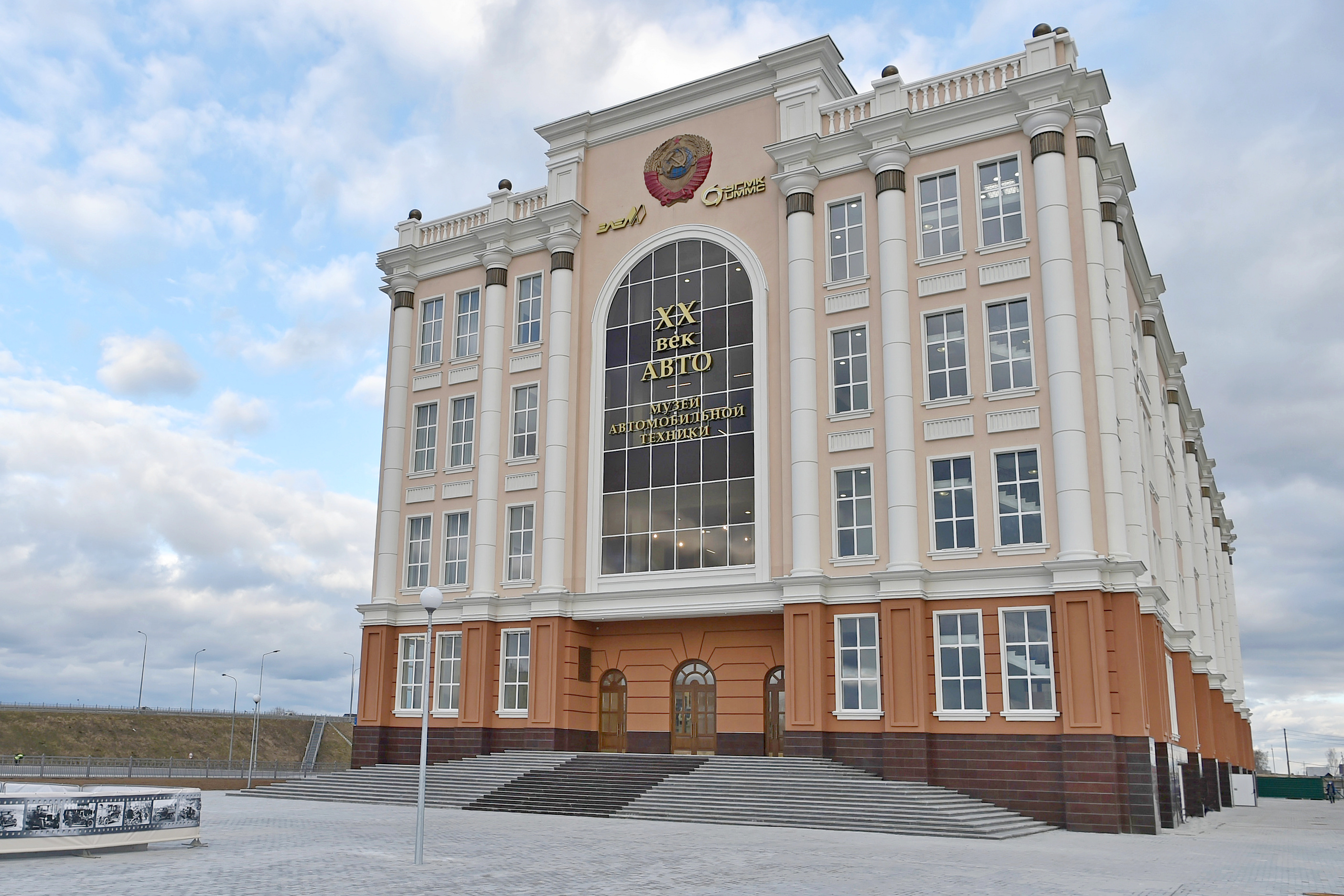
Выставочный центр автомобильного музея (2018)
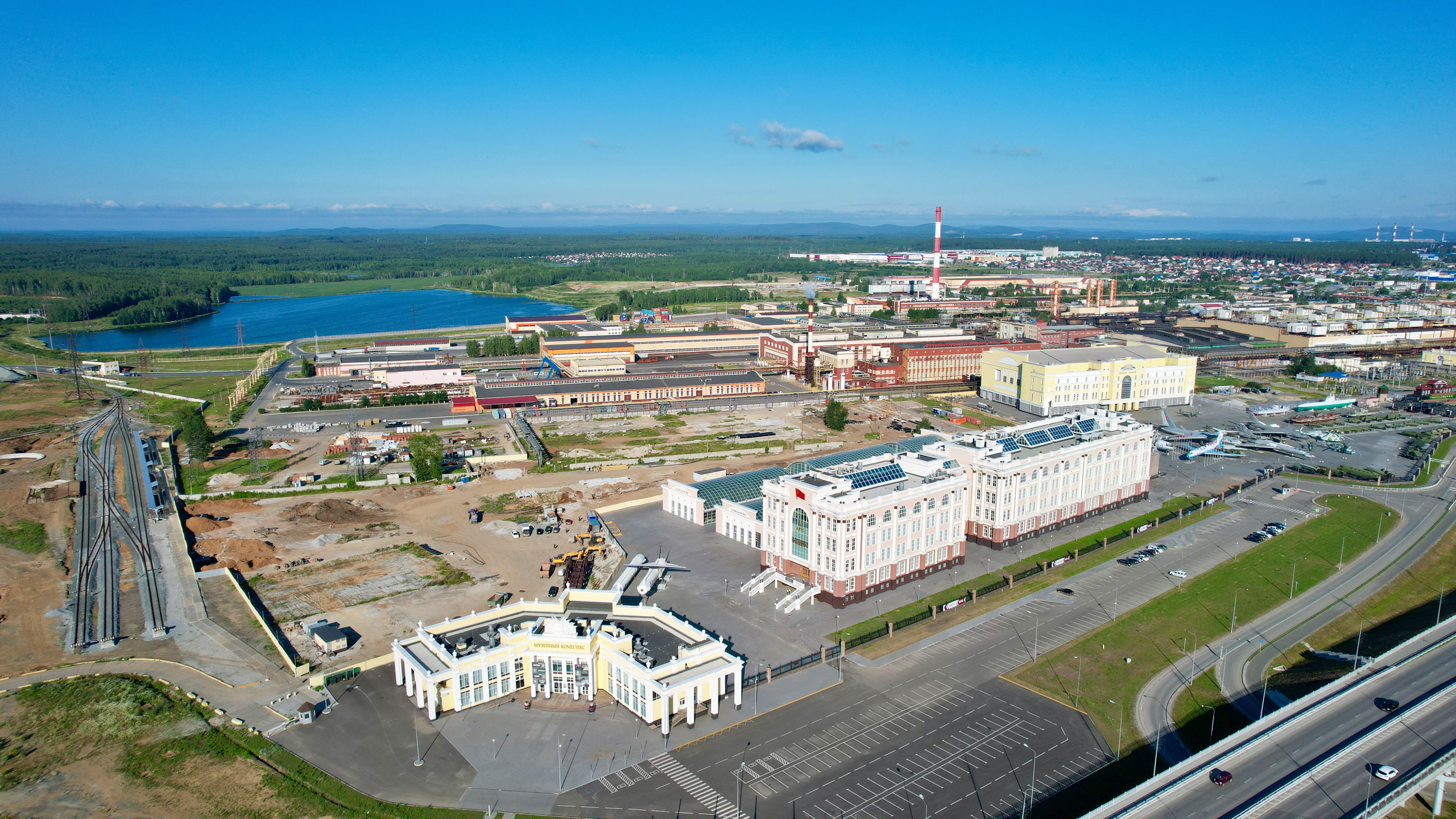
Вид с высоты
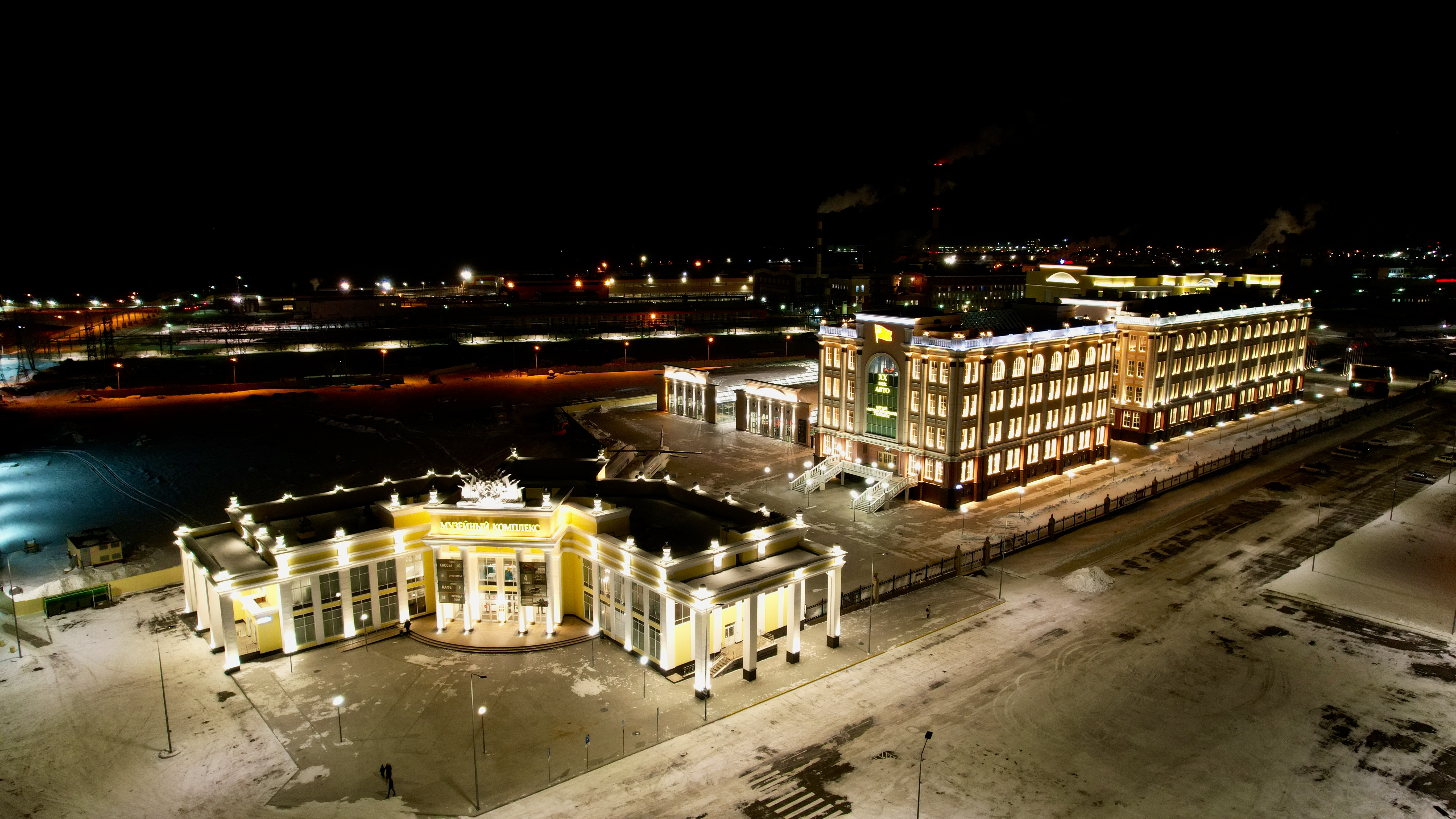
Вид ночью
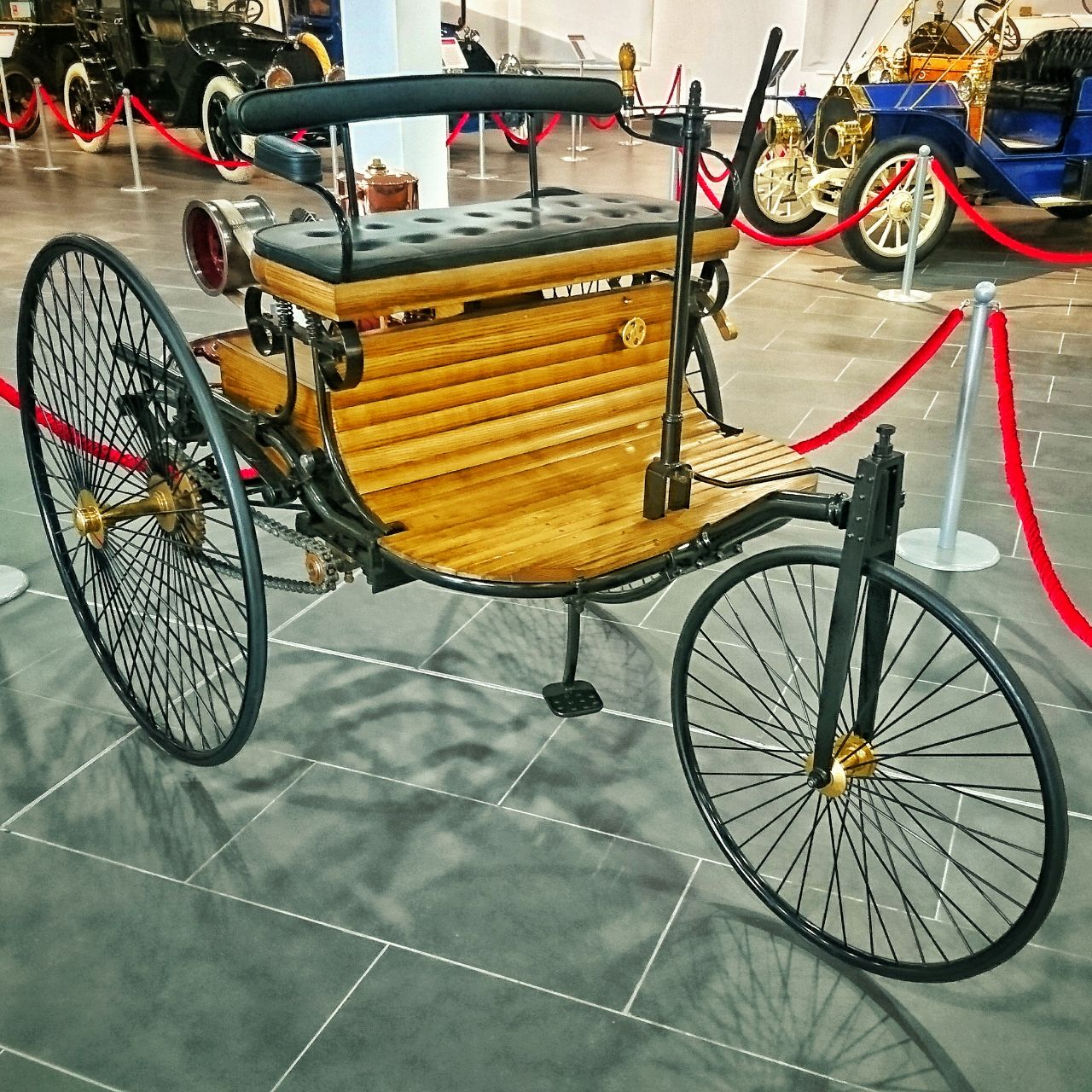
Реплика первого автомобиля
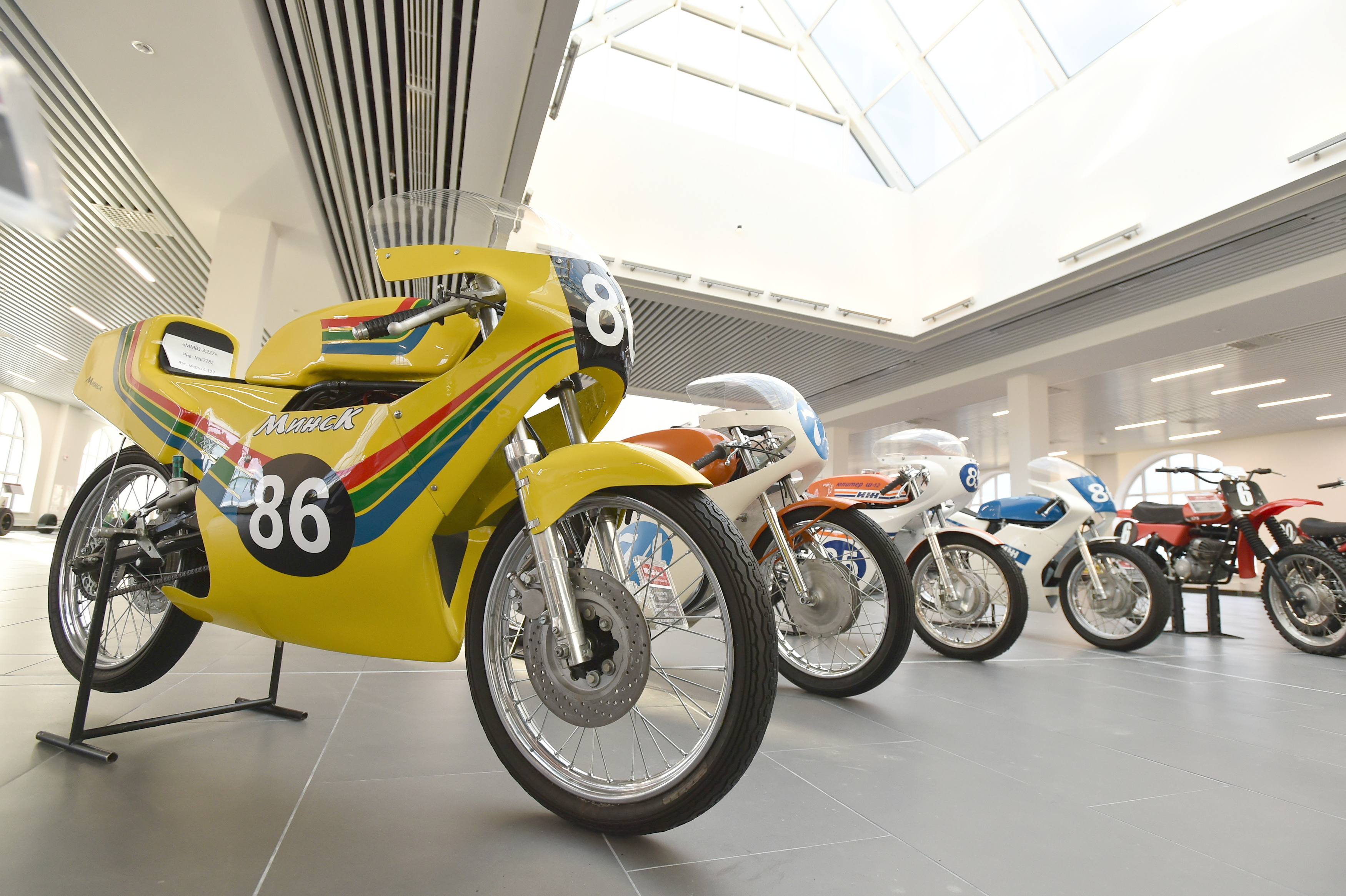
Коллекция спортивных мотоциклов